# Srebrenicai mészárlás
A srebrenicai mészárlás (szerbhorvátul: Masakr u Srebrenici / Масакр у Сребреници) a boszniai háború egyik legvéresebb eseménye volt, amelyet a volt Jugoszláviával foglalkozó Nemzetközi Törvényszék háborús bűncselekménynek nyilvánított. A mészárlás 1995 júliusában történt, amikor Srebrenica környékén mintegy 8700 bosnyákot – főleg férfiakat és fiúkat – végeztek ki. A bűncselekményt, Ratko Mladić és Dokić Dragan vezetésével, a Szerb Köztársaság Hadserege (Vojska Republike Srpske, VRS) hajtotta végre. A VRS mellett a „Skorpiók” néven ismert szerb katonai alakulat is részt vett a mészárlásban.
A mészárlást megelőzően az ENSZ a kelet-boszniai Srebrenica ostromlott enklávéját az ENSZ védelme alatt álló „biztonsági övezetté” nyilvánította. Az ENSZ azonban nem tudta demilitarizálni Srebrenicát, és nem kényszerítette ki a Srebrenicát körülvevő VRS-erők visszavonását sem, ezt követően pedig az UNPROFOR 370 könnyűfegyverzetű holland (Dutchbat) katonája nem tudta megakadályozni a város elfoglalását és az azt követő mészárlást. A Boszniai Eltűnt Személyek Szövetségi Bizottsága által a mészárlás során eltűnt vagy meghalt személyek listája 8372 nevet tartalmaz. 2012 júliusáig a tömegsírokból előkerült testrészek DNS-elemzésével a népirtás 6838 áldozatát azonosították. 2021 júliusáig 6671 holttestet temettek el Potočari Emlékközpontjában, míg további 236-ot máshol helyeztek örök nyugalomra.
Egyes szerbek azt állították, hogy a mészárlás megtorlás volt a srebrenicai bosnyák katonák által Naser Orić parancsnoksága alatt a szerbek sérelmére elkövetett polgári halálesetekért. Ezeket az indoklásokat az ICTY és az ENSZ elutasította és elítélte, mint rosszhiszemű kísérleteket a népirtás igazolására. 2004-ben a Krstić-ügyben a volt Jugoszláviával foglalkozó Nemzetközi Törvényszék (ICTY) fellebbviteli tanácsa úgy határozott, hogy az enklávé férfi lakóinak lemészárlása népirtásnak minősül, mely a nemzetközi jog szerinti háborús bűntett. Az ítéletet 2007-ben a Nemzetközi Bíróság (ICJ) is helybenhagyta. Minthogy a férfiak megölésével járt együtt, ugyancsak népirtásnak minősült a mészárlást kísérő 25 000 és 30 000 közötti bosnyák muszlim nő, gyermek és idős erőszakos átszállítása és bántalmazása. 2013-ban, 2014-ben, majd 2019-ben a holland legfelsőbb bíróságon és a hágai kerületi bíróságon a holland államot felelősségre vonták azért, mert békefenntartói nem tettek eleget több mint 300 haláleset megelőzése érdekében. 2013 áprilisában Tomislav Nikolić szerb elnök bocsánatot kért „Srebrenica bűnéért”, de nem volt hajlandó népirtásnak nevezni azt.

## Előzmények

### A kelet-boszniai konfliktus
A soknemzetiségű Bosznia-Hercegovinai Szocialista Köztársaságot főként muszlim bosnyákok (44 százalék), ortodox szerbek (31 százalék) és katolikus horvátok (17 százalék) lakták. A volt Jugoszlávia felbomlásának kezdetekor Bosznia-Hercegovina 1991. október 15-én kikiáltotta függetlenségét, 1992. február 29-én pedig népszavazást tartottak a függetlenségről. A függetlenséget támogató népszavazást a boszniai szerbek politikai képviselői ellenezték, bojkottálták és nem ismerték el az eredményét. A Bosznia-Hercegovinai Köztársaságot az Európai Közösség 1992. április 6-án, az Egyesült Nemzetek Szervezete pedig 1992. május 22-én ismerte el hivatalosan.
A függetlenség kikiáltását követően a boszniai szerb erők Slobodan Milošević szerb kormánya és a Jugoszláv Néphadsereg (JNA) támogatásával, hogy biztosítsák és egyesítsék a szerb ellenőrzés alatt álló területek egységét, és létrehozzanak egy etnikailag tiszta szerb államot, megtámadták a Bosznia-Hercegovinai Köztársaságot.Az ezt követő, területi ellenőrzésért folytatott küzdelemben a szerb ellenőrzés alatt álló területeken etnikai tisztogatási akciók áldozatává vált a nem szerb lakosság, köztük különösen a szerb határok közelében fekvő, kelet-boszniai bosnyák lakosság.

### Az etnikai tisztogatás kezdete

A hadviselő felek által ellenőrzött területek 1994 szeptemberében

Srebrenica és a környező közép-drinamentei régió óriási stratégiai jelentőséggel bírt a boszniai szerb vezetés számára, mivel ez volt a híd az elképzelt Boszniai Szerb Köztársaság két különálló része között, Srebrenica elfoglalása és etnikai megtisztítása egyúttal aláásta volna a boszniai muszlim állam életképességét is. 1991-ben Srebrenica lakosságának 73%-a boszniai muszlim, 25%-a pedig boszniai szerb volt. A srebrenicai boszniai muzulmán és boszniai szerb lakosság között a feszültség az 1990-es évek elején erősödött fel, amikor a helyi boszniai szerb lakosságot elkezdték ellátni fegyverekkel és katonai felszerelésekkel, amelyeket a szerb félkatonai csoportok és a Jugoszláv Néphadsereg, valamint a Szerb Demokrata Párt (SDS) terjesztettek.
1992 áprilisára Srebrenicát a szerb erők egyre inkább elszigetelték. 1992. április 17-én Srebrenica boszniai muszlim lakossága 24 órás ultimátumot kapott, hogy adja át az összes fegyvert és hagyja el a várost. 1992 áprilisában Srebrenicát rövid időre elfoglalták a boszniai szerbek, majd 1992. május 8-án a boszniai muszlimok visszafoglalták, de ennek ellenére továbbra is a szerb erők által körülvéve maradtak, és elzárták őket a külső területektől. 1992 áprilisa és 1993 márciusa között a Naser Orić-per ítélete a következőképpen írta le a srebrenicai helyzetet:
|  | „1992 áprilisa és 1993 márciusa között Srebrenica városa és a bosnyákok által birtokolt területen lévő falvak folyamatosan szerb katonai támadásoknak voltak kitéve, beleértve a tüzérségi támadásokat, a mesterlövészek tüzét, valamint időnként a repülőgépek bombázását. Mindegyik támadás hasonló mintát követett. Szerb katonák és félkatonai szervezetek körbevettek egy boszniai muszlim falut vagy települést, felszólították a lakosságot, hogy adják le fegyvereiket, majd válogatás nélküli ágyúzással és lövöldözéssel kezdték. A legtöbb esetben ezután behatoltak a faluba vagy a településre, kiűzték vagy megölték a jelentős ellenállást nem tanúsító lakosságot, és lerombolták otthonaikat. Ebben az időszakban Srebrenicát naponta, minden irányból válogatás nélkül ágyúzták. Potočari különösen napi célpontja volt a szerb tüzérségnek és gyalogságnak, mert érzékeny pontja volt a Srebrenica körüli védelmi vonalnak. Más boszniai muszlim településeket is rendszeresen támadtak. Mindez rengeteg menekülttel és áldozattal járt.” |
|  | |

A háború első három hónapjában, 1992 áprilisától júniusig a boszniai szerb erők a JNA támogatásával a Srebrenica környéki régióban 296, túlnyomórészt bosnyákok lakta falut pusztítottak el, mintegy 70 000 bosnyákot űztek ki erőszakkal otthonukból, és legalább 163 bosnyákot (dokumentált halálesetek), köztük sok nőt, gyermeket és idős személyt szisztematikusan lemészároltak. A szomszédos Bratunacban a bosnyákokat vagy megölték, vagy Srebrenicába kényszerültek menekülni, ami 1156 halálos áldozatot követelt. Több ezer bosnyák halt meg a fočai, a zvorniki, a cerskai és a snagovoi mészárlásokban is.

### A srebrenicai csata
Kelet-Bosznia-Hercegovina és Szerbia térségéből és szomszédos részeiről származó szerb katonai és félkatonai erők 1992 elején néhány hétre átvették az ellenőrzést Srebrenica felett, bosnyák civileket gyilkolva és űzve ki a városból. 1992 májusában a boszniai kormányerők Naser Orić vezetésével visszafoglalták a várost. 1992 hátralévő részében a bosnyák kormányerők Srebrenicából indított offenzívái megnövelték az ellenőrzésük alatt álló területet, és 1993 januárjára összeköttetésbe kerültek a bosnyákok birtokában lévő Žepával délen, és Cerskával nyugaton. Ebben az időben a srebrenicai bosnyák enklávé elérte területének maximumát 900 km2-t, bár soha nem került közvetlen összeköttetésbe a bosnyák kormány által ellenőrzött területek zömével, és az ICTY szavaival élve „sebezhető sziget maradt a szerbek által ellenőrzött területen”. Ez idő alatt a Bosznia-Hercegovinai Köztársaság Hadserege (ARBiH) Naser Orić parancsnoksága alatt Srebrenicát használta támaszpontként a szomszédos szerb falvak megtámadására, amelyek sok áldozatot követeltek. 1993-ban például a Kravica falu elleni támadás járt számos szerb polgári áldozattal. Az ARBIH által Naser Orić vezetése alatt végrehajtott akciókat katalizátornak tekintették az 1995-ben Srebrenicában történtekhez. Philippe Morillon tábornoknak az ICTY 2004. február 12-iki ülésén tett vallomása szerint:

„ROBINSON BÍRÓ: Akkor azt akarja mondani, tábornok, hogy ami 1995-ben történt, az közvetlen reakció volt arra, amit Naser Oric tett a szerbekkel két évvel korábban?

A TANÚ: [tolmácsolás] Igen. Igen, méltóságos uram, meg vagyok róla győződve. Ez nem azt jelenti, hogy megbocsátjuk vagy csökkentjük azoknak az embereknek a felelősségét, akik elkövették a bűncselekményt, de erről meg vagyok győződve, igen. ”

A következő néhány hónapban a szerb katonaság elfoglalta Konjević Polje és Cerska falvakat, megszakítva a kapcsolatot Srebrenica és Žepa között, és 150 négyzetkilométerre csökkentve a srebrenicai enklávé méretét. A falvak bosnyák lakosai Srebrenica városába menekültek, melynek lakossága 50-60 ezer főre duzzadt, ami körülbelül tízszerese volt Srebrenica háború előtti lakosságának.
Philippe Morillon francia tábornok, az Egyesült Nemzetek Védelmi Erőinek (UNPROFOR) parancsnoka 1993 márciusában Srebrenicába látogatott. Ekkorra a város már túlzsúfolt volt, és ostromállapotok uralkodtak benne. Ivóvíz alig volt, mivel az előrenyomuló szerb erők tönkretették a város vízkészletét; az elektromosságért az emberek rögtönzött generátorokra támaszkodtak. Élelmiszer, gyógyszer és egyéb alapvető dolgok rendkívül szűkösek voltak. A körülmények Srebrenicát lassú haláltáborrá tették. Indulás előtt Morillon tábornok egy nyilvános összejövetelen elmondta a pánikba esett srebrenicai lakosoknak, hogy a város az ENSZ védelme alatt áll, és soha nem fogja elhagyni őket.
1993 márciusában és áprilisában az ENSZ Menekültügyi Főbiztosság (UNHCR) égisze alatt több ezer bosnyákot evakuáltak Srebrenicából. A kiürítéseket a szarajevói bosnyák kormány ellenezte, mivel az hozzájárult a túlnyomórészt bosnyák területek etnikai megtisztításához. A szerb hatóságok továbbra is az enklávé elfoglalására törekedtek. 1993. április 13-án a szerbek közölték az UNHCR képviselőivel, hogy két napon belül megtámadják a várost, hacsak a bosnyákok fel nem adják magukat és bele nem egyeznek a kitelepítésbe.

### Éhség Srebrenicában
A demilitarizálás kudarcával és a városba bejutott utánpótlás hiányában Naser Orić megszilárdította a város feletti uralmát, és ellenőrzése alatt tartotta a feketepiacot. Orić emberei élelmiszert, üzemanyagot, cigarettát és olyan elsikkasztott pénzeket kezdtek felhalmozni, amelyeket külföldi segélyszervezetek küldtek a muszlim árvák támogatására. Orić tettei miatt sok srebrenicai ember számára elérhetetlen voltak az alapvető szükségleti cikkek. Az ENSZ-tisztviselők kezdték elveszíteni a türelmüket a srebrenicai ARBiH parancsnokaival szemben, és „bűnbandavezéreknek, striciknek és feketepiacosoknak” tekintették őket.
A „vörössapkás” egység egy volt szerb katonája leírta, hogy a szerbek milyen taktikát alkalmaztak Srebrenica ostromlott lakosságának éheztetésére és megölésére:
|  | „ Majdnem olyan volt, mint egy macska-egér játék. De természetesen jócskán felülmúltuk a muszlimokat, így szinte minden esetben mi voltunk a vadászok, ők pedig a préda. Szükségünk volt arra, hogy megadják magukat, de hogyan lehet elérni, hogy valaki megadja magát egy ilyen háborúban? Halálra éhezteted őket. Nagyon gyorsan rájöttünk, hogy valójában nem fegyvereket, hanem az élelmiszereket csempésznek Srebrenicába. Valóban éheztek odabent, ezért embereket küldtek ki marhát lopni vagy termést szedni, a mi feladatunk pedig az volt, hogy megtaláljuk és megöljük őket... Foglyok nem voltak. Hát igen, ha azt gondoltuk volna, hogy mivel hasznos információik vannak, akkor talán életben tarthatnánk őket, amíg ki nem szedjük belőlük, de végül nem ejtettünk foglyokat... A helyiek eléggé felháborodtak ezen, ezért néha életben tartottunk valakit, csak hogy boldogok legyenek.” |
|  | |

Amikor 1993 márciusában Tony Birtley brit újságíró meglátogatta az ostromlott Srebrenicát, felvételeket készített éhen halt bosnyák civilekről.
A Hágai Törvényszék Naser Orić ügyében hozott ítélete megállapította, hogy:
|  | „ A bekötőutakat ellenőrző boszniai szerb erők nem engedték, hogy a nemzetközi humanitárius segélyek – legfőképpen élelmiszerek és gyógyszerek – Srebrenicába jussanak. Ennek következtében állandó és súlyos élelmiszerhiány volt, ami 1992/1993 telén csak fokozta az éhezést. Az alultápláltság miatt számos ember halt meg vagy volt rendkívül lesoványodott állapotban. A boszniai muszlim harcosokat és családjaikat azonban a meglévő raktárakból látták el élelmiszeradagokkal. A boszniai muszlimok leghátrányosabb helyzetű csoportja a menekültek csoportja volt, akik általában az utcán, menedék nélkül, fagyos körülmények között éltek. Csak 1992 novemberében és decemberében ért el két ENSZ-konvoj humanitárius segélyekkel az enklávéba, és ez is a boszniai szerbek akadályozásának ellenére történt.” |
|  | |

### Az UNPROFOR és az UNPF szervezete
1995 áprilisában UNPROFOR lett a frissen átkeresztelt Egyesült Nemzetek Békefenntartó Erői (UNPF) bosznia-hercegovinai regionális parancsnokságának elnevezése. A 2011-es „Srebrenica: biztonsági övezet” jelentés szerint a békefenntartó művelet hatékonyságának és hitelességének növelése érdekében „1995. június 12-én az UNPF égisze alatt új parancsnokságot hoztak létre 12 500 brit, francia és holland katonával, harckocsikkal és nehéztüzérséggel.”  A jelentés szerint:
|  | „ Az UNPROFOR parancsnoki hierarchiájában a negyedik szintet a holland békefenntartók (Dutchbat), a harmadik szintet pedig a szektorparancsnokok foglalták el. A negyedik szintnek elsősorban operatív feladata volt. Ezen a struktúrán belül a Dutchbatnak független egységként kellett működnie, saját logisztikai szervezettel. A Dutchbat bizonyos mértékig a kulcsfontosságú készletek, például az üzemanyag tekintetében az UNPROFOR szervezettől függött. A többi ellátmányt Hollandia adta. Szervezeti szempontból a holland zászlóaljnak két segítője volt: az UNPROFOR és a Holland Királyi Hadsereg. A Dutchbat volt a felelős a Srebrenicai Biztonsági Övezetért. Srebrenicára azonban sem az UNPROFOR, sem Bosznia-Hercegovina nem fordított különösebb figyelmet. Srebrenica Kelet-Bosznia-Hercegovinában található, amely földrajzilag és érzelmileg is távol volt mind Szarajevótól, mind Zágrábtól. A világ többi része is főként a Szarajevóért folytatott harcra és a békefolyamatra összpontosított. A Srebrenicai Biztonsági Övezetnek csak alkalmanként sikerült felkelteni a világsajtó vagy az ENSZ Biztonsági Tanácsának figyelmét. Ezért maradtak az ottani holland csapatok olyan sokáig másodlagos jelentőségűek mind hadműveleti, mind logisztikai szempontból; és ezért nem ismerték fel olyan sokáig az enklávé jelentőségét a boszniai szerbek és a boszniai muszlimok közötti hatalomért vívott harcban.” |
|  | |

### A Srebrenicai Biztonsági Övezet

#### Létrehozása
1993. április 16-án az Egyesült Nemzetek Szervezete Biztonsági Tanácsa elfogadta 819. számú határozatát, amely azt követelte, hogy „minden harcoló fél és más érintett kezelje Srebrenicát és környékét biztonsági övezetként, amelynek mentesnek kell lennie minden fegyveres támadástól vagy bármilyen más ellenséges cselekménytől”. 1993. április 18-án az Egyesült Nemzetek Védelmi Erői (UNPROFOR) csapainak első csoportja megérkezett Srebrenicába. Az UNPROFOR az ENSZ öt újonnan létrehozott biztonsági övezete egyikeként kanadai csapatokat telepített Srebrenica védelmére. Az UNPROFOR jelenléte valóban megakadályozta az övezet elleni támadásokat, bár az időnkénti összetűzések és aknavetős támadások folytatódtak.
1993. május 8-án megállapodás született Srebrenica demilitarizálásáról. Az ENSZ-jelentések szerint „[Sefer] Halilović tábornok és [Ratko] Mladić tábornok megállapodott a Srebrenica enklávé egészére és a szomszédos Žepa enklávéjára kiterjedő intézkedésekről. Az új megállapodás értelmében az enklávén belüli bosnyák erők átadják fegyvereiket és lőszereiket az UNPROFOR-nak, majd a szerb „nehézfegyvereket és egységeket, amelyek veszélyt jelentettek a Žepában és Srebrenicában kialakítandó demilitarizált övezetekre, visszavonják.” A korábbi megállapodástól eltérően a május 8-iki megállapodás határozottan kimondta, hogy „Srebrenicát, az 1949. augusztus 12-i genfi egyezmények kiegészítő jegyzőkönyvének 60. cikke értelmében, amely a nemzetközi fegyveres konfliktusok áldozatainak védelméről szól (I. jegyzőkönyv), „demilitarizált övezetnek” kell tekinteni.”
Bár az enklávé létrehozását két év viszonylagos stabilitási időszak követte, a konfliktusban részt vevő mindkét fél már a kezdetektől fogva megsértette a „biztonsági övezetről” kötött megállapodást. Thom Karremans (a Dutchbat parancsnoka) azt vallotta az ICTY-nek, hogy személyzetét a szerb erők megakadályozták abban, hogy visszatérjenek az enklávéba, és a felszerelések és lőszerek bejutását is megakadályozták. A srebrenicai bosnyákok a szerb katonák támadásaira panaszkodtak, míg a szerbek számára úgy tűnt, hogy a srebrenicai boszniai kormányerők a biztonsági övezetet használták kényelmes bázisként, ahonnan ellentámadásokat indítanak a Boszniai Szerb Köztársaság hadserege (VRS) ellen, és hogy az UNPROFOR nem tett semmit ennek megakadályozására. Sefer Halilović tábornok elismerte, hogy az ARBiH helikopterei a repülési tilalmi zónát megsértve repültek, és hogy személyesen küldött nyolc helikoptert lőszerrel a 28. hadosztály számára.
A VRS Drina hadtestének dandárai közül hármat telepítettek az enklávé körül, 1000 és 2000 közötti létszámmal, harckocsikkal, páncélozott járművekkel és tüzérséggel. A Bosznia-Hercegovinai Köztársaság hadserege (ARBiH) az enklávéban maradt 28. hegyi hadosztálya nem volt sem jól szervezett, sem felszerelt, és nem rendelkezett szilárd parancsnoki struktúrával és kommunikációs rendszerrel sem. Egyes katonái régi vadászpuskát hordtak, vagy egyáltalán nem viseltek fegyvert, és kevesen rendelkeztek megfelelő egyenruhával.

### A demilitarizálás kudarca
A Biztonsági Tanács Diego Arria vezette missziója 1993. április 25-én érkezett Srebrenicába, és az ENSZ-nek küldött későbbi jelentésükben elítélte a szerbeket „a lassított népirtás” elkövetése miatt. A misszió ezután kijelentette, hogy „a szerb erőknek olyan helyekre kell visszavonulniuk, ahonnan nem támadhatják meg, nem zaklathatják vagy terrorizálhatják a várost. Az UNPROFOR-nak képesnek kell lennie arra, hogy meghatározza a kapcsolódó paramétereket. A misszió az UNPROFOR-hoz hasonlóan úgy vélte, hogy a tényleges 4,5 km biztonsági övezetet jelentősen, mintegy 0,5 km-rel ki kell bővíteni.” Az ENSZ New York-i főhadiszállásának konkrét utasításai kimondták, hogy az UNPROFOR-nak nem szabad túlságosan buzgónak lennie a bosnyák fegyverek felkutatásában, és mielőtt a bosnyákok leadnák fegyvereiket a szerbeknek vissza kell vonniuk nehézfegyvereiket. A szerbek soha nem vonták vissza nehézfegyvereiket.
Az ARBiH demilitarizálására és a VRS visszavonásának kikényszerítésére tett többszöri kísérlet hiábavalónak bizonyult. Az ARBiH nehézfegyverei, modern felszerelései és lőszerei nagy részét a környező erdőkben rejtette el, és csak használaton kívüli és régi fegyvereket adtak át. Másrészt, tekintettel arra, hogy az ARBiH-ot nem sikerült lefegyverezni, tekintettel a rejtett fegyverekkel kapcsolatos információira, a VRS nem volt hajlandó kivonulni a frontvonalból. 1994 márciusában az UNPROFOR a Holland Királyi Hadsereg 600 katonáját (Dutchbat) küldte a kanadai csapatok helyére. 1995 márciusára a szerb erők ellenőrzésük alatt tartották a Srebrenicát körülvevő teljes területet, megakadályozva, hogy az ENSZ hozzáférjen a szállításra felhasználható utakhoz. Emiatt jelentősen csökkent a humanitárius segítségnyújtás, és az életkörülmények gyorsan romlottak Srebrenicában. Bár az időnkénti összecsapások és aknavetős támadások folytatódtak, az UNPROFOR jelenléte megakadályozta a biztonsági övezet elleni totális támadást. A Dutchbat figyelmeztette az UNPROFOR parancsnokságot a srebrenicai borzasztó körülményekre, de az UNPROFOR nem volt hajlandó humanitárius segélyt vagy katonai támogatást küldeni.

#### Az 1995-ös állapotok Srebrenicában
1995 elejére egyre kevesebb ellátó konvoj jutott át az enklávéba. A helyzet Srebrenicában és más enklávékban a törvénytelen erőszakig fajult. Elterjedt a lopás és a feketekereskedelem, ahogy a fiatal muszlim lányok körében a prostitúció is. A polgári lakosság amúgy is csekély erőforrásai tovább apadtak, sőt az ENSZ-erőknél is veszélyesen fogyni kezdett élelmiszer, gyógyszer, lőszer és üzemanyag, végül kénytelenek voltak gyalogosan járőrözni az enklávéban. A szabadságra küldött holland katonák nem térhettek vissza az övezetbe, és számuk 600-ról 400 főre csökkent. Márciusban és áprilisban a holland katonák két megfigyelőállomásuk, az „OP Romeo” és az „OP Quebec” közelében a szerb erők összevonását észlelték. 1995 márciusában Radovan Karadžić, a Boszniai Szerb Köztársaság (RS) elnöke, annak ellenére, hogy a nemzetközi közösség nyomást gyakorolt rá a háború befejezésére és a békemegállapodás megtárgyalására irányuló folyamatos erőfeszítésekkel, irányelvet adott ki a VRS-nek az enklávéban végrehajtandó hosszú távú stratégiáról. A „7. irányelv” néven ismert irányelv meghatározta, hogy a VRS:
|  | „ mihamarabb fejezze be Srebrenica és Žepa fizikai szétválasztását, megakadályozva ezzel a két enklávéban élő egyének közötti folyamatos kommunikációt. Tervezett és jól átgondolt hadműveletekkel elviselhetetlen, teljes bizonytalanságot teremtsenek Srebrenica lakói számára, a további túlélés vagy élet reménye nélkül.” |
|  | |

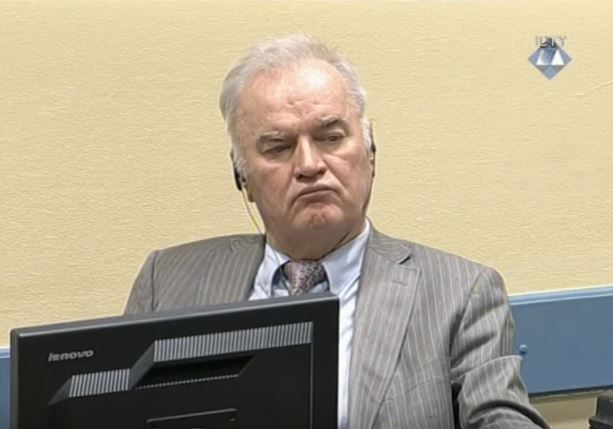
Ratko Mladić a VRS parancsnoka ügyének utolsó ICTY-tárgyalásán 2016 decemberében

1995 közepére a bosnyák civilek és katonai állomány humanitárius helyzete az enklávéban katasztrofálissá vált. Májusban a parancsot követve Orić és munkatársai helikopterrel Tuzlába távozva elhagyták az enklávét, így a 28. hadosztály parancsnokságán csak a magas rangú tisztek maradtak. Június végén és július elején a 28. hadosztály egy sor jelentést adott ki, köztük sürgős kéréseket egy humanitárius folyosó újbóli megnyitására az enklávé számára. Amikor ez nem sikerült, a bosnyák civilek között felütötte fejét az éhhalál. Július 7-én, pénteken Srebrenica polgármestere arról számolt be, hogy nyolc lakos halt éhen. 1995. június 4-én az UNPROFOR francia parancsnoka Bernard Janvier titokban találkozott Ratko Mladićtyal, hogy elérje a túszok szabadon bocsátását, akik közül sok francia volt. Mladić azt követelte Janviertől, hogy ne legyen több légicsapás. A VRS Srebrenica elleni támadását megelőző hetekben az ARBiH erői a főparancsnokságtól parancsot kaptak a VRS elleni elterelő- és zavaró támadások végrehajtására. Június 25-26-án este az ARBiH erői a Szarajevó-Zvornik úton megtámadták a VRS egységeket, nagy veszteségeket okozva nekik, és kifosztva a készleteiket.

### Srebrenica eleste
A Srebrenica elleni szerb offenzíva 1995. július 6-án kezdődött. A VRS létszáma ugyan 2000 katonával felülmúlta a védőket, de nem számított arra, hogy a támadás könnyű győzelem lesz. A következő napokban az enklávé déli részén lévő öt UNPROFOR megfigyelőállás sorra esett el a boszniai szerbek előrenyomulásával szemben. A holland katonák egy része, miután állásaikat megtámadták, visszavonult az enklávéba, de a többi megfigyelőállomás legénysége megadta magát és szerb fogságba esett. Ezzel egy időben a védekező, hatezer fős bosnyák haderő erős tűz alá került, és visszaszorult a város felé. Miután a város déli védelme elkezdett összeomlani, körülbelül 4000 bosnyák lakos, akik egy menekültek számára kialakított közeli lakótelepen éltek, északra, Srebrenica városába menekültek. A holland katonák arról számoltak be, hogy az előrenyomuló szerbek az enklávé déli részén lerombolják a házakat.
Július 8-án egy holland YPR-765 páncélozott járművet ért támadás a szerbek részéről és visszavonult. A bosnyákok egy csoportja azt követelte, hogy a páncélozott jármű maradjon megvédeni őket, és ideiglenes barikádot állítottak fel, hogy megakadályozzák a visszavonulást. Miközben a páncélozott jármű tovább vonult, egy bosnyák gazda, aki a barikádot irányította, kézigránátot dobott rá, mely megölte Raviv van Renssen holland katonát. 1995. július 9-én a korai sikerek és a nagyrészt fegyvertelen bosnyákok csekély ellenállása, valamint a nemzetközi közösség nagyobb reakcióinak hiányán felbátorodva Karadžić elnök új parancsot adott ki Srebrenica elfoglalására. A VRS Drina egysége elfoglalta Srebrenica városát.

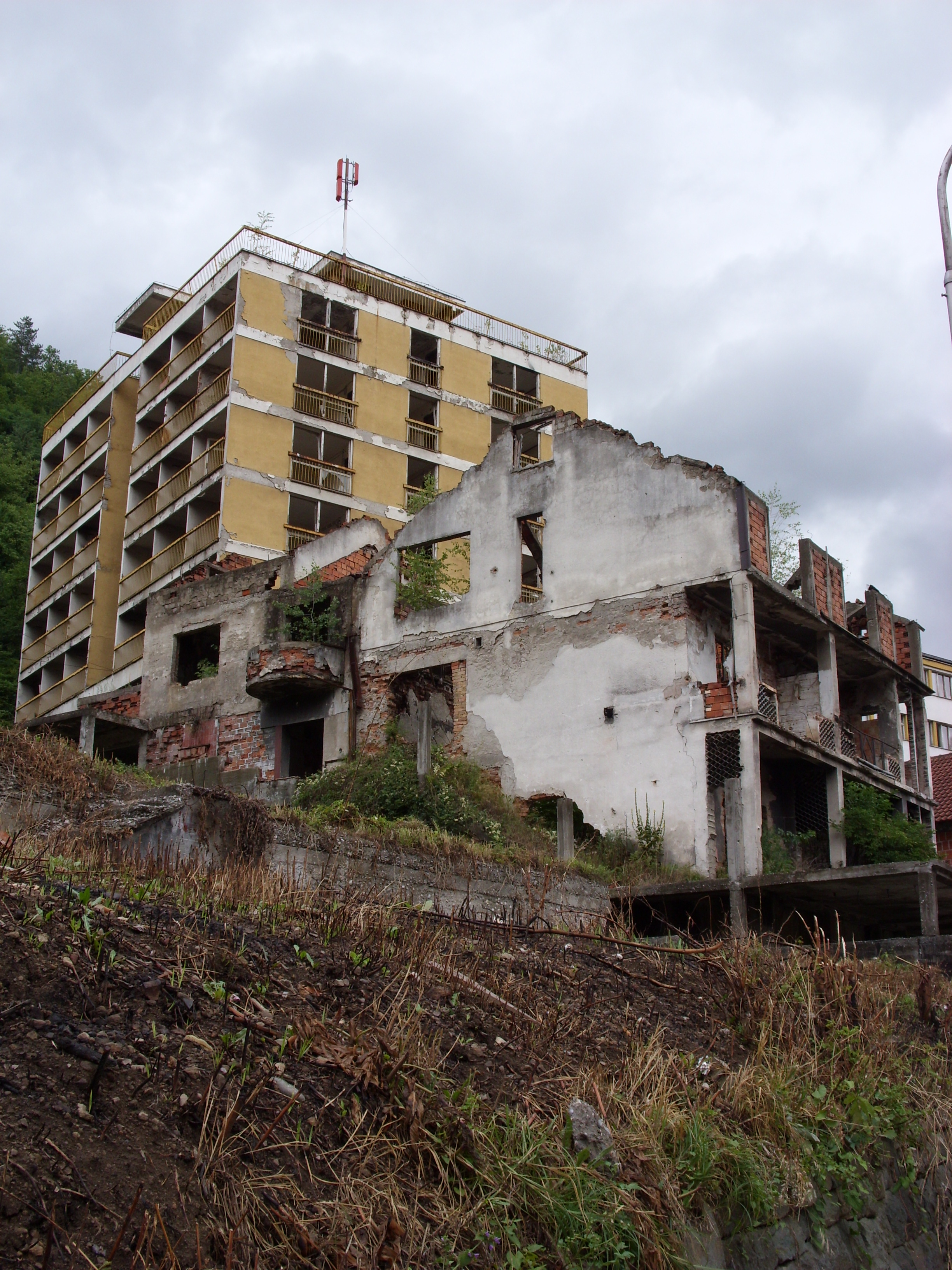
Sérült srebrenicai házak az ostrom után.

Másnap reggel, 1995. július 10-én, miközben tömegek lepték el az utcákat, akik közül néhányan fegyvert is hordtak, Karremans alezredes sürgős légi támogatást kért az Észak-atlanti Szerződés Szervezetétől Srebrenica védelmére. A NATO légicsapásai 1995. július 11-én délután kezdődtek a város felé közeledő VRS-harckocsikra. Bombázói megkísérelték megtámadni a városon kívüli VRS-tüzérségi állásokat, de a rossz látási viszonyok miatt a NATO leállította ezt a hadműveletet. Miután a VRS az ENSZ potočari épületegyüttesének bombázásával, holland és francia katonai túszok megölésével, valamint a környező helyek megtámadásával fenyegetőzött, ahol 20-30.000 civil menekült tartózkodott, a NATO további légitámadásait törölték. 30 holland katonát túszul ejtettek Mladic csapatai. Július 11-én késő délután Mladić tábornok, Živanović tábornok (a Drina hadtest akkori parancsnoka), Krstić tábornok (akkori parancsnok-helyettes és a Drina hadtest vezérkari főnöke) és más VRS tisztek kíséretében diadalmas sétát tett Srebrenica város kihalt utcáin.
Este Karremans alezredest a szerb tévések filmre vették, amint a Potočariban csoportosult polgári lakosság sorsáról szóló, zavaros tárgyalások során pohárköszöntőt iszik Mladić tábornokkal.

## A mészárlás
A népirtással vádolt két legmagasabb rangú bosznia-hercegovinai szerb politikust, Karadžićot és Momčilo Krajišnikot a VRS parancsnoka, Mladić (2017-ben népirtásban találták bűnösnek a Nemzetközi Törvényszéken) figyelmeztette, hogy terveik nem valósulhatnak meg népirtás elkövetése nélkül. Mladić azt mondta:
|  | „ Az emberek nem apró kövek, vagy kulcsok a zsebében, amiket csak úgy át lehet mozgatni egyik helyről a másikra... Ezért nem tudjuk pontosan megszervezni, hogy csak a szerbek maradjanak az ország egyik pontján, míg a többit fájdalommentesen eltávolítják. Nem tudom, hogy Krajišnik úr és Karadžić úr hogyan fogja ezt elmagyarázni a világnak. Ez a népirtás.” |
|  | |

### A menekültek növekvő tömege Potočariban

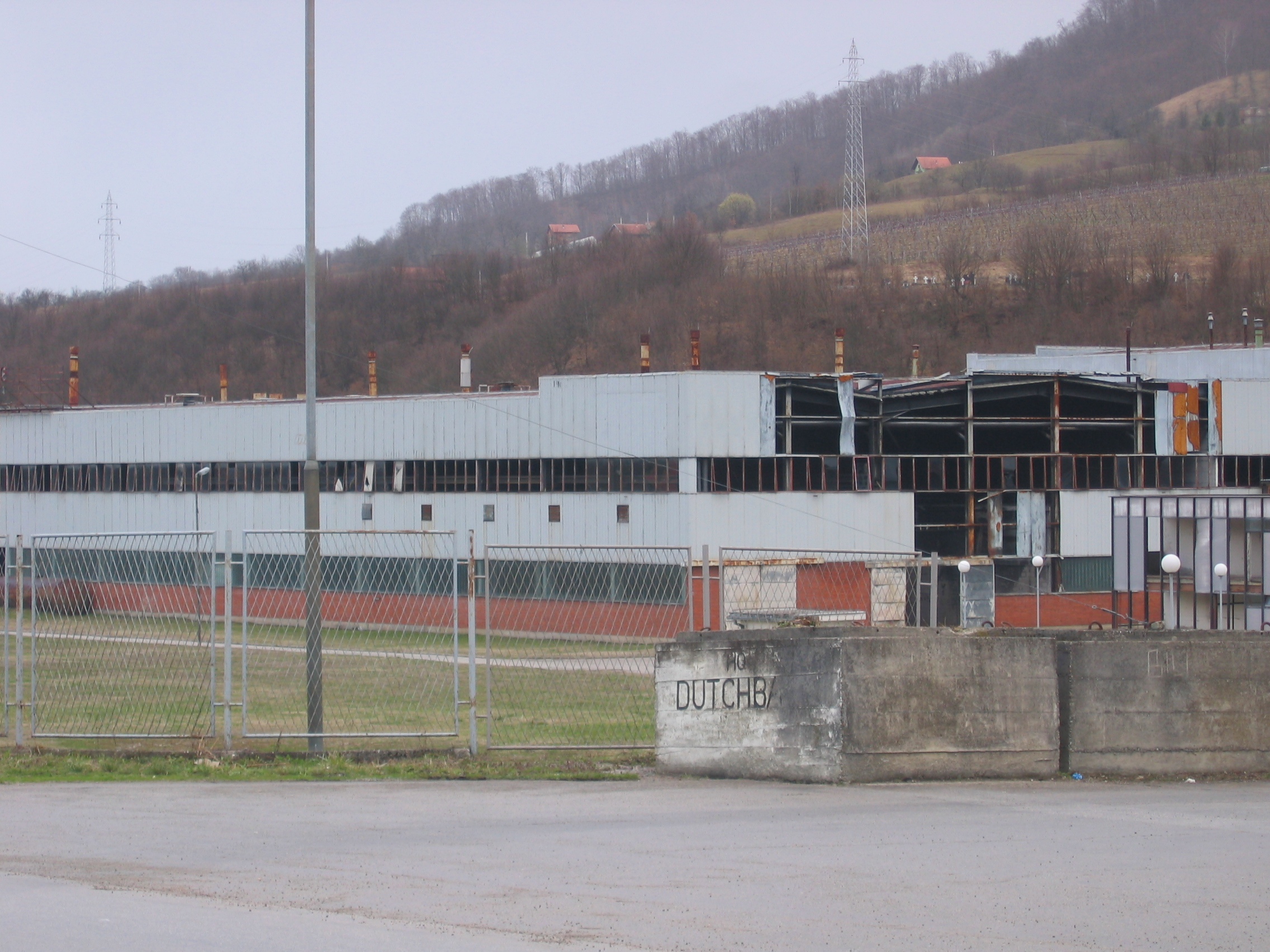
A Dutchbat potočari főhadiszállása

1995. július 11-én este körülbelül 20-25 ezer srebrenicai bosnyák menekült gyűlt össze Potočariban, akik az UNPROFOR Dutchbat-főhadiszállásán kerestek védelmet. Több ezren nyomultak a komplexum belsejébe, míg a többieket a szomszédos gyárakban és mezőkön telepítették le. Bár túlnyomó többségük nő, gyerek, idős vagy fogyatékkal élő volt, 63 szemtanú becslése szerint legalább 300 férfi tartózkodott az UNPROFOR épületegyüttesen belül, és 600-900 férfi a kinti tömegben.
Potočariban a rekkenő hőségben csak „kevés élelem vagy víz állt rendelkezésre”. Az UNPROFOR Dutchbat egyik tisztje a következőképpen írta le a jelenetet:
|  | „ Pánikba estek, féltek, és egymásnak szorították a katonákat, a katonáimat, az ENSZ-katonákat, akik megpróbálták megnyugtatni őket. Az elesett embereket taposták. Kaotikus helyzet volt.” |
|  | |

Július 12-én az Egyesült Nemzetek Biztonsági Tanácsa 1004. számú határozatában aggodalmának adott hangot a Potočariban kialakult humanitárius helyzet miatt, elítélte a boszniai szerb erők offenzíváját, és azonnali visszavonulást követelt. Július 13-án a holland erők annak ellenére, hogy tudták, hogy az épületen kívüli férfiakat gyilkoltak és bántalmaztak, kiutasítottak öt bosnyák menekültet az ENSZ-telepről.

### A Potočariban elkövetett bűncselekmények
1995. július 12-én, a nap előrehaladtával az épületegyüttesben meghúzódó menekültek láthatták, amint a VRS tagjai házakat és szénakazlakat gyújtanak fel. Délután szerb katonák vegyültek a kintrekedt tömegbe, és a férfiakat összegyűjtve kivégzések történtek. Július 12-én késő reggel egy potočari garázsépületnél, egy traktorszerű gép mellett egy szemtanú 20-30 holttestet látott a háta mögött egy halomban. Egy másik azt vallotta, hogy látta, amint egy katona a kintrekedtek tömegének közepén késsel megöl egy gyereket. Azt is elmondta, hogy látott szerb katonákat kivégezni több mint száz bosnyák muszlim férfit a cinkgyár mögötti területen, majd a holttestüket teherautóra rakták. Bár a gyilkosságok száma és jellege ellentétben áll a tárgyalási jegyzőkönyv más bizonyítékaival, ami azt jelzi, hogy a Potočariban történt gyilkosságok szórványos természetűek voltak. A katonák kiemelték az embereket a tömegből és vitték el őket. Egy szemtanú elmesélte, hogyan vittek ki három testvért – az egyik még gyerek volt, a többiek tizenévesek voltak – az éjszakában. Amikor a fiúk anyja megkereste őket, teljesen meztelenül és elvágott torokkal találta őket. Azon az éjszakán egy holland ápolónő szemtanúja volt, amint két szerb katona megerőszakolt egy fiatal nőt.
Az egyik túlélő egy csecsemőgyilkosságot és nők megerőszakolását írta le a holland ENSZ-békefenntartók közvetlen közelében, akik semmit sem tettek ennek megakadályozására. A túlélő elmondása szerint egy szerb azt mondta egy anyának, hogy hagyassa abba a sírást, és amikor a gyermek tovább sírt, elvette tőle és elvágta a torkát, majd nevetett. A tömegben nemi erőszakról és gyilkosságokról szóló történetek terjedtek, és a táborban fokozódott a terror. Többen annyira megrémültek, hogy magukat felakasztva öngyilkosságot követtek el. Az egyik túlélő, Zarfa Turković a következőképpen írta le a nemi erőszak borzalmait: „Két [szerb katona] megfogta a lábát és felemelte a levegőbe, míg a harmadik erőszakolni kezdte. Négyen váltották egymást. Emberek hallgattak, senki nem mozdult. Kiabált és ordibált és könyörgött nekik, hogy hagyják abba. Rongyot tömtek a szájába aztán csak néma zokogást hallottunk...” 

### Bosnyák férfiak és fiúk szétválasztása és meggyilkolása Potočariban
Július 12-én reggeltől a szerb erők elkezdték összegyűjteni a Potočariban lévő menekült lakosságból a férfiakat és fiúkat, akiket külön helyeken tartottak. Ahogy a menekültek szálltak fel az észak felé, a bosnyák fennhatóság alá tartozó terület felé tartó buszokra, a szerb katonák elválasztották azokat a katonakorú férfiakat, akik megpróbáltak feljutni a buszra. Alkalmanként fiatalabb és idősebb férfiakat is megállítottak (közülük egyesek csak 14 vagy 15 évesek voltak). Ezeket a férfiakat a „Fehér Háznak” nevezett potočari épületbe vitték. Franken, a Dutchbat őrnagya már 1995. július 12-én este hallotta, hogy a nőkkel és gyerekekkel nem érkeznek férfiak a Kladanji úti céljukra. Az UNHCR műveleti igazgatóját, Peter Walsh-t az UNHCR misszióvezetője, Damaso Feci küldte Srebrenicába, hogy felmérje, milyen sürgős segélyt lehetne gyorsan nyújtani. Peter Walsh és csapata a kora délutáni órákban érkezett meg a közvetlenül Srebrenica mellett fekvő Gostiljba, de a VRS csapatai visszafordították őket. Annak ellenére, hogy követelték a szabad mozgáshoz való jogot, az UNHCR csapatát nem engedték tovább, és kénytelenek volt visszatérni északra, Bijelinába. Ezalatt az idő alatt Peter Walsh jelentéseket tett a zágrábi UNHCR-nek a kialakult helyzetről, köztük felidézte a muszlim férfiak és fiúk erőszakos eltávolításának és bántalmazásának szemtanúit, valamint a lezajlott kivégzések hangját.

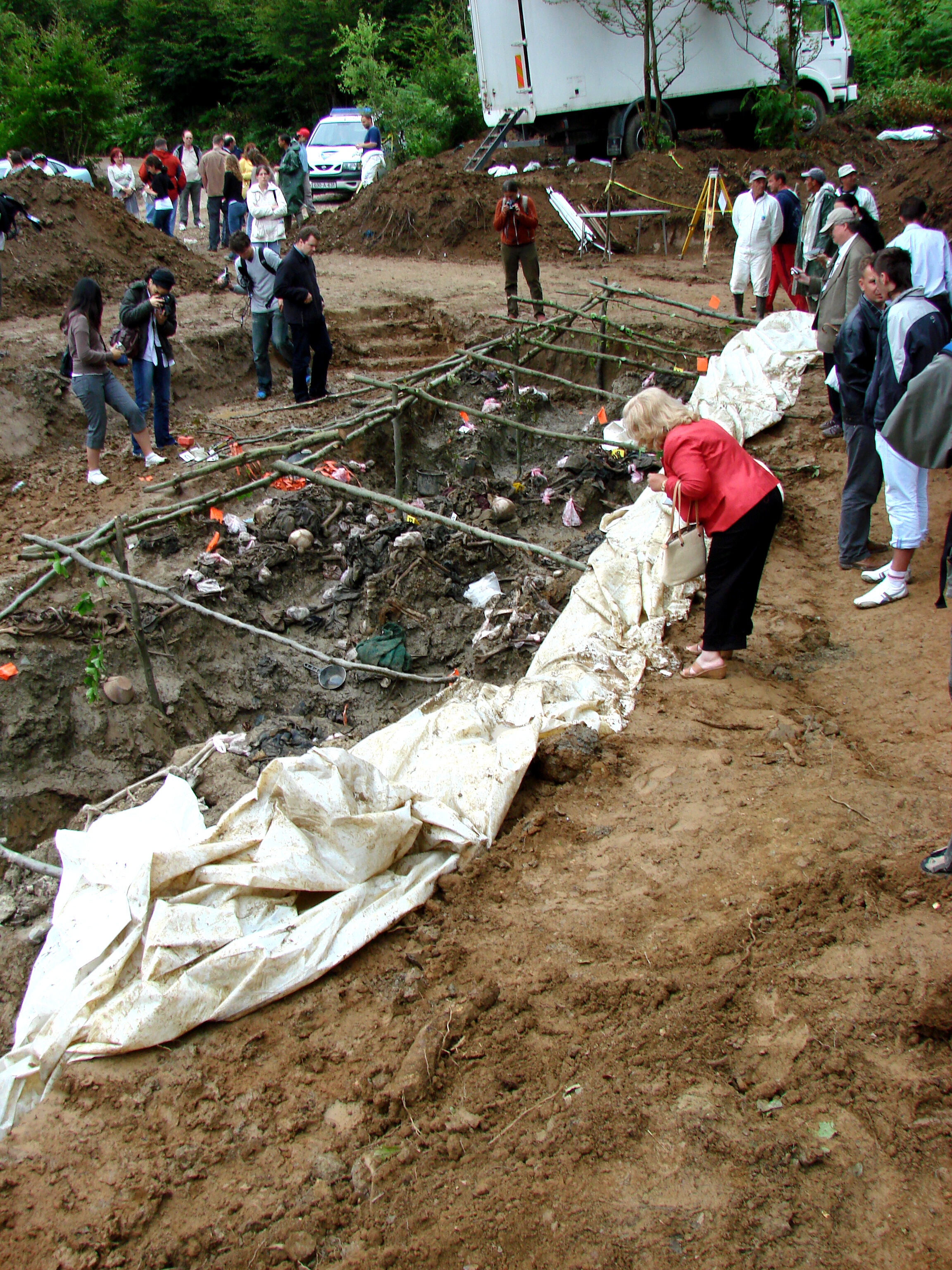
Tömegsír exhumálása Potočari külterületén 2007. júliusában

1995. július 13-án a Dutchbat csapatai annak voltak tanúi, hogy a szerb katonák meggyilkoltak néhány, a többiektől elválasztott bosnyák férfit. Vaasen tizedes például látta, hogy két katona elvitt egy embert a „Fehér Ház” mögé, majd lövést hallott, és látta, hogy a két katona egyedül jelenik meg. Egy másik holland tiszt egy fegyvertelen férfit látott szerb katonák által egyetlen fejlövéssel meggyilkolni, óránként pedig 20-40 lövést hallott a délután folyamán. Amikor a Dutchbat katonák Srebrenica térségében elmondták Joseph Kingori ezredesnek, az Egyesült Nemzetek Katonai Megfigyelőjének (UNMO), hogy férfiakat visznek a „Fehér Ház” mögé, és nem jönnek vissza, Kingori ezredes elment nyomozni. Amint közeledett lövéseket hallott, de szerb katonák megállították, mielőtt megtudhatta volna, mi történik. A kivégzések egy részét éjszaka, ívfény alatt hajtották végre, majd buldózerek temették tömegsírokba a holttesteket. Jean-René Ruez francia rendőr által bosnyákoktól gyűjtött bizonyítékok szerint néhány áldozatot élve temettek el; tanúvallomást is hallott arról, hogy a szerb erők tetszés szerint gyilkolnak és kínoznak menekülteket, holttestekkel tarkított utcákról, öngyilkos emberekről, hogy ne vágják le az orrukat, ajkukat és fülüket, és arról, hogy a szülőket arra kényszerítik, hogy nézzék, ahogy a katonák megölik gyermekeiket.

#### Nemi erőszak és civilek bántalmazása
Nők és lányok ezrei szenvedtek el nemi erőszakot, szexuális zaklatást és más kínzást. Zumra Šehomerovic vallomása szerint:
|  | „ A szerbek egy bizonyos ponton elkezdték kivinni a lányokat és a fiatal nőket a menekültek csoportjából. Megerőszakolták őket. A nemi erőszak gyakran mások szeme láttára történt, sőt néha még az anya gyermekeinek a szeme láttára is. Egy holland katona ott állt mellette, és egy walkmannel a fején egyszerűen körülnézett. Egyáltalán nem reagált a történtekre. Nem csak az én a szemem láttára történt, mert ezt személyesen láttam, hanem mindannyiunk szeme láttára. A holland katonák mindenhol jártak. Lehetetlen, hogy nem látták. Volt egy nő néhány hónapos kisbabával. Egy csetnik azt mondta az anyának, hogy a gyereknek abba kell hagynia a sírást. Amikor a gyerek nem hagyta abba a sírást, elrángatta a gyereket, és elvágta a torkát. Aztán felnevetett. Volt ott egy holland katona, aki figyelte. Egyáltalán nem reagált. Még több félelmetes dolgot láttam. Például volt egy lány, olyan kilenc éves lehetett. Az egyik pillanatban néhány csetnik azt mondta a bátyjának, hogy erőszakolja meg a lányt. Nem tette, és azt is gondolom, hogy nem tehette volna, mert még csak gyerek volt. Aztán megölték azt a fiatal fiút. Én személyesen láttam mindezt. Nagyon szeretném hangsúlyozni, hogy mindez a bázis közvetlen közelében történt. Ugyanígy láttam más embereket is, akiket meggyilkoltak. Néhányuknak elvágták a torkát. Másokat lefejeztek.” |
|  | |

Ramiza Gurdić vallomása:
|  | „Láttam, hogyan öltek meg egy tíz év körüli fiatal fiút holland egyenruhás szerbek. Ez a saját szemem előtt történt. Az anya a földön, a kisfia pedig mellette ült. A fiatal fiút az anyja ölébe tették. A fiatal fiút megölték. A fejét levágták. A holttest az anya ölében maradt. A szerb katona a fiatal fiú fejét a késére helyezte, és mindenkinek megmutatta. … Láttam, hogyan mészároltak le egy terhes nőt. Voltak szerbek, akik hasba szúrták, felvágták és két kisgyereket kiszedtek a hasából, majd a földön agyonverték őket. Ezt a saját szememmel láttam.” |
|  | |

Kada Hotić vallomása:
|  | „ A busz felé tartott egy fiatal nő babával. A baba sírt, és egy szerb katona azt mondta neki, hogy gondoskodnia kell arról, hogy a baba csendben legyen. Ekkor a katona elvette az anyától a gyereket, és elvágta a torkát. Nem tudom, hogy a Dutchbat katonák látták-e ezt. … Volt egy kerítés a Potocari felé vezető út bal oldalán. Ekkor egy fiatal nő sikoltozását hallottam a közelben (4-5 méterre). Aztán hallottam, hogy egy másik nő könyörög: „Hagyd, még csak kilenc éves.” A sikoltozás hirtelen abbamaradt. Annyira sokkot kaptam, hogy alig tudtam mozdulni. … Később gyorsan elterjedt a pletyka, miszerint egy kilencéves kislányt megerőszakoltak.” |
|  | |

Azon az éjszakán a Dutchbat orvosa két szerb katonát látott, akik megerőszakoltak egy fiatal nőt:
|  | „ Két szerb katonát láttunk, az egyik őrt állt, a másik pedig lehúzott nadrággal a lányon feküdt. És láttunk egy lányt valami matracon, a földön fekve. A matracon vér volt, még őt is vér borította. Zúzódások voltak a lábán. Még vér is folyt a lábán. Teljesen sokkot kapott. Teljesen megőrült. A közelben lévő boszniai muszlim menekültek láthatták a nemi erőszakot, de a közelben álló szerb katonák miatt nem tehettek semmit. Mások hallották a nők sikoltozását, vagy láttak nőket elhurcolni. Többen annyira megrémültek, hogy felakasztották magukat. Egész éjszaka és másnap kora reggel a nemi erőszakokról és gyilkosságokról szóló történetek terjedtek a tömegben, és a táborban egyre fokozódott a terror. Sikolyok, lövések és egyéb ijesztő zajok hallatszottak egész éjszaka, és senki sem tudott aludni. A katonák az embereket szedték ki a tömegből és vitték el őket: néhányan visszatértek; mások nem. Egy tanú elmesélte, hogyan vittek ki három testvért – az egyik még gyerek, a többiek tizenévesek voltak – az éjszakában. Amikor a fiúk anyja megkereste őket, elvágott torokkal találta meg őket.” |
|  | |

#### A nők deportálása
A szerb csapatokkal folytatott kimerítő ENSZ-tárgyalások eredményeként mintegy 25 000 srebrenicai nőt vittek át erőszakkal a bosnyákok ellenőrzése alatt álló területre. Néhány busz láthatóan soha nem érte el a biztonságos területet. A potočari bázisról Kladanjba tartó első buszok egyikén rejtőzködő Kadir Habibović tanúsága szerint legalább egy bosnyák nőkkel teli járművet látott, amint elhajtottak a bosnyák kormány által birtokolt területről.

### Bosnyák férfiak menetoszlopa
1995. július 11-én este elterjedt a bosnyák közösségben a hír, hogy a munkaképes férfiak menjenek az erdőbe, alkossanak egy oszlopot az ARBiH 28. hadosztályának tagjaival, és kíséreljék meg az áttörést északra, a bosnyák kormány által birtokolt területre. A férfiak úgy vélték, hogy nagyobb esélyük van a túlélésre, ha megpróbálnak áttörni, mintha hagynák magukat szerb kézre jutni. Július 11-én 22 óra körül a hadosztály parancsnoksága az önkormányzati hatóságokkal együtt saját kezdeményezésre úgy döntött, hogy egy oszlopot alakítanak ki és elhagyják a biztonsági övezetet, hogy megkíséreljék elérni a kormány által ellenőrzött Tuzla környéki területet. Az alváshiány és a fizikai kimerültség mellett azonban a kiszáradás miatt komoly problémát jelentett az ivóvíz megtalálása – sokan már kimerültek voltak, mielőtt elindultak volna. Az oszlopban csekély volt az összetartás és a közös cél tudata. Útközben az oszlopot ágyúzták és lesből is lőtték. A súlyos lelki szorongásban a menekültek egy része megölte magát. Másokat megadásra késztettek. A túlélők azt állították, hogy olyan vegyszerrel támadták meg őket, amely hallucinációkat, tájékozódási zavart és furcsa viselkedést okozott. A civil ruhás beszivárgók összezavarták, megtámadták és megölték a menekülteket, köztük a sebesülteket is. A fogságba esettek közül sokakat a helyszínen megöltek. Másokat összetereltek, mielőtt távoli helyekre vitték volna őket tömeges kivégzésre. Az oszlopot a támadások kisebb részekre bontották. A férfiaknak csak körülbelül egyharmadának sikerült átkelnie a Konjević Polje és Nova Kasaba közötti aszfaltos úton. Ez a csoport végül július 16-án és az azt követő napokban átlépte a boszniai szerb vonalakat, hogy elérje a boszniai kormány területét. Az oszlop tagjainak többsége, akiknek nem sikerült végigmenniük a veszedelmes úton a mészárlás áldozata lett.

#### A többi csoportok
A menekültek második, kisebb (becslések szerint 700 és 800 közötti) csoportja a Kvarac-hegyen, Bratunacon keresztül, vagy a Drina-folyón és Bajina Baštán keresztül próbált meg Szerbiába menekülni. Nem tudni, hány embert fogtak el, tartóztattak le és öltek meg útközben. A harmadik csoport Žepa felé tartott, valószínűleg először Tuzlát próbálta elérni. A becslések szerint az érintettek száma 300-tól körülbelül 850-ig terjedt. Ezen túlmenően nyilvánvalóan kisebb ellenállási helyek is maradtak, melyek szerb erőkkel kerültek szembe.

### A tuzlai menetoszlop
Szinte a teljes 28. hadosztály, mintegy 5500–6000 katona, akik nem voltak mind felfegyverkezve, körülbelül 7000 civillel együtt, a Srebrenica városától északra fekvő dombokon Šušnjari faluban gyűltek össze. Nagyon kevés, legfeljebb tíz nő is volt köztük. Mások a közeli Jaglići faluban gyűltek össze. 1995. július 11-én éjfél körül az oszlop megindult a Konjević Polje és Bratunac közötti vonal mentén. A főoszlopot négy felderítőből álló felderítő csoport előzte meg, mely körülbelül öt kilométerrel előtte haladt. Az oszlop tagjai, követve az aknamentesítő egység által kijelölt nyomvonalat, egymás mögött haladtak.
Az oszlopot dandáronként a legjobb katonák 50–100 fős csoportja vezette, a rendelkezésre álló legjobb felszereléssel. A 284. dandár egyes elemeit a 280. dandár követte, közük Ramiz Bećirović vezérkari főnök. Őket civilek követték más katonák kíséretében, hátul pedig a független zászlóalj haladt, amely a 28. hadosztály része volt. A parancsnokság és a fegyveresek, követve az aknamentesítőt az oszlop elején voltak.  A civilek között többek között az enklávé politikai vezetői, a helyi kórház egészségügyi személyzete és a srebrenicai prominens személyek családjai voltak. Kevés nő, gyerek és idős is tartott az oszloppal. Az oszlop mérete 12 és 15 kilométer közé tehető, azaz két és fél óra séta az elejétől a végéig.
Az enklávéból való kitörés és a Tuzla elérési kísérlete meglepetésként érte a VRS-t, és jelentős zavart okozott, mivel a VRS arra számított, hogy a férfiak Potočariba mennek. Milan Gvero szerb tábornok egy tájékoztatón az oszlop tagjait „megátalkodott és erőszakos bűnözőknek nevezte, akik semmit sem fognak sajnálni, hogy megakadályozzák a fogságba esést és lehetővé tegyék a boszniai területre való szökést”. A Drina hadtestet és a különböző dandárokat a VRS fővezérkara utasította, hogy minden rendelkezésre álló haderőt rendeljenek a megfigyelt muzulmán csoportok felkutatására, hogy megakadályozzák őket abban, hogy bejussanak muzulmán területre, ejtsék őket foglyul, és olyan épületekben tartsák őket, amelyeket kis erőkkel biztosíthatnak.

#### A csapda

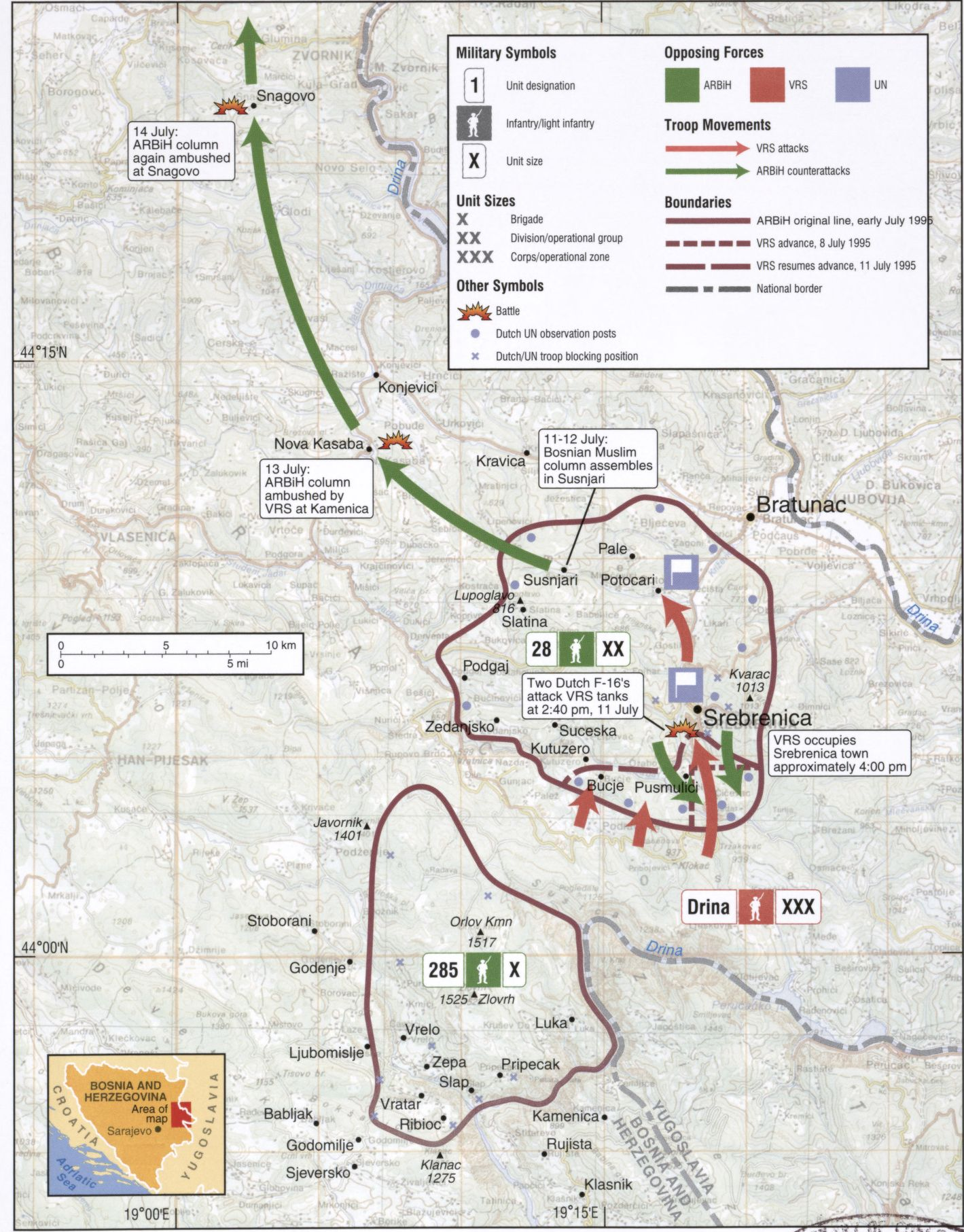
A védők menekülési útvonala (felfelé mutató zöld nyíl)

Az éjszaka folyamán a rossz látási viszonyok, az aknáktól való félelem és a tüzérségi tűz okozta pánik kettészakította az oszlopot. Július 12-én délután a menet eleje kiért az erdőből, és átkelt a Konjević Polje és Nova Kasaba felé menő aszfaltos úton. 18 óra körül a VRS az oszlop fő részét még mindig a Kamenica körüli dombvidéken (Pobuđe falu külterületén) észlelte. 20:00 óra körül az oszlop ezen része az önkormányzati hatóságok és a sebesültek vezetésével elindult lefelé a Kamenica-hegyről az út felé. Miután néhány tucat ember átkelt az úton, Kravica irányából teherautókkal és páncélozott járművekkel, köztük egy UNPROFOR szimbólumokkal ellátott fehér járművel megérkeztek a VRS katonái és a hangszórón megadásra szólították fel a bosnyákokat. A menet tagjai ekkortájt észlelték a sárga füstöt, majd furcsa viselkedés jeleit figyelték meg magukon, beleértve az öngyilkosságokat, hallucinációkat és az oszloptagok egymásra támadását. A Human Rights Watch által megkérdezett számos túlélő azt állította, hogy olyan vegyi anyaggal támadták meg őket, amely hallucinációkat és tájékozódási zavart okozott. Az ARBiH elleni vegyi fegyverek bevetésének szószólója Zdravko Tolimir tábornok volt.
Erős lövöldözés és ágyúzás kezdődött, amely az éjszakában is folytatódott. Az oszlop fegyveres tagjai viszonozták a tüzet, és mindenki szétszóródott. A túlélők egy legalább 1000 fős csoportot írnak le, akik közelről kézi lőfegyverekkel harcoltak. Úgy tűnik, hogy több százan haltak meg, amikor elmenekültek a nyílt területről, és állítólag néhányan, hogy elkerüljék az elfogást, öngyilkosok lettek. A VRS katonai és rendőri állománya védelmet és biztonságos szállítást ígérve nekik Tuzla felé az UNPROFOR és a Vöröskereszt felügyelete mellett meggyőzte az oszlop tagjait, hogy adják meg magukat. A menekülteket az ENSZ és a Vöröskereszt felszerelésével csapták be, hogy elhiggyék az ígéreteket. A magukat megadó foglyok személyes tárgyait elkobozták, néhányukat pedig a helyszínen kivégezték. Az oszlop hátsó része elvesztette kapcsolatát az elejével, és pánik tört ki. Sokan több napig a Kamenica-hegy környékén maradtak, és nem tudtak továbbmenni a szerb erők által elzárt menekülési útvonalon. Több ezer bosnyák megadta magát vagy elfogták. Néhány fogolynak megparancsolták, hogy hívják elő barátaikat és családtagjaikat az erdőből. Beszámoltak arról, hogy a szerb erők megafonokat használva felszólították a vonulókat a megadásra, és közölték velük, hogy kicserélik őket a bosnyák erők által fogva tartott szerb katonákra. A jelentések szerint Kamenicában a VRS civil ruhás emberei szivárogtak be az oszlopba. Az oszlop hátsó részében levő azon férfiak, akik túlélték a megpróbáltatásokat, hajtóvadászatnak minősítették ezt.

#### A sandići mészárlás
Az egyik szemtanú leírja, hogy Sandići közelében, a Bratunacból Konjević Poljébe vezető főúton, a szerbek egy bosnyák férfit arra kényszerítenek, hogy más bosnyákokat hívjon le a hegyekből. Körülbelül 200-300 férfi, köztük a tanú testvére, követte az utasításait, és lejött, hogy megadja magát a VRS-nek, feltehetően arra számítva, hogy fogolycserére kerül sor. A szemtanú egy fa mögé bújt, hogy lássa, mi történik ezután. Nézte, ahogy a férfiak hét sorba állnak, mindegyik körülbelül negyven méter hosszú, kezüket a fejük mögött tartva; azután géppuskatűz kaszálta le őket. Néhány nő, gyermek és idős ember, akik az oszlopban voltak, csatlakozhattak a nőket és gyerekeket Potočariból evakuáló buszokhoz. Köztük volt Alma Delimustafić, a 28. dandár katonája is. Ekkor Delimustafić civilben volt, ezért szabadon engedték.

#### Az Udrč-hegyi menet
Az oszlop középső szakaszának sikerült megmenekülnie a lövöldözés elől, és 11 óra körül elérte Kamenicát, és ott várta a sebesülteket. Ejub Golić százados és a Független Zászlóalj visszafordult Hajdučko Groblje felé, hogy segítsenek az áldozatokon. Számos túlélő hátulról, akiknek sikerült megszökniük, átkeltek az aszfaltos utakon a terület északi vagy nyugati felén, csatlakoztak az oszlop középső szakaszán lévőkhöz. Az oszlop első harmada, amely már elhagyta a Kamenica-hegyet, amikor a csapdaállítás történt, az Udrč-hegy felé tartott; átkeltek az aszfaltos főúton, majd átgázoltak a Jadar-folyón. Július 13-án, csütörtökön kora reggel értek a hegy tövébe, és újra csoportosultak. Eleinte úgy döntöttek, hogy 300 ARBiH katonát visszaküldenek, hogy megpróbálják áttörni a VRS-blokádot, amikor azonban olyan hírek érkeztek, hogy az oszlop középső szakaszának Konjević Poljánál mégis sikerült átkelnie az úton, ezt a tervet elvetették. Azon az éjszakán körülbelül 1000 további férfinak sikerült elérnie az Udrčet.

#### A snagovói csapda
Udrč felől a vonulók az éjszaka a Drinjača-folyó, majd a Velja Glava-hegy felé indultak tovább. Miután a Velja Glava-hegynél, ahová július 14-én, pénteken érkeztek meg szerbeket találtak, az oszlop kénytelen volt megkerülni a hegyet, és a lejtőin megvárni, amíg továbbhaladhatott Liplje és Marčići felé. Július 14-én este Marčićiba érkezve a vonulókat Snagovo közelében ismét a szerbek légelhárító ágyúkkal, tüzérséggel és harckocsikkal felszerelt lesállása várta. Džemail Bećirović hadnagy szerint az oszlopnak sikerült áttörnie a lest, és eközben elfogott egy VRS-tisztet, Zoran Janković őrnagyot – ezzel jelentős alkupozíciót biztosítva a bosznia-hercegovinai hadseregnek. Meg is kísérelte elérni a harcok beszüntetését, de alkudozásai a helyi szerb erőkkel kudarcot vallottak.

#### A frontvonal elérése
A bosnyák 2. hadtest és a 28. hadosztály közötti első rádiókapcsolat, amelyet a VRS-től elfogott walkie-talkie segítségével hoztak létre, július 15-én este jött létre. A 28. hadosztály kezdeti bizalmatlansága után a VRS vonalak két oldalán álló Šabić fivérek azonosítani tudták egymást. Kora reggel az oszlop átkelt a Zvornikot Capardéval összekötő aszfaltúton, és mintegy 100-200 fős fegyveres egységet hagyva hátra, hogy várakozzon a kóborlókra, Planinci irányába indult tovább. Az oszlop még aznap elérte Križevićit, és ott is maradt addig, amíg megpróbáltak tárgyalni a helyi szerb erőkkel a szerb vonalakon való biztonságos áthaladásról a boszniai kormány által ellenőrzött területre. Az oszlop tagjainak azt tanácsolták, maradjanak ott, ahol vannak, és hagyjanak időt a szerb erőknek a biztonságos áthaladás megszervezésére. Hamar kiderült azonban, hogy a környékre telepített kis szerb haderő csak időt próbált nyerni, hogy újabb támadást szervezzen a vonulók ellen. Marčići – Crni Vrh körzetében a VRS fegyveres erői 500 katonát és rendőrt vetettek be, hogy megállítsák a Glodiból Marčići felé haladó oszlop megosztott (kb. 2500 fős) részét. Ezen a ponton az oszlop vezetői úgy döntöttek, hogy több, 100-200 fős kis csoportot alakítanak ki, és ezeket küldik előre, hogy felderítsék az utat. Kora délután az ARBiH 2. hadteste és 28. hadosztálya Potočani faluban találkozott egymással. Elsőként a srebrenicai vezetés jutott el a bosnyák területre.

#### A baljkovicai áttörés
Az utolsó VRS-vonalat, amely elválasztotta az oszlopot a bosnyák fennhatóságú területtől a baljkovicai domboldal képezte. A VRS kordon valójában két vonalból állt, amelyek közül az első a tuzlai oldalon a 2. hadtesttel szemben, a másik pedig a közeledő 28. hadosztály ellen sorakozott fel. Július 15-én este a heves jégeső hatására a szerb erők fedezékbe vonultak. Az oszlop előretört csoportja ezt kihasználva Baljkovicánál megtámadta a szerb hátsó vonalakat. A harcok során az oszlop megmaradt részei kezdtek elmozdulni Krizeviciből és július 16-án, vasárnap hajnali 3 órakor érték el a harcok területét. Július 16-án körülbelül 05:00 órakor a 2. hadtest próbálkozott először áttörni a VRS kordonon boszniai oldalról. A cél az volt, hogy áttörést kényszerítsenek ki Parlog és Resnik falvak közelében. Hozzájuk csatlakozott Srebrenica korábbi bosnyák parancsnoka, Naser Orić és néhány embere.
Július 16-án reggel 8 óra körül a 28. hadosztály egyes részei, az ARBiH Tuzlai 2. hadtestével tüzérségi támogatást nyújtottak, megtámadták és áttörték a VRS vonalait. Heves harcok folytak Baljkovica területén is. Elfogott nehézfegyverekkel, köztük két Praga önjáró légelhárító löveggel, szétlőtték a szerb arcvonalat, és az oszlopnak végül sikerült áttörnie a boszniai kormány által ellenőrzött területre, és július 16-án délután 13 és 14 óra között csatlakozott a bosznia-hercegovinai egységekhez.
A 2. hadtest és a Zvorniki dandár közötti rádiós tárgyalásokat követően a három lövészároksort vesztett Zvorniki dandár parancsnoksága beleegyezett egy folyosó megnyitásába, amely lehetővé teszi az elfogott rendőrök és katonák szabadon bocsátásáért cserébe az oszlop átengedését. A baljkovicai folyosó 14.00-17.00 óráig volt nyitva. A folyosó 17.00 és 18.00 óra közötti lezárása után a Zvorniki dandárparancsnokság arról számolt be, hogy mintegy 5000 civilt engedtek át, valószínűleg „bizonyos számú katonával”, de „azok, akik áthaladtak, fegyvertelenek voltak”.
Az ARBiH megállapította, hogy augusztus 4-ig a 28. hadosztály 3175 tagjának sikerült átjutnia Tuzlába. A hadosztály 2628 tagjáról, katonákról és tisztekről biztosan megállapították, hogy meggyilkolták őket. Az oszlop megölt egyes tagjainak hozzávetőleges számát 8300 és 9722 közé becsülték. Miután a folyosót lezárták, a szerb erők újra vadászni kezdtek az oszlop azon részeire, amelyek még mindig ellenőrzésük alatti területen voltak. A jelentések szerint körülbelül 2000 menekült rejtőzött Pobuđe környékén az erdőben.
1995. július 17-én a VRS hadsereg a terepen kutatva számos bosnyákot foglyul ejtett. A bratunaci brigád által fogságba ejtett négy, 8 és 14 év közötti gyermeket a bratunaci laktanyába vitték. Blagojević dandárparancsnok azt javasolta, hogy a Drina hadtest sajtófelelőse rögzítse ezt a vallomást videóra. Július 18-án, miután egy katonát megöltek, „aki megpróbált elfogni néhány személyt a kutatási művelet során”, a Zvorniki dandárparancsnokság az elfogásukkal kapcsolatos kockázatok elkerülése érdekében parancsot adott ki a zónában ejtett foglyok kivégzésére. A végzésről azt feltételezték, hogy a július 21-i ellenparancsig hatályban maradt.

#### A túlélőkre gyakorolt hatások
Egy 1998-as kvalitatív tanulmány szerint, amelyben az oszlop túlélői is részt vettek, az oszlop számos tagja különböző mértékű hallucinációtól szenvedett. Számos alkalommal bosnyák férfiak kezdték megtámadni egymást, mert nyilvánvalóan attól féltek, hogy az oszlop másik tagja szerb katona. Az oszlop tagjai arról is beszámoltak, hogy embereket láttak összefüggéstelenül beszélni, dührohamban a VRS vonalai felé rohanni, lőfegyverrel és kézigránátokkal öngyilkosságot elkövetni. Bár nem volt bizonyíték arra, hogy pontosan mi okozta a viselkedést, a tanulmány azt sugallta, hogy a fáradtság és a stressz okozhatta ezeket a tüneteket.

### A kivégzések megtervezése
Bár a szerb erőket régóta hibáztatták a mészárlásért, csak 2004 júniusában – a srebrenicai bizottság előzetes jelentését követően – ismerték el a szerb tisztviselők, hogy biztonsági erőik tervezték és hajtották végre a tömeggyilkosságot. Az 1995-ös srebrenicai mészárlásról szóló szerb bizottság zárójelentése elismerte, hogy a férfiak és fiúk tömeges meggyilkolását megtervezték. A bizottság megállapította, hogy több mint 7800-an haltak meg.
Összehangolt erőfeszítéseket tettek minden katonai korú bosnyák férfi elfogására. Valójában az elfogottak között sok ennél jóval fiatalabb fiú és több hatvan éven felüli idős férfi is volt, akik Srebrenica elfoglalása után az enklávéban maradtak. Ezeket a férfiakat és fiúkat attól függetlenül vették a kivégzendők közé, hogy Potočariba menekülnek, vagy a boszniai muszlim hadoszlophoz csatlakoznak. A boszniai muszlim férfiak elfogására és fogva tartására irányuló művelet jól szervezett és átfogó volt. A nőket és gyerekeket szállító buszokat rendszeresen kutatták át férfiak után.

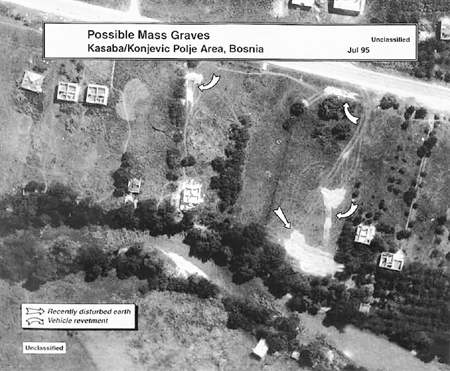
Légifelvétel a nova kasabai tömegsírokról

### Tömeges kivégzések
Az a rengeteg tervezés és magas szintű koordináció, amelyet több ezer ember néhány nap alatti meggyilkolására fordítottak, jól látszik a kivégzések mértékéből és módszerességéből.
A legtöbb foglyot a Boszniai Szerb Köztársaság hadserege ejtette július 13-án, a Bratunac–Konjević Polje út mentén. Továbbra is lehetetlen a pontos számot meghatározni, de a tanúvallomások leírják a gyűjtőpontokat, mint például a sandići pálya, a kravicai mezőgazdasági raktárak, a Konjević-Polje-i iskola, a Nova Kasaba-i futballpálya, Lolići falu és Luka falu iskolája. A Sandići melletti mezőn és a Nova Kasaba futballpályán több ezer embert tereltek össze, ahol átkutatták és kisebb csoportokba sorolták őket. A Zoran Petrović újságíró által készített videókazettán egy szerb katona azt állítja, hogy legalább 3-4000 férfi adta meg magát az úton. Július 13-án késő délutánra egy elfogott rádiókommunikáció szerint a teljes szám mintegy 6000-re emelkedett. Másnap a holland Franken őrnagy hasonló számot kapott a szerb hadsereg főtisztjétől, Radislav Janković ezredestől. A foglyok közül sokat láttak a leírt helyszíneken a nőket és gyerekeket busszal Kladanjba szállító, elhaladó konvojokról, miközben azóta különböző légifelvételek is bizonyítják az események ezen verzióját.
Egy órával azután, hogy a nők Potočariból történő evakuálása befejeződött, a Drina hadtest katonái arra a területre irányították a buszokat, ahol a férfiakat fogva tartották. Krsmanović ezredes, aki július 12-én megszervezte a kiürítéshez szükséges buszokat, elrendelte a 700 Sandićiban tartózkodó férfi összegyűjtését, és az őket őrző katonák arra kényszerítették őket, hogy a holmijukat egy nagy kupacra dobják, és minden értékes dolgot is adjanak át nekik. A délután folyamán a sandići csoportot meglátogatta Mladić, aki elmondta nekik, hogy nem esik bajuk, hadifogolyként kezelik őket, kicserélik őket más foglyokra, családjukat pedig biztonságban Tuzlába kísérték. E férfiak egy részét a Bratunacba és más helyszínekre tartó transzportra helyezték, míg néhányukat gyalogmenetben vitték a kravicai raktárakba. A Nova Kasaba-i futballpályán összegyűlt férfiak is kénytelenek voltak átadni személyes tárgyaikat. Mladić őket is személyesen meglátogatta július 13-án délután; ebből az alkalomból bejelentette, hogy a tuzlai boszniai hatóságok nem akarják átvenni a férfiakat, ezért más helyszínekre szállítják őket. A Nova Kasabában tartózkodó férfiakat buszokra és teherautókra rakták, és Bratunacba, illetve más helyszínekre vitték őket.
A körülbelül 1000 fős, a potočari nőktől, gyerekektől és idősektől elválasztott bosnyák férfiakat Bratunacba szállították, majd csatlakoztak hozzájuk a menetoszlopról elfogott bosnyák férfiak. A Srebrenica elfoglalását követően elfogott több ezer boszniai foglyot szinte kivétel nélkül kivégezték. Egyeseket egyénileg vagy kis csoportokban öltek meg az őket elfogó katonák, másokat pedig azokon a helyeken, ahol ideiglenesen fogva tartották őket. A legtöbbet azonban gondosan megszervezett tömeges kivégzések során ölték meg, amelyek 1995. július 13-án kezdődtek a Srebrenicától északra fekvő régióban.
A tömeges kivégzések jól bevált mintát követtek. A férfiakat először üres iskolákba vagy raktárakba vitték. Néhány órás fogva tartásuk után buszokra vagy teherautókra rakták őket, és egy másik helyszínre vitték kivégzésre. A végrehajtási helyek általában elszigetelt helyeken voltak. A foglyok fegyvertelenek voltak, és sok esetben lépéseket tettek az ellenállás minimalizálása érdekében, például megkötözték őket, a csuklójukat a hátuk mögött kötözték össze, vagy levetették a cipőjüket. A kivégzőhelyeken a férfiakat kis csoportokban szállították le a teherautókról, majd felsorakoztatták és lelőtték őket. Azokat, akik túlélték az első lövést, külön, a következő körben lőtték le, bár néha ez csak azután történt meg, hogy egy ideig szenvedni hagyták őket.
Az áldozatok holttesteinek gyakran tömegsírokban való megtalálása, exhumálása és végül azonosításuk Srebrenica régióban viszonylag lassú volt.

#### Július 13 reggel: Jadar-folyó
Július 13-án délelőtt tizenhét férfit szállítottak busszal egy kis távolságra, a Jadar folyó partján lévő helyre, ahol felsorakoztatták és lelőtték őket. Egy férfi, miután csípőn találta egy golyó, a folyóba ugrott, és sikerült elmenekülnie.

#### Július 13. délután: Cerska-völgy
Az első nagyszabású tömeges kivégzések 1995. július 13-án délután kezdődtek Konjević Poljétől nyugatra, a Cerska-folyó völgyében. Az egyik szemtanú fák között elrejtve két-három teherautót, majd egy páncélozott járművet és egy földmunkagépet látott, amely a Cerska felé haladt. Ezt követően fél órán keresztül hallott lövéseket, majd látta az ellenkező irányba haladó páncélost, a földmunkagépet viszont nem. Más szemtanúk arról számoltak be, hogy aznap vértócsát láttak a Cerskába vezető út mellett. Muhamed Duraković, az ENSZ tolmácsa valószínűleg még aznap haladt el e kivégzési hely mellett. Beszámol arról, hogy holttesteket látott az út melletti árokba dobva, közülük néhány ember még életben volt.
A légifelvételek és az ásatások később megerősítették egy tömegsír jelenlétét ennek a helynek a közelében. A helyszínen talált töltényekből kiderült, hogy az áldozatok az út egyik oldalán sorakoztak fel, hóhéraik pedig a másik oldalról lőttek. A holttesteket – szám szerint 150-et – földdel borították be, ahol feküdtek. Később kiderült, hogy fegyverrel ölték meg őket. Mindannyian férfiak voltak, 14 és 50 év közöttiek. A 150-ből három kivételével valamennyien civil ruhát viseltek. Sokaknak a hátuk mögé kötötték a kezüket. Kilenc személyt később azonosítani lehetett, és szerepeltek a srebrenicai eltűnt személyek listáján.

#### Július 13. késő délután: Kravica

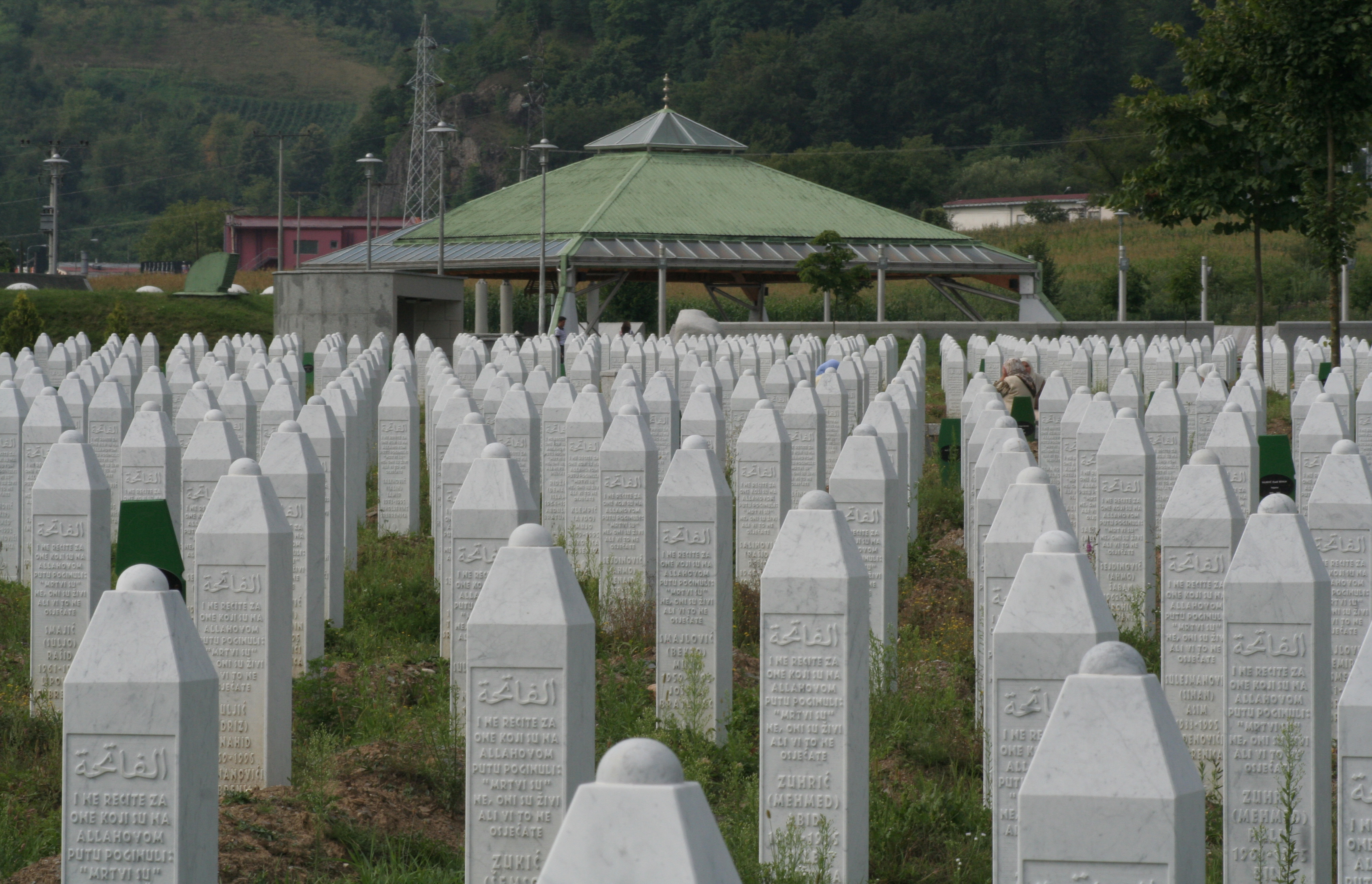
A Srebrenica-Potočari Emlékközpont

Július 13-án később délután a Kravicai Mezőgazdasági Szövetkezet tulajdonában lévő négy gazdasági épület (fészer) közül a legnagyobban is hajtottak végre kivégzéseket. A Sandići melletti mezőkön 1000 és 1500 közötti embert fogtak el, és tartottak fogva a Sandići-réten. Innen busszal vagy gyalog hozták őket Kravicára, a távolság körülbelül egy kilométer volt. Egy szemtanú visszaemlékezik arra, hogy mintegy 200, derékig levetkőztetett, felemelt kezű férfit látott, amint Kravica irányába hajtották őket. Aznap délután 14:00-kor készült légifelvételen két busz látható a fészer előtt.
18 óra körül, amikor a férfiakat mind a fészerbe terelték, majd a VRS-katonák kézigránátokat dobtak be, és különféle fegyverekkel, köztük RPG páncéltörő gránátokkal lőttek rájuk. A kravicai tömeggyilkosság „jól megszervezettnek és jelentős mértékben tervezettnek tűnt, amihez a Drina hadtest parancsnokságának részvétele volt szükséges”.
Állítólag Kravicában és Sandićiben, valamint környékükön több gyilkosság is történt. Még a majorépületben történt gyilkosságok előtt mintegy 200-300 embert sorakoztattak fel Sandići közelében, majd koncentrált géppuskatűzzel, tömegesen végezték ki őket. Úgy tűnik, hogy Kravicában a helyi lakosságnak is köze volt a gyilkosságokhoz. Néhány áldozatot megcsonkítottak, majd késsel öltek meg. A holttesteket Bratunacba vitték, vagy egyszerűen az út melletti folyóba dobták. Egy tanú azt állította, hogy mindez július 14-én történt. A kravicai fészerben hárman élték túl a tömeggyilkosságot.
Azokra a férfiakra, akik megpróbáltak kimászni az ablakon, hogy elkerüljék a mészárlást a fegyveres őrök lőttek rá. Amikor a lövöldözés abbamaradt, a fészer tele volt holttestekkel. Egy másik túlélő, aki csak enyhén sérült meg, így számolt be róla:
|  | „Nem is tudtam megérinteni a padlót, a raktár betonpadlóját... A lövöldözés után furcsa hőt, melegséget éreztem, ami a betonpadlót borító vértől jött, és [mindenütt] halottakra léptem, akik ott hevertek. De voltak még férfiak (csak férfiak [voltak]), akik még éltek, akik csak megsebesültek, és amint [egy ilyenre] rá léptem, hallottam, hogy sír, nyög, mert próbáltam olyan gyorsan haladni, ahogy csak tudtam. Éreztem, hogy az emberek teljesen élettelenek voltak, és éreztem azoknak az embereknek a csontjait, akiket eltaláltak azok a golyók vagy lövedékek, éreztem, ahogy a bordáik összeroppannak. Aztán újra felkeltem és folytattam...” |
|  | |

Amikor ez a tanú kimászott az ablakon, meglátta egy őr, aki rálőtt. Halottnak tetette magát, de másnap reggel sikerült megszöknie. A másik fent idézett tanú egy halom holttest alatt töltötte az éjszakát; másnap reggel figyelte, ahogy a katonák életjeleket keresve vizsgálják a holttesteket. A néhány túlélőt arra kényszerítettek, hogy szerb dalokat énekeljenek, majd lelőtték őket. Miután az utolsó áldozatot megölték, egy kotrógéppel hajtottak be, hogy a holttesteket kitakarítsák a fészerből; a kinti aszfaltot ezután vízzel öblítették le. 1996 szeptemberében azonban még sikerült találni a bizonyítékokat a gyilkosságokra.
A kravicai fészerben összegyűjtött haj-, vér- és robbanóanyag-maradványok elemzése erős bizonyítékot szolgáltatott a gyilkosságokra. A szakértők azonosították a golyónyomok, robbanóanyag-maradványok, golyók és lövedékek jelenlétét, valamint az épület falaira és padlójára tapadt emberi vért, csontokat és szöveteket. Az ICTY ügyésze által bemutatott törvényszéki bizonyítékok kapcsolatot mutattak a kravicai kivégzések és a „Glogova 2.” néven ismert „elsődleges” tömegsír között, amelyben 139 ember maradványait találták meg. A „Zeleni Jadar 5.” néven ismert „másodlagos” sírban 145 holttest volt, amelyek közül számos el volt szenesedve. A később megnyitott „Glogova 1.” sírban talált tégladarabok és ablakkeret maradványok szintén kapcsolatot mutttak Kravicával. Itt 191 áldozat maradványait találták meg.

#### Július 13-14: Tišća

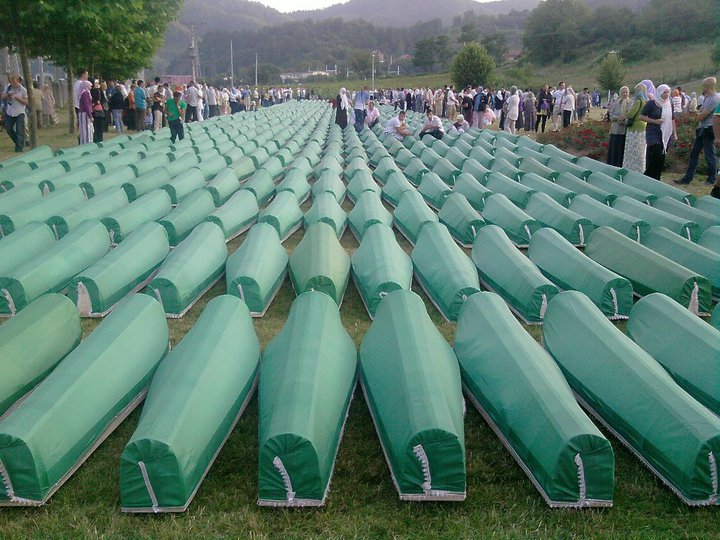
A srebrenicai mészárlás áldozatainak temetése 2010-ben

Miközben a bosnyák nőkkel, gyerekekkel és idősekkel zsúfolt autóbuszok Potočariból Kladanjba tartottak, Tišća községnél megállították és átkutatták őket, a fedélzeten talált bosnyák férfiakat és fiúkat pedig eltávolították a buszból. A bizonyítékok Tišćában is egy jól megszervezett hadműveletről árulkodnak.
Az ellenőrző pontról egy tiszt egy közeli iskola felé irányította a tanút kísérő katonát, ahol sok más foglyot tartottak fogva. Az iskolában egy katona úgy tűnt, hogy telefonon parancsokat ad és fogad. Valamikor éjfél körül a tanút, 22 másik férfival, a hátuk mögött megkötött kézzel egy teherautóra rakták. Egy ponton a teherautó megállt, de egy katona azt mondta: „Ne ide. Vidd fel őket oda, ahová korábban vittek embereket.” A teherautó odaért egy másik helyre, ahol a katonák odamentek a teherautó hátuljához, és lőni kezdték a foglyokat. A túlélő elszökött a teherautótól, és elbújt egy erdőben.

#### Július 14: Grabci – Orahovac
1995. július 14-én kora reggel a Bratunacban fogva tartott foglyok egy nagy csoportját egy 30 járműből álló konvojban szállították az orahovaci Grbavci iskolába. Amikor odaértek, az iskola tornaterme már félig tele volt foglyokkal, akik a kora reggeli órák óta érkeztek ide, és néhány órán belül teljesen megtelt. A túlélők becslése szerint 2000-2500 férfi tartózkodott ott, néhányan nagyon fiatalok, mások pedig meglehetősen idősek, bár az ICTY ügyészsége szerint ez a becslés túlzó lehetett, és a foglyok valódi száma ezen a helyszínen valószínűleg 1000 körüli lehetett. Néhány foglyot kivittek és megöltek. Egyszer csak, ahogy egy szemtanú visszaemlékezett, megérkezett Mladić tábornok, és azt mondta a férfiaknak: „Nos, a kormányotok nem akar titeket, így nekem kell gondoskodnom rólatok.”
Miután már több órán át tartották a tornateremben a férfiakat, még aznap délután kis csoportokban kivitték őket a kivégzőhelyre. Amikor elhagyták a tornatermet, minden rabnak bekötötték a szemét, és egy pohár vizet kaptak. A foglyokat ezután teherautókkal a kevesebb, mint egy kilométerre lévő kivégzőhelyre vitték. Itt felsorakoztatták, és hátba lőtték őket; akik túlélték az első lövéseket, egyetlen halálos lövéssel ölték meg. A kivégzésekhez két szomszédos rétet használtak; miután az egyik tele lett holttestekkel, a hóhérok átmentek a másikra. A túlélők elmondása szerint miközben a kivégzések folytak, földmunkagépek ásták a sírokat. Egy szemtanú, aki magát halottnak színlelve élte túl a lövöldözést, arról számolt be, hogy Mladić tábornok odahajtott egy piros autóval, és megnézte a kivégzések egy részét.
A törvényszéki bizonyítékok alátámasztják a túlélők vallomásának döntő állításait. Mindkét légifelvételen látható, hogy Orahovacban 1995. július 5. és 27. között, majd 1995. szeptember 7. és 27. között ismét megbolygatták a talajt. A területen két elsődleges tömegsírt tártak fel, amelyeket a nyomozók „Lazete 1.”-nek és „Lazete 2.”-nek neveztek el.
A „Lazete 1.” nevű sírhelyet az ICTY ügyészsége 2000. július 13. és augusztus 3. között exhumálta. A feltárt 130 személy, akiknek nemét meg lehetett határozni, mind férfi volt; A sírban 138 szemkötőt találtak. Ezen a helyen az exhumálások során 23 olyan személyt azonosítottak, akiket Srebrenica eleste után eltűntként tartottak nyilván. A „Lazete 2.” sírhelyet az Ügyészség és a Human Rights orvosai közösen, 1996 augusztusa és szeptembere között részben exhumálták, és a munkát 2000-ben fejezték be. A „Lazete 2”-vel kapcsolatban álló 243 áldozat mind férfi volt, és a szakértők megállapították, hogy a hatalmas többségük belehalt a lőtt sérülésekbe. A holttesteken kívül 147 szemkötőt találtak.
Talaj- és pollenminták, szemkötők, kötelek, töltényhüvelyek és a keletkezés/bolygatás időpontjairól készült légi felvételek igazságügyi elemzése azt is feltárta, hogy a Lazete 1. és 2. sírból származó holttesteket eltávolították, és a Hodžići út 3., 4. és 5. szám alatti másodlagos sírokban temették újra. A légifelvételek azt mutatják, hogy ezeket a másodlagos sírhelyeket 1995. szeptember 7. és október 2. között hozták létre, és mindegyiküket 1998-ban exhumálták.

#### Július 14 – 15: Petkovići

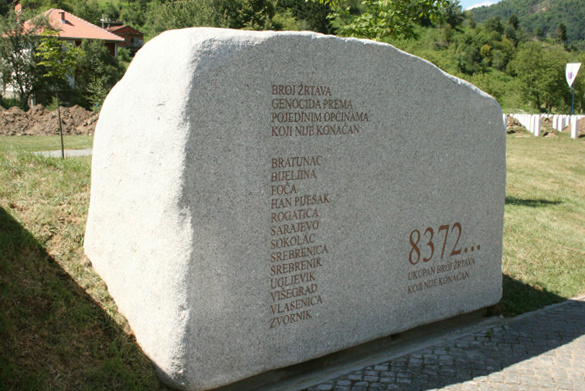
A srebrenicai mészárlás emlékköve Potočariban

1995. július 14-én és 15-én a foglyok egy másik nagy csoportját, mintegy 1500-2000 főt vittek Bratunacból a petkovići iskolába. Az iskolában a körülmények még rosszabbak voltak, mint Grbavciban. Meleg volt, túlzsúfolt, és nem volt se étel, se víz. Víz hiányában néhány rab úgy döntött, hogy saját vizeletét issza. Időnként a katonák beléptek a terembe, és fizikailag bántalmazták a foglyokat, vagy kihívták őket. A foglyok közül néhányan szökési kísérletet fontolgattak, de mások azt mondták, hogy jobb lenne maradni, mivel a Nemzetközi Vöröskereszt biztosan figyelemmel kíséri a helyzetet, és nem lehet mindenkit megölni.
A férfiakat kis csoportokban kihívták. Megparancsolták nekik, hogy derékig vetkőzzenek le, és vegyék le cipőjüket, majd a kezüket a hátuk mögé kötözték. Július 14-én éjszaka a férfiakat teherautókkal a petkovići gáthoz vitték. A később érkezők azonnal láthatták, mi történik ott. Sok holttest hevert a földön, kezüket a hátuk mögé kötve. Kisebb, öt-tízfős csoportokat emeltek ki a teherautókból, majd miután felsorakoztak, lelőtték őket. Néhányan vízért könyörögtek, de könyörgéseiket figyelmen kívül hagyták. Egy túlélő így írta le a félelem és a szomjúság érzését:
|  | „Nagyon sajnáltam, hogy szomjan halok meg, és próbáltam elbújni az emberek között, ameddig csak tudtam, mint mindenki más. Csak élni akartam még egy-két másodpercig. És amikor rám került a sor, négy másik emberrel kiugrottam. Éreztem a kavicsot a lábam alatt. Fájt... Lehajtott fejjel sétáltam és nem éreztem semmit... És akkor azt hittem, hogy nagyon gyorsan meghalok, nem fogok szenvedni. És csak arra gondoltam, hogy anyám soha nem fogja megtudni, hová kerültem. Erre gondoltam, amikor kiszálltam a teherautóból. Amikor a katonák körbejártak, hogy megöljék az első lövések túlélőit még mindig nagyon szomjas voltam. De élet és halál között voltam. Nem tudtam, hogy élni akarok-e vagy meghalni. Úgy döntöttem, hogy nem szólítom fel őket, hogy lőjenek és öljenek meg, csak Istenhez imádkoztam, hogy jöjjenek és öljenek meg.” |
|  | |

Miután a katonák távoztak, a két túlélő segített egymásnak kioldani a kezét, majd a holttesteken át az erdő felé kúsztak, ahol el akartak bújni. Ahogy a hajnal megérkezett, láthatták a kivégzés helyszínét, ahol buldózerek tolták egybe a holttesteket. A kivégzés helyszíne felé vezető úton az egyik túlélő kikukucskált a szemkötője alól, és látta, hogy Mladić is a helyszínre tart.
A légifelvételek megerősítették, hogy a Petkovići-gát melletti földet megbolygatták, és valamikor 1995. szeptember 7. és 27. között ismét megbolygatták. Amikor 1998 áprilisában felnyitották a sírt, úgy tűnt, sok holttest hiányzik. Eltávolításukat gépi berendezéssel végezték, jelentős keveredést okozva a sírban és annak tartalmában. Ekkor a sírban legfeljebb 43 személy maradványai voltak. Más holttesteket 1995. október 2. előtt egy másodlagos sírba, a Liplje 2. számúba szállították. Itt legalább 191 személy maradványait találták meg.

#### Július 14 – 16: Branjevo
1995. július 14-én további bratunaci foglyokat szállítottak buszokkal észak felé, a Zvorniktól északra fekvő Pilica falu iskolájába. Más fogvatartási intézményekhez hasonlóan itt sem volt élelem vagy víz, a hőség és a kiszáradás miatt több férfi meghalt az iskola tornatermében. A férfiakat két éjszakán át tartották fogva a pilicai iskolában. 1995. július 16-án a már ismert módszert követve a férfiakat kihívták az iskolából, és a hátuk mögött megkötött kézzel buszokra rakták őket. Ezután a branjevói katonai bázisra hajtották őket, ahol 10 fős csoportokban sorakoztatták fel őket és rájuk lőttek.
Dražen Erdemović – aki legalább 70 bosnyák meggyilkolását vallotta be – tagja volt a VRS 10. szabotázs különítményének (a vezérkarnak alárendelt egység), és részt vett tömeges kivégzésekben. Erdemović a vád tanújaként jelent meg, és ezt vallotta: „Az előttünk álló férfiak parancsot kaptak, hogy fordítsanak hátat. Amikor hátat fordítottak nekünk, rájuk lőttünk. Parancsot kaptunk a lövésre.”
Ezzel kapcsolatban az egyik túlélő így emlékezett vissza:
|  | „Amikor lőttek, a földre vetettem magam... egy ember rám esett. Szerintem a helyszínen megölték. Éreztem, ahogy a forró vér ömlik rám... Hallottam, hogy egy férfi segítségért kiált. Könyörgött nekik, hogy öljék meg. De csak annyit mondtak: „Hagyd, hogy szenvedjen. Később megöljük.” ” |
|  | – Tanú |

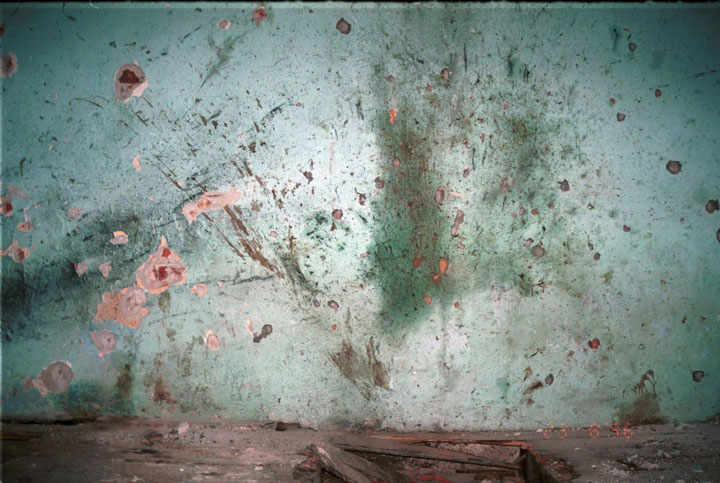
A pilicai kultúrház fala az 1995. július 16-án végrehajtott tömeggyilkosság után.

Erdemović elmondta, hogy egy kivételével az áldozatok mindegyike civil ruhát viselt, és egy menekülni próbáló személy kivételével a lövés előtt nem tanúsítottak ellenállást. Néha a hóhérok különösen kegyetlenek voltak. Amikor néhány katona felismerte a srebrenicai ismerősöket, megverték és megalázták, mielőtt megölték volna őket. Erdemovićnak kellett rávennie katonatársait, hogy ne használjanak gépfegyvert a gyilkosságokhoz, amikor halálosan megsebesítették a foglyokat, így nem okoztak azonnali halált, és meghosszabbították szenvedésüket. 1000-1200 embert öltek meg aznap ezen a kivégzőhelyen.
A branjevói katonai bázis környékéről 1995. július 17-én készült légifelvételek nagyszámú holttestet mutatnak a mezőn, a bázis közelében, valamint látni lehetett a holttesteket a szántóföldről összegyűjtő kotrógép nyomait.
Erdemović azt vallotta, hogy 1995. július 16-án 15 óra körül, miután ő és katonatársai a 10. szabotázsosztagból befejezték a foglyok kivégzését a branjevói katonai bázison, közölték velük, hogy 500 főnyi srebrenicai bosnyák fogoly próbál kitörni a közeli kultúrházból. Erdemović és egysége többi tagja nem volt hajlandó további gyilkosságokat végrehajtani. Ezután azt mondták nekik, hogy vegyenek részt egy találkozón az alezredes úrral egy pilicai kávézóban. Erdemović és katonatársai a kérésre a kávézóba mentek, ahol várakozás közben lövéseket és gránátrobbanásokat hallottak. A hangok körülbelül 15-20 percig tartottak, majd egy bratunaci katona lépett be a kávézóba, hogy értesítse a jelenlévőket, hogy „mindennek vége”. Nem voltak túlélők, akik pontosan elmagyarázhatták volna, mi történt a kultúrházban. A kultúrházban történt kivégzések azért is érdekesek voltak, mivel ez nem egy távoli hely volt, hanem a város központjában, a Zvornikból Bijeljinába vezető főút melletti épület. Több mint egy évvel később még mindig meg lehetett találni ennek a bűncselekménynek a tárgyi bizonyítékait. Akárcsak Kravicában, ebben az épületben is sok vér, haj és testszövet nyomait találták, a két emeleten töltények és töltényhüvelyek hevertek. Az is megállapítható volt, hogy robbanóanyagot és géppuskát használtak. A színpad alatt, ahol vér csöpögött le a padlódeszkán keresztül, emberi maradványokat és személyes holmikat találtak.
A branjevói katonai bázison végrehajtott kivégzések három túlélőjéből kettőt július 25-én a helyi boszniai szerb rendőrség letartóztatott, és a batkovici hadifogolytelepre küldte őket. Az egyik tagja volt annak a csoportnak, amelyet július 13-án Potočariban választottak el a nőktől. A Batkoviciba szállított foglyok túlélték a megpróbáltatásokat és később tanúvallomást tudtak tenni a Törvényszék előtt. A Čančari úti 12-es helyszínen legalább 174 holttestet temettek el, amelyeket a branjevoi katonai bázis tömegsírjából hoztak át ide. A maradványok közül mindössze 43 volt teljes, amelyek többségéről azt állapították meg, hogy haláluk puskatűz következtében következett be. A megtalált 313 különböző testrész közül 145-en olyan súlyosságú lőtt sebek voltak, amelyek valószínűleg halálosnak bizonyulnak.

#### Július 14 – 17: Kozluk

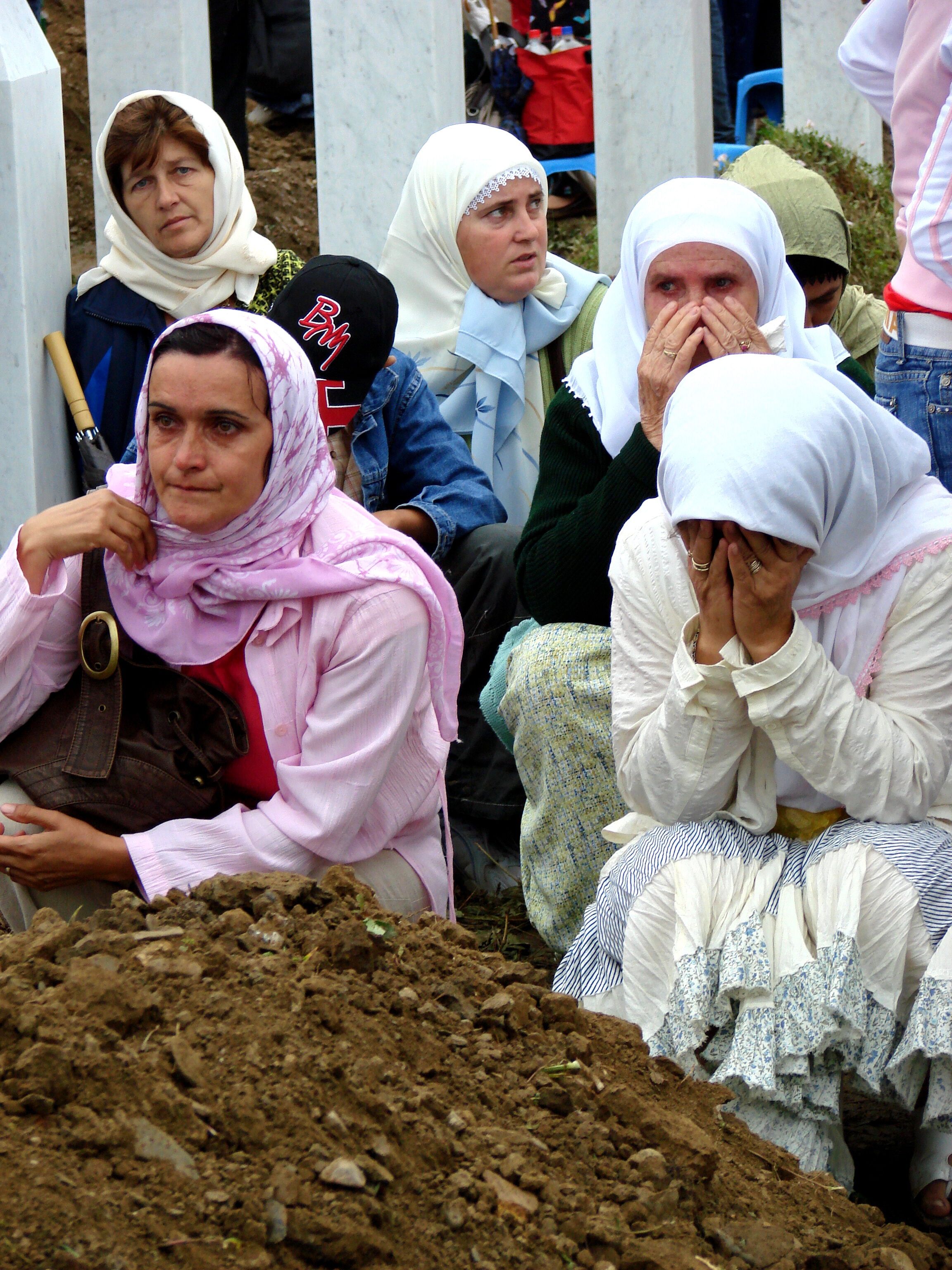
Gyászoló bosnyák asszonyok az áldozatok 2007-es temetésén

Bár a kozluki kivégzések pontos dátuma nem ismert, az 1995. július 14-17-re szűkíthető. A legvalószínűbb időpontok, nem utolsósorban Kozluknak a Petkovići gát és a branjevoi katonai bázis közötti földrajzi elhelyezkedése miatt július 15-16. Emiatt Kozluk az északibb kivégzőhelyek sorába tartozik: Orahovac július 14., Petkovići-gát július 15., branjevoi katonai bázis és pilicai kultúrház július 16. Egy másik adat arra utal, hogy a zvorniki dandár kotrógépe július 16-án nyolc órát töltött Kozlukban, és egy ugyanahhoz a dandárhoz tartozó tehergépjármű két utat tett meg aznap Orahovac és Kozluk között. Köztudott, hogy július 18-án és 19-én Kozlukban egy buldózer működött.
A németországi bosnyák menekültek körében terjedtek el hírek kozluki kivégzésekről, amelyek során a mintegy ötszáz foglyot szerb dalok éneklésére kényszerítettek, miközben a kivégzés helyszínére szállították őket. Bár azóta egyetlen túlélő sem jelentkezett, 1999-ben a vizsgálatok Kozluk közelében egy tömegsír felfedezéséhez vezettek. Mint kiderült ez egyben a kivégzés tényleges helyszíne is volt. A hely a Drina mellett feküdt, és csak a Drina Farkasok, a Boszniai Szerb Köztársaság rendőri egysége által elfoglalt laktanyán keresztül volt elérhető. A sírt nem kifejezetten erre a célra ásták: korábban kőbánya és szemétlerakó volt. A nyomozók a helyszínen sok zöld üvegszilánkot találtak, amelyeket a közeli Vitinka palackozó rakott le oda. Ez egyúttal megkönnyítette a kapcsolat bizonyítását a Čančari út mentén található másodlagos sírokkal. A kozluki sírt 1995. szeptember 27-e előtt részben kihantolták, de ennek ellenére nem kevesebb, mint 340 holttestet találtak ott. 237 esetben egyértelmű volt, hogy puskalövés következtében haltak meg: 83 esetben egyetlen fejlövéstől, 76-nál egy lövéstől a törzstájékon keresztül, 72-nél több golyó ütötte sebtől, 5 esetben a lábat ért sérüléstől és egy személy esetében a karján ütött, golyó által okozott sebektől. Az áldozatok életkora 8 és 85 év közötti volt. Néhányan, esetenként amputáció következtében testi fogyatékossá váltak. Sokukat egyértelműen ruhacsíkokkal vagy nejlonzsinórral kötözték meg.
A Čančari út mentén tizenkét tömegsír található, amelyek közül csak kettőt – a Čančari úti 3.-at és a 12.-t – vizsgálták meg részletesen. A Čančari út 3., amint azt a Vitinka-gyár üvegszilánkjai és címkéi mutatták, egyértelműen a kozluki kivégzőhelyhez kötődő másodlagos sír volt. Itt 158 áldozat maradványait találták meg, amelyek közül 35 holttest még többé-kevésbé sértetlen volt, és arra utalt, hogy a legtöbben lövések következtében vesztették életüket.

#### Július 13 – 18: Bratunac – Konjević Polje út
Július 13-án Konjević Polje közelében a szerb katonák több száz bosnyákot, köztük nőket és gyermekeket végeztek ki. A Bratunac-Konjević Polje úton menekülni próbáló férfiakkal közölték, hogy betartják a Genfi Egyezményt, ha megadják magukat. Bratunacban azt mondták a férfiaknak, hogy a szerb katonák azért állnak ott, hogy elkísérjék őket Zágrábba fogolycserére. A szerbek által a holland békefenntartóktól elvett ENSZ-egyenruhák és ENSZ-járművek látható jelenléte a megnyugvást kívánta növelni. Július 17-18-án Konjevic Polje környékén szerb katonák mintegy 150-200 bosnyákot fogtak el, akiknek mintegy felét kivégezték.

#### Július 18 – 19: Nezuk–Baljkovica frontvonal
A baljkovicai folyosó lezárása után több külön csoport megpróbált boszniai területre szökni. A legtöbbet a VRS csapatai fogták el Nezuk–Baljkovica térségében, és a helyszínen megölték őket. Nezuk környékén mintegy 20 kisebb csoport adta meg magát a boszniai szerb erőknek. Miután a férfiak megadták magukat, a boszniai szerb katonák megparancsolták nekik, hogy álljanak sorba, és rövidesen kivégezték őket. Július 19-én például Nezuknál a 16. Krajinai dandár egységei, amelyek akkor a Zvorniki-dandár parancsnoksága alatt működtek, egy hozzávetőlegesen 11 fős csoportot öltek meg. A jelentések azt mutatják, hogy július 19-én további 13 embert öltek meg Nezuknál, akik mind az ARBiH katonái voltak. A tuzlai menetoszlopról készült jelentésben szerepel egy ARBiH katona beszámolója, aki több, szerb rendőrök által végrehajtott kivégzésnek volt tanúja aznap. Ő azért élte túl, mert, miután az ARBiH elfogott egy VRS tisztet Baljkovicán, a szerbeknek 30 ARBiH-katonára volt szükségük a fogolycseréhez. A katonát 1995 végén cserélték ki; akkor még 229 srebrenicai férfi, köztük két 1994-ben fogságba esett férfi tartózkodott a batkovici hadifogolytáborban.
Ugyanakkor a boszniai szerb belügyi erők a terepet Kamenicától Snagovoig átkutatva nyolc bosnyákot öltek meg. A jelentések szerint a régi út közelében, Snagovo mellett, mintegy 200, automata gépfegyverrel és vadászpuskával felfegyverzett muszlim bujkált. A délelőtt folyamán körülbelül 50 bosnyák Pandurica térségében megtámadta a Zvorniki dandár frontvonalát, és megpróbáltak áttörni a boszniai kormányerők által ellenőrzött területre. A dandár vezetése azt tervezte, hogy másnap ezt a két csoportot minden rendelkezésre álló erővel körülveszi és megsemmisíti.

#### Július 20 – 22: Meces területe
Az ICTY Radovan Karadžić és Ratko Mladić ellen emelt vádjai szerint 1995. július 20-21-én Meces falu közelében a VRS személyzete megafonok segítségével felszólította a Srebrenicából menekülő bosnyák férfiakat, hogy adják meg magukat, és biztosították őket, hogy biztonságban lesznek. Körülbelül 350 férfi válaszolt ezekre a kérésekre és megadta magát. A katonák ezután körülbelül 150-et elvittek közülük, utasították őket, hogy ássák meg saját sírjukat, majd rövidesen kivégezték őket.

### A mészárlás után

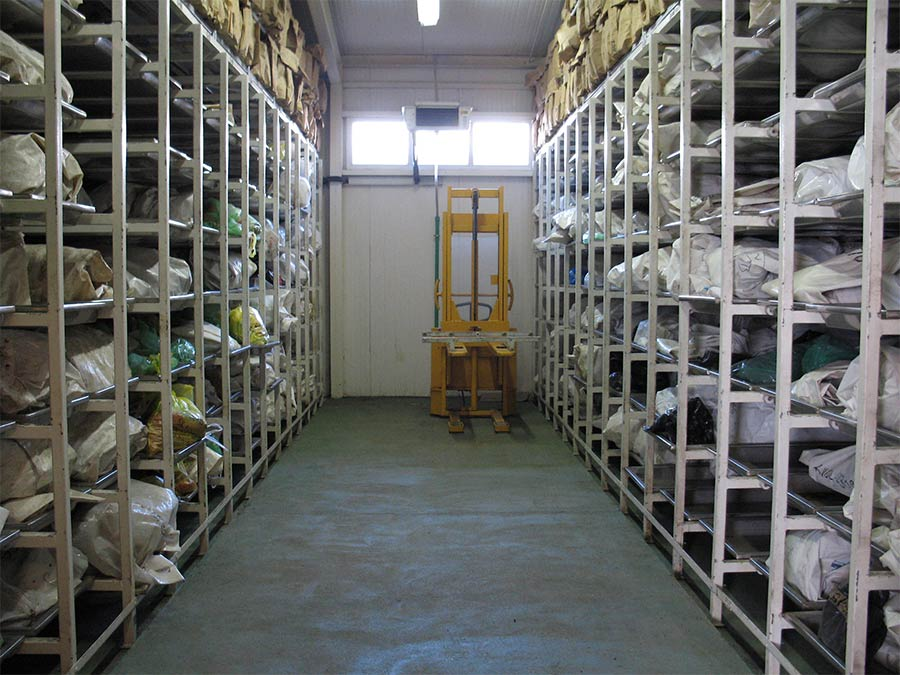
Az ICMP Podrinje Identification Project-jét (PIP) azért hozták létre, hogy elsősorban az 1995-ös srebrenicai mészárlás áldozatainak azonosításával foglalkozzon. A PIP egy külön létesítményt tart fenn az exhumált maradványok tárolására, feldolgozására és kezelésére. A maradványok nagy része csak töredék vagy kevert testtöredék, mivel másodlagos tömegsírokból kerültek elő. A fotó a hűtött tároló egy részét ábrázolja.

A mészárlást követő napokban amerikai kémrepülőgépek repültek át Srebrenica területén, és fényképeket készítettek, amelyeken látható volt, hogy a város körül hatalmas területeken távolították el a földet, ami a tömeges temetések jele volt.
Július 22-én a Zvorniki dandár parancsnoka, Vinko Pandurević alezredes megkérte a Drinai hadtestet, hogy állítsanak fel egy bizottságot a fogolycserék felügyeletére. Utasítást kért továbbá, hogy az egysége által már elfogott hadifoglyokat hova vigyék, és kinek adják át. Körülbelül 50 sebesült foglyot szállítottak a bratunaci kórházba. A foglyok egy másik csoportját a batkovići táborba (Bijeljina mellett) vitték, ezeket később többnyire kicserélték. Július 25-én a Zvorniki dandár további 25 ARBiH katonát ejtett foglyul, akiket közvetlenül a batkovići táborba vittek, és ugyancsak így tettek a másnap elfogott 34 ARBiH katonával.
A Zvorniki dandár jelentései szerint még július 31-ig folytatták a menekültek felkutatását és a kisebb csoportjainak elfogását.
Számos bosnyáknak Ljubovijánál és Bajina Baštánál sikerült átkelnie a Drina folyón Szerbiába. Közülük 38-at visszaküldtek a boszniai szerbeknek. Néhányat a batkovići táborba vittek, ahol kicserélték őket. A többség sorsa nem derült ki. Néhányan, akik megpróbáltak átkelni a Drinán, megfulladtak. 1995. július 17-ig 201 bosnyák katona érkezett Žepába, kimerülten és sokan könnyű sebekkel. Július 28-ig újabb 500-an érkeztek Srebrenicából Žepába. 1995. július 19-e után még napokig és hónapokig kis bosnyák csoportok bujkáltak az erdőben, és igyekeztek elérni Tuzlát. Számos menekült volt egy időre elzárva a külvilágtól az Udrc-hegy környékén is. Nem tudták, mit tegyenek ezután, vagy hová menjenek, és csak zöldségek és csigák evésével sikerült életben maradniuk. Az Udrc-hegy bujdosók helyszínévé vált, de a boszniai szerbek ezt is átfésülték, és egy túlélő szerint sok embert megöltek ott.
Eközben a VRS Srebrenica, Žepa, Kamenica és Snagovo környékéről megkezdte a holttestek elszállítását. Ebben munkáscsoportok és önkormányzati szolgálatban levők segítettek. Srebrenicában összegyűjtötték és elégették az utcákon az emberek távozása után elszórt szemetet, a várost pedig fertőtlenítették.

#### Vándorok
A menetoszlop azon részén, amely még nem érte el Kamenicát, sokan nem akarták feladni magukat, és úgy döntöttek, hogy visszafordulnak Žepa felé. Mások ott maradtak, ahol voltak, és kisebb, legfeljebb tízfős csoportokra oszlottak. Néhányan hónapokig bolyongtak, vagy egyedül, vagy két-, négy- vagy hatfős csoportokban. Miután Žepát is elfoglalták a szerbek, még tovább kellett menniük, és vagy megpróbálták elérni Tuzlát, vagy átkeltek a Drina folyón Szerbiába. 

#### A „Zvornik 7” csoport
A leghíresebb, hét emberből álló csoport egész télen át a megszállt területen bolyongott. 1996. május 10-én, kilenc hónapos szökés után és több mint hat hónappal a háború vége után amerikai IFOR katonák fedezték fel őket egy kőbányában. A bujdosók azonnal a járőrhöz fordultak, akik átkutatták őket, és fegyvereiket (két pisztolyt és három kézigránátot) lefoglalták. A férfiak elmondták, hogy az enklávé eleste óta Srebrenica közvetlen közelében bujkáltak. Mivel nem tűntek katonának, és az amerikaiak úgy döntöttek, hogy a vizsgálatuk a rendőrség dolga. Ennek az amerikai egységnek a hadműveleti tisztje elrendelte, hogy egy szerb járőrt kísérjenek be a kőbányába, ahol a férfiakat a szerbeknek adják át.
A foglyok elmondták, hogy az átszállítás után kezdetben megkínozták őket, de később viszonylag jól bántak velük. 1997 áprilisában a Boszniai Szerb Köztársaság helyi bírósága elítélte a Zvornik 7 néven ismert csoportot lőfegyverek illegális birtoklása miatt, és közülük hármat négy szerb favágó meggyilkolásáért. Az ítélet kihirdetésekor a Boszniai Szerb Köztársaság TV műsorvezetője „a srebrenicai muszlim terroristák csoportjaként jellemezte őket, akik tavaly szerb civileket mészároltak le”. A nemzetközi közösség mint „kirívó igazságszolgáltatási tévedést” széles körben elítélte a pert, és az ítéletet később a nemzetközi közösség nyomására „eljárási hibák miatt” hatályon kívül helyezték. 1999-ben a Zvornik 7-ügy három fennmaradó vádlottját fogolycserével három szerbre cserélték, akik egyenként 15 évet töltenek egy boszniai börtönben.

#### Újratemetések a másodlagos tömegsírokban
Körülbelül 1995. augusztus 1. és 1995. november 1. között szervezett erőfeszítések folytak a holttesteknek az elsődleges tömegsírhelyekből való eltávolítására, és másodlagos, vagy harmadlagos sírhelyekbe történő elszállítására. Az ICTY „Blagojević – Jokić” ügyben eljáró tanácsa megállapította, hogy ez az újratemetési kísérlet a tömeggyilkosságok bizonyítékainak eltüntetésére tett kísérletet volt. Az eljáró tanács megállapította, hogy az eltüntető akciót a VRS törzse rendelte el, majd a Bratunaci és a Zvorniki dandár katonái hajtották végre. Az eltüntetési művelet közvetlen hatással volt a maradványok felkutatására és azonosítására. A holttesteket eltávolításuk és újratemetésük során feldarabolták és összekeverték, ami megnehezítette a törvényszéki nyomozók számára a maradványok azonosítását. Például egy konkrét esetben egy ember maradványait, egymástól 30 km távolságra fekvő két különböző helyen találták meg. A tömegsíroknál talált kötözőanyagok és szemkötők mellett a holttestek elrejtésére irányuló erőfeszítést is a mészárlások szervezettségének és az áldozatok nem harcoló státuszának bizonyítékának tekintették, minthogy ha az áldozatok normál harci műveletek során haltak volna meg, nem kellett volna elrejteni a maradványokat.

### A görög önkéntesek ügye
Az AFP francia hírügynökség szerint egy tucat görög önkéntes harcolt a szerbek mellett Srebrenicánál. Az önkéntesek a Görög Önkéntes Gárdának (ΕΕΦ), a görög félkatonai csapatokból álló kontingens tagjai voltak, amelyet a Drinai hadtest szerves részeként Ratko Mladić kérésére hoztak létre. A görög önkénteseket az a vágy motiválta, hogy a harcban támogassák „keleti ortodox testvéreiket”.  A város eleste után Mladić kérésére „az oldalunkon harcoló bátor görögök tiszteletére” a görög zászlót is kitűzték Srebrenicánál. Radovan Karadžić ezt követően közülük négyet kitüntetett.
2005-ben Andreasz Andrianopoulosz a görög képviselő kérte, hogy vizsgálják meg a görög önkéntesek szerepét Srebrenicában. Ez alapján a görög igazságügyi miniszter Anasztasziosz Papaligourasz vizsgálatot rendelt el, amely 2010-ig nem ért véget. 2009-ben Sztavrosz Vitalisz bejelentette, hogy az önkéntesek nevében beperelte Takisz Michasz írót az „Unholy Alliance” című könyvében olvasható rágalmazás miatt, amelyben Michas a görög állam a szerbeknek a boszniai háború alatt nyújtott hallgatólagos támogatásának egyes aspektusait ismertette. Ragaszkodva ahhoz, hogy az önkéntesek egyszerűen részt vettek abban, amit a város „visszafoglalásának” nevez, Vitalisz elismerte, hogy magas rangú szerb tisztekkel ő maga is jelen volt Srebrenica szerbek általi elfoglalására irányuló „minden műveletben”. Michas elmondta, hogy az önkénteseket hősként kezelték, és a görög igazságszolgáltatás soha nem kereste meg őket annak érdekében, hogy kivizsgálják tudásukat a lehetséges bűncselekményekről, hogy ezzel is segítsék a hágai ICTY munkáját.

### A háború utáni események

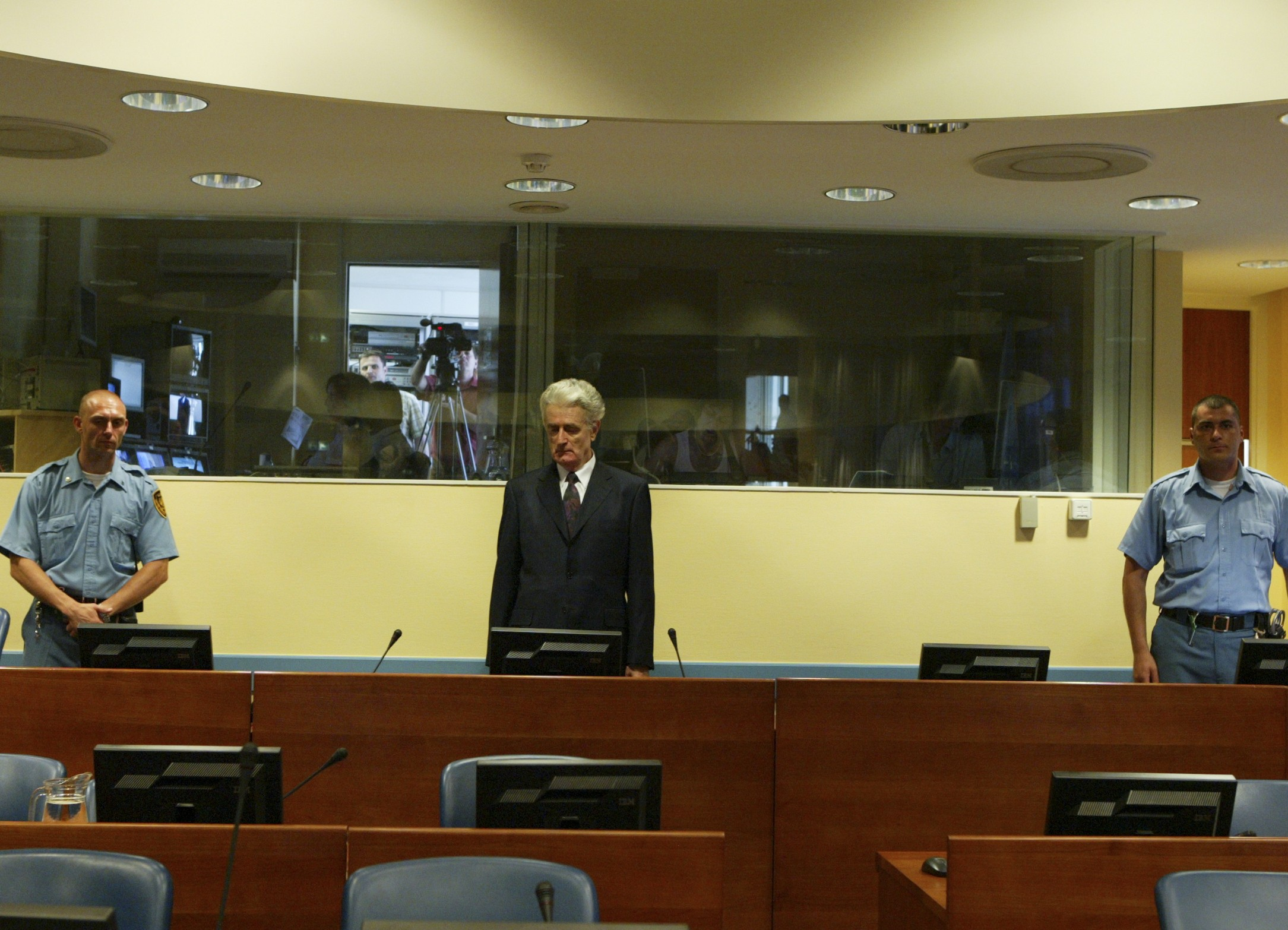
Radovan Karadzic a Nemzetközi Törvényszék előtt

A srebrenicai boszniai muszlim lakosság ellen 1995 júliusában elkövetett háborús bűnök állítólagos közvetlen felelőssége miatt 1995. november 16-án az ICTY vád alá helyezte Radovan Karadžićot, a Boszniai Szerb Köztársaság elnökét és Ratko Mladićot, a VRS parancsnokát.
1999-ben Kofi Annan ENSZ-főtitkár benyújtotta jelentését Srebrenica elestéről. Ebben elismerte, hogy a nemzetközi közösség egészének vállalnia kell a felelősséget annak érdekében, hogy megfelelő válsazt adjon az etnikai tisztogató akciókra, amelynek tetőpontja a város mintegy 7000 fegyvertelen civil lakosának meggyilkolása volt egy olyan területen, amelyet a Biztonsági Tanács „biztonsági övezetnek” nyilvánított.

#### A holland NIOD-jelentés
A Dutchbat kudarca a Srebrenica enklávé védelmében nemzeti traumává vált és hosszan tartó vitákhoz vezetett Hollandiában. 1996-ban a holland kormány felkérte a Holland Háborús Dokumentációs Intézetet (NIOD), hogy végezzen kutatást a Srebrenica bukása előtti, alatti és utáni eseményekről. Az eredményül kapott jelentést 2002-ben tették közzé – Srebrenica: „biztonsági” övezet néven. A jelentés arra a következtetésre jutott, hogy a Dutchbat küldetése nem volt átgondolva és szinte lehetetlen feladatot kellett volna teljesítenie. A NIOD-jelentést gyakran idézik, az Institute for War and Peace Reporting (IWPR) nevű független szervezet azonban „ellentmondásosnak” minősítette, mivel a benne foglalt információk bősége lehetővé teszi, hogy bárki a saját álláspontja alátámasztására idézzen belőle. A jelentés egyik szerzője azt állította, hogy egyes források „megbízhatatlanok”, és csak egy másik szerző érvelésének alátámasztására használták fel őket. A jelentés eredményeként a holland kormány részben politikai felelősséget vállalt a mészárlás körülményeiért és Wim Kok második kormánya 2002-ben lemondott.

#### Az első szerb jelentés
2002 szeptemberében a Boszniai Szerb Köztársaság Kapcsolatok Hivatala az ICTY-vel kiadta a „Jelentés a Srebrenica-ügyről” című, Darko Trifunović által jegyzett dokumentumot, melyet számos vezető boszniai szerb politikus támogatott. A szerző arra a következtetésre jutott, hogy a harcok során 1800 boszniai muszlim katona halt meg, további 100 pedig a kimerültség következtében hunyt el. „A boszniai szerbek által személyes bosszúból vagy a nemzetközi jog ismeretének hiányában meggyilkolt muszlim katonák száma valószínűleg körülbelül 100... Fontos az elkövetők nevének feltárása annak érdekében, hogy pontosan és egyértelműen megállapíthassuk, hogy ezek valóban elszigetelt esetek voltak.” A jelentés megvizsgálta a tömegsírokat is, azt állítva, hogy azok higiéniai okokból készültek, megkérdőjelezik az eltűnt személyek listáinak jogosságát, és kétségbe vonják az egyik koronatanú mentális egészségét és történetének hitelességét.  A Nemzetközi Válságtanács és az Egyesült Nemzetek Szervezete elítélte a jelentésben szereplő nyilatkozatok manipulálását.

#### A srebrenicai népirtás emlékműve

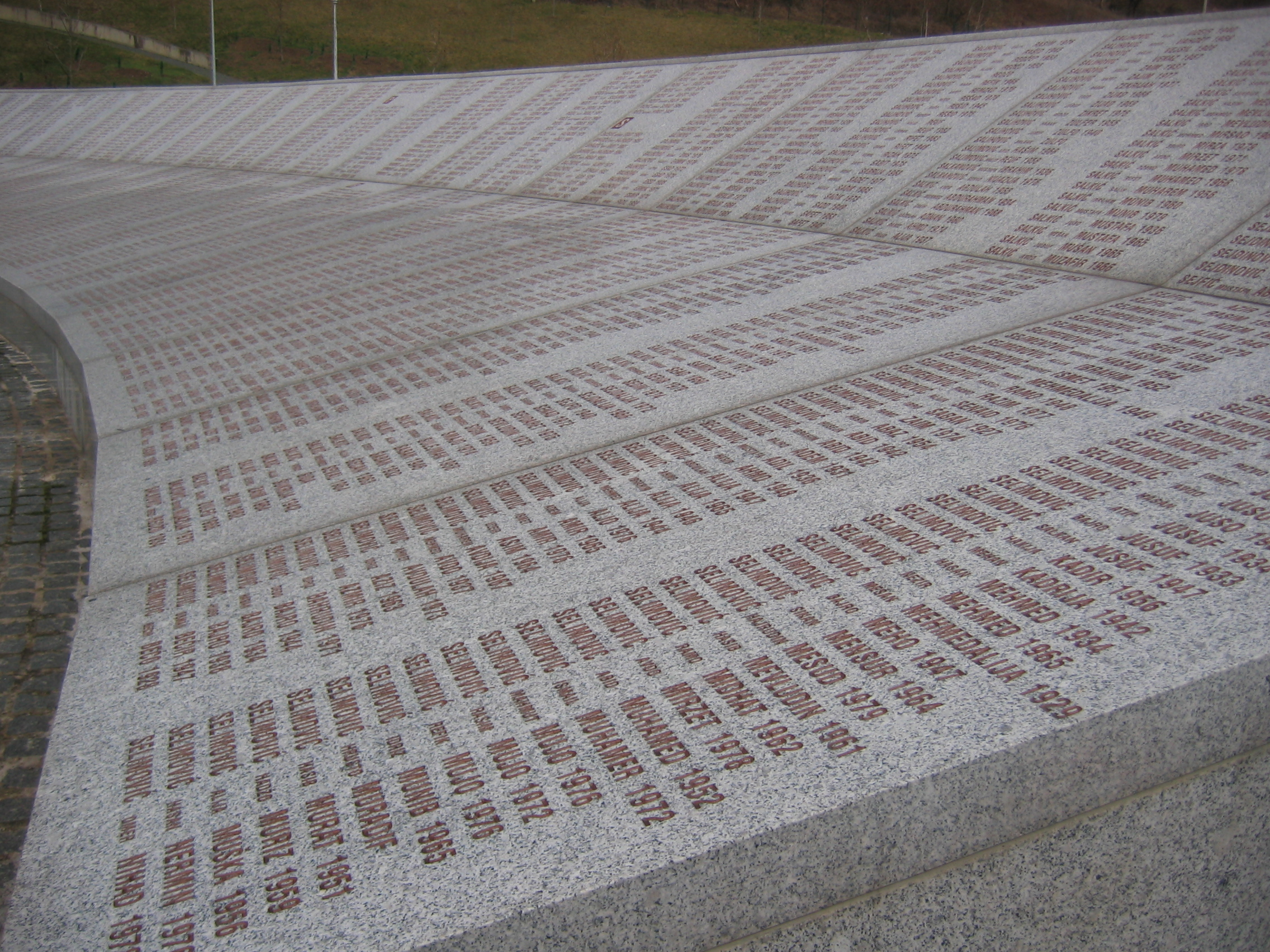
A srebrenicai népirtás emlékművének részlete a nevekkel.

2003. szeptember 30-án Bill Clinton volt amerikai elnök a népirtás áldozatainak tiszteletére hivatalosan is felavatta a srebrenicai népirtás emlékművét. A projekt összköltsége körülbelül 5,8 millió dollár volt. „Tisztelgetnünk kell az ártatlan életek előtt, akik közül sokan olyan gyerekek voltak, akik abban az őrületben vesztek el, mely csak népirtásnak nevezhető” – mondta Clinton.

#### A második szerb jelentés és a hivatalos bocsánatkérés
2003. március 7-én a Bosznia-Hercegovinai Emberi Jogi Kamara határozatot hozott, amelyben többek között felszólította a Boszniai Szerb Köztársaságot, hogy folytassa le a srebrenicai események teljes körű kivizsgálását, és legkésőbb 2003. szeptember 7-én tegye közzé az eredményeket. A kamara határozatának nem volt kényszerítő ereje, mert a testület 2003 végén megszűnt. A Boszniai Szerb Köztársaság ezután két jelentést tett közzé, 2003. június 3-án és 2003. szeptember 5-én, amelyekről az Emberi Jogi Kamara megállapította, hogy nem teljesítette kötelezettségeit. 2003. október 15-én a bosznia-hercegovinai főképviselő, Paddy Ashdown megjegyezte, hogy „az igazságot a boszniai szerb kormánytól megtudni annyi, mint kihúzni a rossz fogakat”, azonban üdvözölte a szeptemberi jelentésben szereplő ajánlást, hogy hozzanak létre egy független bizottságot a srebrenicai események kivizsgálására, és hat hónapon belül készítsenek jelentést.
A Srebrenicai Bizottság, hivatalos elnevezése „Az 1995. július 10. és 19. között Srebrenicában és környékén történt események kivizsgálásával foglalkozó bizottság” volt, mely 2003 decemberében jött létre, és nyújtotta be zárójelentését, majd 2004. június 4-én tett egy kiegészítést. 2004. október 15-én a késedelmes tájékoztatást követően  a jelentés elismerte, hogy hivatkozva az ideiglenes 7800-as számra, legalább 7000 férfit és fiút öltek meg a boszniai szerb erők.
A jelentésben a „korlátozott idő” és az „erőforrások maximalizálása” miatt a bizottság „elfogadta a történelmi hátteret és a Radislav Krstić másodfokú ítéletében megállapított tényeket, nevezetesen az ICTY azon megállapítását, hogy a vádlottak segítették és támogatták a Srebrenicában elkövetett népirtást. A bizottság megállapításait továbbra is vitatják a szerb nacionalisták, akik azt állítják, hogy a főképviselő erős nyomást gyakorolt a bizottságra, tekintettel arra, hogy egy korábbi kormányjelentést, amely felmentette a szerbeket a népirtás vádja alól, elutasították. Ennek ellenére Dragan Čavić, a Boszniai Szerb Köztársaság elnöke egy televíziós beszédében elismerte, hogy a szerb erők a nemzetközileg elfogadott jogszabályok megsértésével több ezer civilt öltek meg, és kijelentette, hogy Srebrenica a szerb történelem sötét fejezete.
2004. november 10-én a Boszniai Szerb Köztársaság kormánya hivatalos bocsánatkérést adott ki. A nyilatkozat a srebrenicai bizottság jelentésének kormányzati felülvizsgálata után született. „A jelentés elismeri, hogy 1995 júliusában Srebrenica térségében súlyos bűncselekményeket követtek el. A boszniai szerb kormány osztozik a srebrenicai áldozatok családjainak fájdalmában, őszintén sajnálja és bocsánatot kér a tragédiáért” – közölte a boszniai szerb kormány.

### A Holland Legfelsőbb Bíróság ítélete
A Holland Legfelsőbb Bíróság 2013. szeptember 6-án kelt ítéletében Hollandiát, mint államot felelősnek találta három meggyilkolt férfi haláláért. A bíróság azt is megállapította, hogy Hollandia kormánya volt az, amely tényleges irányítást gyakorolt csapatai felett. A bíróság ennek indoklására az állami felelősségről szóló 8. törvénycikket hozta fel, amelyet a felelősséget úgy definiálja, mint „tényleges ellenőrzést konkrét magatartás felett”. Az ítélet azt is jelentette, hogy a népirtás áldozatainak hozzátartozói kártérítésért perelhetik Hollandia kormányát.

### Oroszország vétója
2015. július 8-án Oroszország megvétózta az Egyesült Nemzetek Szervezete Biztonsági Tanácsának azon határozatát, amely a srebrenicai mészárlást népirtásként ítélte volna el. A határozattal kapcsolatban, mely 8000 muszlim férfi és fiú meggyilkolásának 20. évfordulója alkalmából készült, Kína, Nigéria, Angola és Venezuela tartózkodott, a tanács fennmaradó tizedik tagja pedig igennel szavazott. A vétót méltatta Tomislav Nikolić szerb elnök, aki szerint Oroszország, mely igaz és őszinte barátnak bizonyult „megakadályozta azt a kísérletet, hogy az egész szerb nemzetet népirtónak minősítsék”.

## A DNS-elemzés
A 2020. júliusi állapot szerint az Eltűnt Személyek Nemzetközi Bizottsága (ICMP), főként az exhumáltak maradványainak DNS-elemzésével, és az eltűntek hozzátartozói által adományozott vérmintákból nyert DNS-profilok egyeztetésével, 6993 olyan személyt azonosított, akik Srebrenica 1995. júliusi eleste után tűntek el. A szervezet becslései szerint a halálos áldozatok teljes száma valamivel több mint 8000 volt.

## Jogi eljárások

### A volt Jugoszláviával foglalkozó Nemzetközi Törvényszék

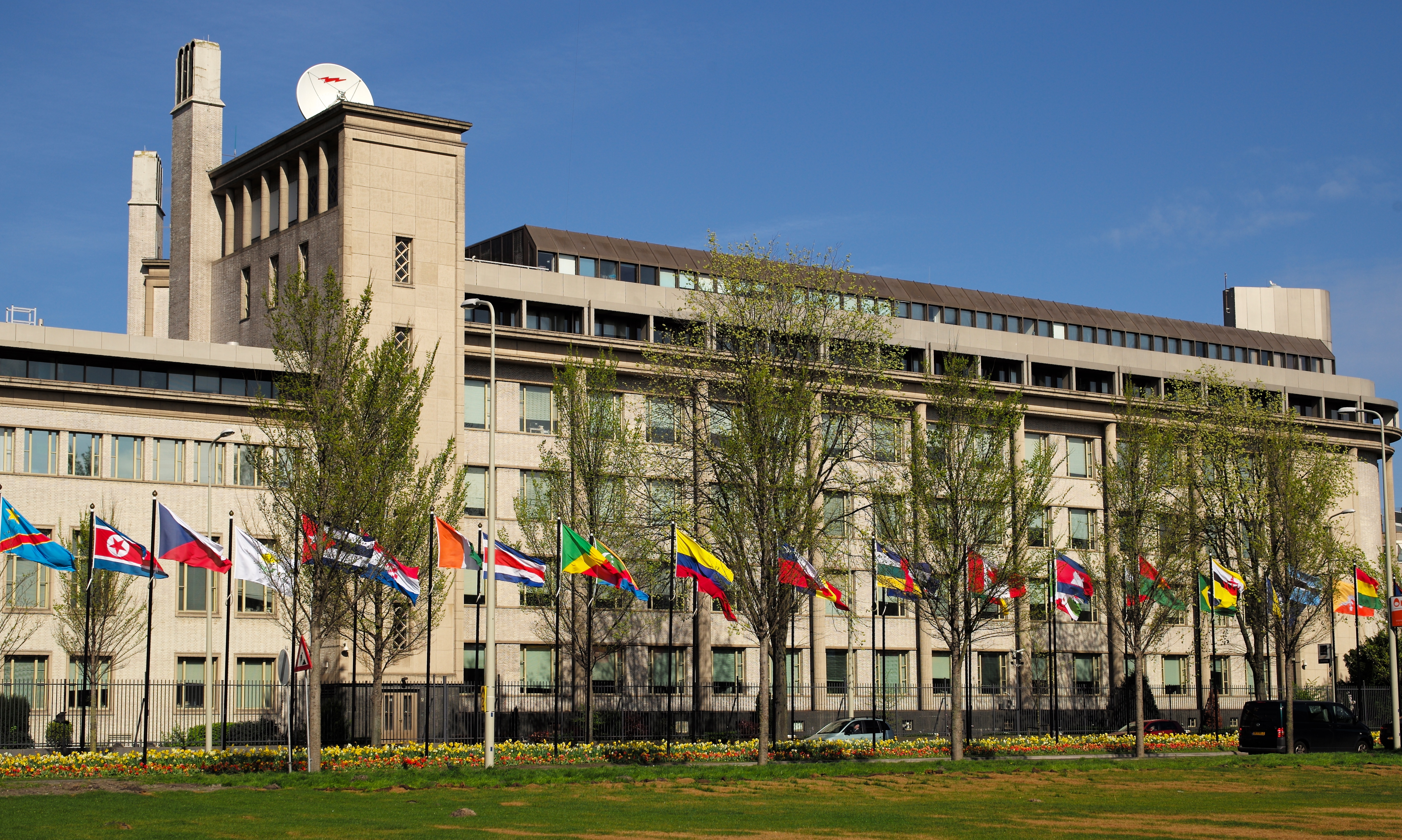
Az ICTY hágai székháza

Az Egyesült Nemzetek Szervezete Biztonsági Tanácsának 827. sz. határozata határozata értelmében a Biztonsági Tanács a nemzetközi humanitárius jog megsértéséért, köztük a népirtásért felelős személyek bíróság elé állítására, létrehozta a a volt Jugoszláviával foglalkozó Nemzetközi Törvényszéket (ICTY).
A törvényszék a srebrenicai népirtásban való részvételük miatt, a Boszniai Szerb Köztársaság hadseregének két tisztjét ítélte el, Radislav Krstićet és Vidoje Blagojevićet. Krstić tábornokot, aki Ratko Mladić mellett vezette a Srebrenica elleni támadást, a törvényszék népirtásban való közreműködésért ítélte el, és 35 év börtönbüntetést kapott. Blagojević ezredest 18 év börtönbüntetésre ítélték emberiesség elleni bűncselekmények miatt. Krstić volt az első európai, akit a nürnbergi per óta a nemzetközi törvényszék népirtás vádjával elítélt és csak a harmadik olyan személy, akit valaha is elítélt egy nemzetközi bíróság az 1948-as, a népirtás megelőzéséről és büntetéséről szóló egyezmény aláírása óta. Az ICTY a Krstić elleni ügyben hozott jogerős ítélete a srebrenicai mészárlást népirtásnak nyilvánította:
|  | „A boszniai szerb erők a boszniai muszlimok egy részének felszámolására törekedve népirtást követtek el. Célul tűzték ki a Srebrenicában élő 40 000 boszniai muszlim kiirtását, amely népcsoport a boszniai muszlimok emblematikus jelképe volt. Minden férfi muszlim foglyot, katonát és civilt, időset és fiatalt megfosztottak személyes tárgyaiktól és személyazonosságuktól, és szándékosan és módszeresen, kizárólag személyazonosságuk alapján, öldösték le őket.” |
|  | |

Slobodan Miloševićet a Bosznia-Hercegovinán belüli területeken, (beleértve Srebrenicát is) elkövetett népirtással, illetve bűnrészességgel vádolták, de ő 2006. március 11-én, még az ICTY-per során meghalt, így ügyében nem hoztak ítéletet.
2010. június 10-én hét magas rangú szerb katona- és rendőrtisztet, Vujadin Popovićot, Ljubiša Bearát, Drago Nikolićot, Ljubomir Borovčanint, Vinko Pandurevićet, Radivoje Miletićet és Milan Gverót találták bűnösnek különféle bűncselekményekben, a népirtástól a gyilkosságig és a deportálásig. Popovićot és Bearát bűnösnek találták népirtásban, megsemmisítésben, gyilkosságban és a népirtás miatti üldözésben, és életfogytiglani börtönbüntetésre ítélték. Nikolićot bűnösnek találták népirtásban, kipusztításban, gyilkosságban és üldözésben való közreműködésben, és 35 év börtönt kapott. Borovčanint a megsemmisítéshez hozzájáruló gyilkosságban, üldöztetésben, erőszakos deportálásban, gyilkosságban, mint emberiesség elleni bűncselekményekben és a háborús szokások megsértése miatt ítélték el, és 17 év börtönbüntetésre ítélték. Miletićet többrendbeli gyilkosságban, üldöztetésben és embertelen cselekményekben, különösen erőszakos deportálásban találták bűnösnek, és 19 év börtönt kapott. Gverót bűnösnek találták üldözésben és embertelen cselekményekben, és öt év börtönbüntetésre ítélték, de felmentették az egy rendbeli gyilkosság és az egy rendbeli kitoloncolás vádja alól. Pandurevićot bűnösnek találták gyilkosságban, üldöztetésben és embertelen cselekményekben, de felmentették a népirtás, a kiirtás és a deportálás vádja alól, és 13 év börtönre ítélték. 2010. szeptember 10-én, miután az ügyészség fellebbezést nyújtott be, Vujadin Popović, Ljubiša Beara, Drago Nikolić, Vinko Pandurević, Radivoje Miletić és Milan Gvero büntetési tételei változhatnak.

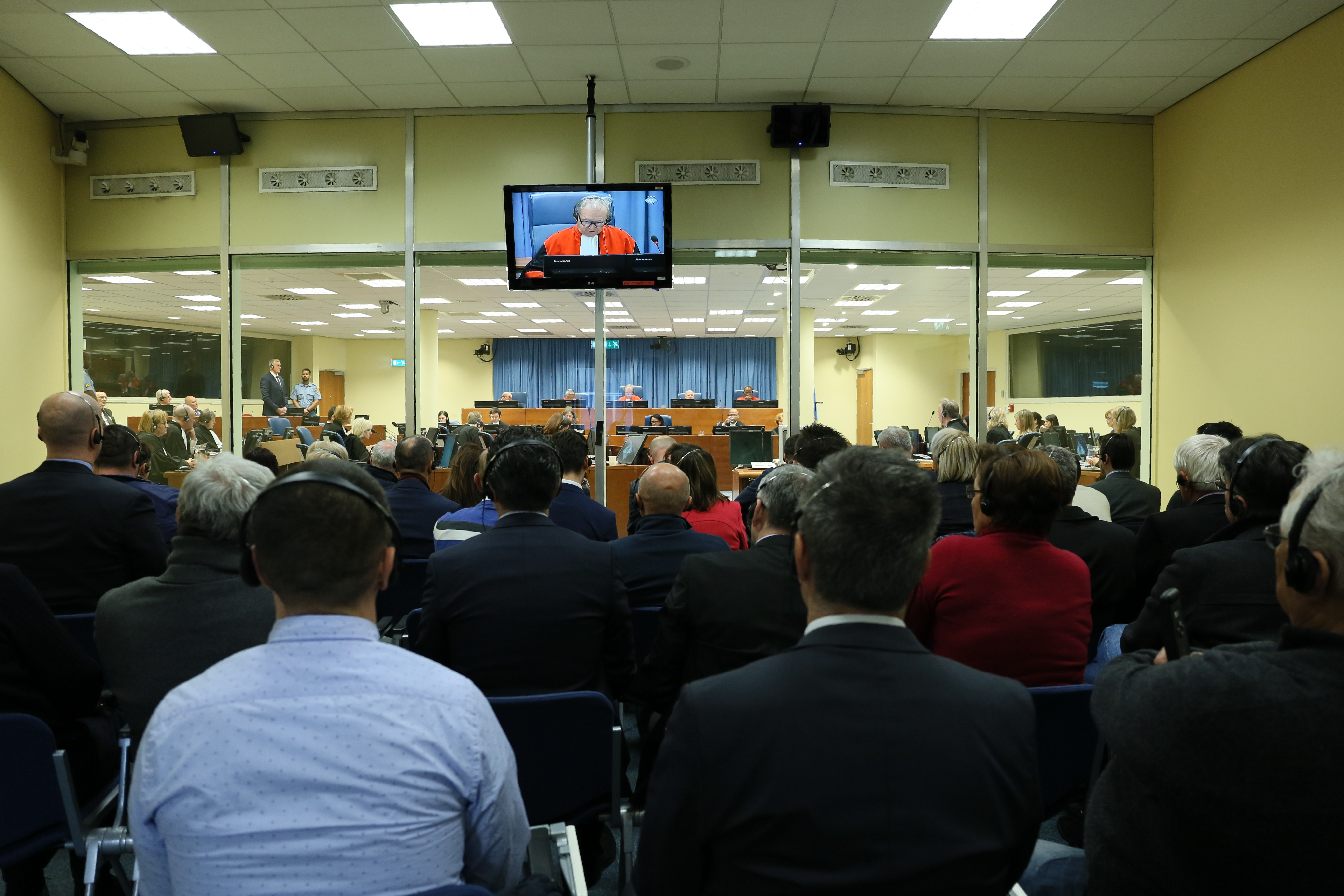
Tárgyalás az ICTY tárgyalótermében

2011-ben 27 év börtönbüntetésre ítélték a Jugoszláv Néphadsereg vezérkari főnökét, Momčilo Perišićet, mert segédkezett a gyilkosságok elkövetésében azzal, hogy a VRS tisztjeinek fizetést, állománynak pedig lőszert és üzemanyagot biztosított. A bírák azonban úgy ítélték meg, hogy Perišić nem gyakorolt hatékony ellenőrzést Mladić és más, a bűncselekményekben érintett VRS-tisztek felett. Az eljáró tanács szerint a bizonyítékok azt igazolták, hogy Perišićnek nem volt lehetősége kötelező érvényű parancsokat adni Mladićnak.
2007. május 31-én szerb és bosnyák rendőrség letartóztatta Zdravko Tolimirt, a Boszniai Szerb Köztársaság hadseregének volt tábornokát, aki már régóta szökésben volt, és aki ellen az ICTY ügyésze az 1992–1995-ös boszniai háborúban elkövetett népirtás miatt vádat emelt. Tolimir – „Zdravko vegyész” – arról volt hírhedt, hogy vegyi fegyverek bevetését kérte, és katonai csapásokat javasolt a menekültek ellen Žepánál.  Tolimir Ratko Mladić hírszerzésért és biztonságért felelős helyettese, valamint Srebrenica ostroma idején kulcsszerepet betöltő parancsnok a feltételezések szerint a Mladićot védő és az igazságszolgáltatás elkerülésében segítő támogató hálózat egyik szervezője volt. Tolimir pere, melyben a vádlott önmaga képviseletét választotta, 2010. február 26-án kezdődött.
Az ICTY Radovan Karadžić és Ratko Mladić ellen, Bosznia-Hercegovina több településén, köztük Srebrenicában elkövetett népirtásért és népirtásban való közreműködésért emelt vádat. Karadžićot 2008. július 21-én, Mladićot pedig 2011. május 26-án fogták el Szerbiában. Karadžić 2008. augusztus 29-én, a háborús bűnökkel foglalkozó törvényszék előtti második megjelenése alkalmával kifogással élt, ezt követően a bírák vele kapcsolatban hivatalosan az ártatlanság vélelmét megerősítő „nem bűnös” nyilatkozatot tettek. Karadžić ragaszkodott ahhoz, hogy magát védje, miközben felállított egy jogi tanácsadói csapatot. Karadžićot és Mladićot Srebrenicában, valamint Bosznia más területein (beleértve Prijedort, Kljucot, Fočát és Zvornikot) elkövetett kétrendbeli népirtással és más háborús bűnökkel vádolták. Karadžićot és Mladićot külön-külön a következőkkel vádolták meg: 
- 1. Népirtás: Bratunac, Foča, Ključ, Kotor Varoš, Prijedor, Sanski Most, Vlasenica és Zvornik településeken. Ez a vádpont kikerült a Karadzic-perből, mivel az ICTY a bizonyítékokat nem találta elégségesnek ahhoz, mely alapján megállapítható lenne, hogy Bosznia-Hercegovina ezen településein népirtás történt.
- 2. Népirtás: Srebrenica.
- 3. Politikai, faji és vallási okok miatti üldözés, emberiség elleni bűn. Banja Luka, Bijeljina, Bosanska Krupa, Bosanski Novi (ma Novi Grad), Bratunac, Brčko , Foča, Hadžići, Ilidža, Kalinovik, Ključ, Kotor Varoš, Novo Szarajevó, Pale, Prijedor, Rogatica, Sanski Most, Sokolac, Trnovo, Vlasenica, Vogošća, Zvornik és Srebrenica településeken.
- 4. Kiirtás: emberiség elleni bűncselekmény.
- 5.Gyilkosság: emberiség elleni bűncselekmény.
- 6. Gyilkosság: a háború törvényeinek, illetve szokásjogának megsértése.
- 7. Deportálás: az emberiség elleni bűncselekmény.
- 8. Embertelen cselekedetek: (erőszakos kitelepítés), az emberiség elleni bűncselekmény.
- 9. Erőszakos cselekmények, amelyek elsődleges célja a terror terjesztése a polgári lakosság körében, a háború törvényeinek vagy szokásainak megsértése.
- 10. Civilek elleni jogellenes támadások, a háborús törvények, illetve szokásjog megsértése.
- 11. Túszok ejtése, a háború törvényeinek, illetve szokásainak megsértése.

### A Nemzetközi Bíróság eljárása
A fentieken kívül a Nemzetközi Bíróságon (ICJ) is a srebrenicai mészárlás volt a központi kérdés a boszniai népirtás ügyében folyt eljárásban. Bosznia-Hercegovina ugyanis a Nemzetközi Bíróság előtt népirtással vádolta meg Szerbiát és Montenegrót. Az ICJ 2007. február 26-án hozta nyilvánosságra ítéletét, amely egyetértett azzal, hogy az ICTY népirtásként ismerte el a srebrenicai mészárlást. Bár Szerbiát felmentettea boszniai háború alatti népirtásban való közvetlen részvételtől, de úgy ítélte meg, hogy Belgrád megsértette a nemzetközi jogot, mivel nem akadályozta meg az 1995-ös srebrenicai népirtást, és különösen Ratko Mladić tábornok tekintetében, nem próbálta meg a népirtással vádolt személyeket az ICTY-nek átadni, hogy eleget tegyen a népirtásról szóló egyezmény I. és VI. cikkében foglalt kötelezettségeinek. Szerbia nemzetbiztonságára tekintettel engedélyt kapott az ICTY-től, hogy katonai levéltárának egy részét a Slobodan Milošević elleni per során ne tárja a nyilvánosság elé, ami döntően befolyásolhatta az ICJ ítéletét a Bosznia-Hercegovina által Szerbia ellen indított perben. A katonai levéltár anyagai ezért nem szerepeltek az ICTY nyilvános irataiban – bár az ICJ magát a dokumentumokat idézhette volna, de ezt nem tette meg. A Legfőbb Ügyészség visszautasította azokat az állításokat, amelyek szerint Belgráddal megállapodás született volna az ICJ boszniai népirtási ügyben keletkezett iratainak elrejtésére.

### A nemzeti bíróságok eljárásai

#### Szerbia
A háborús bűnökkel foglalkozó szerbiai bíróság 2007. április 10-én az 1995. júliusi srebrenicai mészárlás során hat bosnyák kivégzéséért, összesen 58 év börtönbüntetésre ítélte a Scorpions félkatonai csoport négy tagját.

#### Bosznia – Hercegovina
2007. június 11-én az ICTY Milorad Trbicet, a Boszniai Szerb Köztársaság hadserege Zvorniki dandárának korábbi biztonsági főnökét Szarajevóba szállította, hogy népirtás vádjával bíróság elé álljon a Srebrenicában és környékén elkövetett tettei miatt. Bosznia-Hercegovina Bírósága Bűnügyi Osztályának háborús bűnökkel foglalkozó I. szekciója (a továbbiakban: a Bíróság).
Milorad Trbicet „a Bosznia-Hercegovinai Büntető Törvénykönyv (CC BiH) 171. cikke értelmében népirtással vádolta meg. … A per 2007. november 8-án kezdődött.
A Bosznia-Hercegovinai Bíróság előtt tárgyalt másik fontos ügy „Mitrović és társainak pere” volt. A vádlott a vádirat szerint az 1995. július 10. és 19. közötti időszakban, bűnszervezetben végrehajtott népirtás bűncselekményt követett el. Ezt a bűncselekményt a vád szerint az ország elleni széles körű és szisztematikus támadás részeként követték el. Ezt a bűncselekményt a srebrenicai biztonsági övezeten belül, a bosnyák nép elleni széleskörű és szisztematikus támadás részeként hajtották végre a Bosznia-hercegovinai Szerb Köztársaság hadserege (RSA) és belügyi csapatai azzal a közös tervvel, hogy megsemmisítsék a bosnyák nép egy csoportját. 2008. július 29-én, kétéves tárgyalás után a Bíróság a srebrenicai mészárlásban játszott szerepük miatt hét férfit talált bűnösnek népirtásban, közte 1000 bosnyák férfi egyetlen nap alatti végrehajtott kivégzésében. A bíróság megállapította, hogy a Srebrenicából szökni próbáló bosnyák férfiakkal közölték, hogy ha megadják magukat, biztonságban lesznek. Ehelyett Kravica faluba, egy mezőgazdasági szövetkezet telepére szállították, majd tömegesen kivégezték őket.
2010. április 20-án Horvátország a srebrenicai mészárlásban elkövetett népirtás vádjával letartóztatta Franc Kost, a Boszniai Szerb Köztársaság hadserege 10. kommandós különítményének tagját, aki ellen Bosznia-Hercegovina nemzetközi elfogatóparancsot adott ki.
2010. április 29-én az Egyesült Államok népirtás elkövetésének gyanúja miatt kiadta Bosznia-Hercegovinának Marko Boškićot. Ő később bűnösnek vallotta magát.
2011. január 18-án, miután a boszniai kormány benyújtotta kiadatási kérelmét Izrael letartóztatta Aleksandar Cvetkovićot, a boszniai szerb hadsereg veteránját,. Cvetković 2006-ban költözött Izraelbe, és egy izraeli állampolgárral kötött házasságával szerzett állampolgárságot. Azzal vádolták, hogy személyesen részt vett több mint 800 férfi és fiú kivégzésében, és a gyilkosságok felgyorsítása érdekében gépfegyverek bevetését kezdeményezte. 2011. augusztus 1-jén egy jeruzsálemi bíróság jóváhagyta Cvetković kiadatását, fellebbezését pedig 2012 novemberében elutasították.
Božidar Kuvelja volt boszniai szerb rendőrt a bosznia-hercegovinai Čajničében tartóztatták le.
A Bíróság bűnösnek mondta ki népirtásban
- Milenko Trifunovićot (a 2. Šekovići különleges rendőri különítmény tagját a 3. "Skelani" szakasz parancsnokát) [235] és 42 év börtönbüntetésre ítélte.[236][237]
- Brano Džinićet (a 2. Šekovići különleges rendőri különítmény tisztjét) [235] és 42 év börtönbüntetésre ítélte.[236][237]
- Slobodan Jakovljevićet (a 3. "Skelani" szakasz tagját)[235] és 40 év börtönbüntetésre ítélte.[236][237]
- Branislav Medant (a 3. "Skelani" szakasz tagját)[235] és 40 év börtönbüntetésre ítélte.[236][237]
- Petar Mitrovićot (a 3. "Skelani" szakasz tagját)[235] és 38 év börtönbüntetésre ítélte.[236][237]
- Aleksandar Radovanovićot (a 3. "Skelani" szakasz tagját)[235] és 42 év börtönbüntetésre ítélte.[236][237]
- Milorad Trbićet (a Boszniai Szerb Köztársaság hadserege Zvorniki dandárának biztonsági parancsnokhelyettesét) és 30 év börtönbüntetésre ítélte.[248]
- Radomir Vukovićot (a 2. Šekovići különleges rendőri különítmény tisztjét) és 31 év börtönbüntetésre ítélte.[249]
- Zoran Tomićot (a 2. Šekovići különleges rendőri különítmény tisztjét) és 31 év börtönbüntetésre ítélte.[249]
- Marko Boškićot (a Boszniai Szerb Köztársaság hadserege 10. kommandós osztagának tagját)[239] és 10 év börtönbüntetésre ítélte.[250]
- Radovan Karadžićot 2016. március 24-én 40 év börtönbüntetésre ítélte.[251]

Bűnösnek mondta ki a népirtásban való közreműködésben
- Duško Jevićet (a belügyminisztériumi különleges rendőrdandárának parancsnokhelyettesét és a jahorinai különleges rendőrképző központ parancsnokát) és 35 év börtönbüntetésre ítélte.[252]
- Mendeljev Đurićot (a Jahorina különleges rendőrképző központ első századának parancsnokát) és 30 év börtönbüntetésre ítélte.[252]

Bűnösnek mondta ki emberiesség elleni és háborús bűnökben
- Stanko Kojićot (a Boszniai Szerb Köztársaság hadserege 10. szabotázsegységének tagját) és 43 év börtönbüntetésre ítélte.<.[253]
- Franc Kost (a Boszniai Szerb Köztársaság hadserege 10. szabotázsegysége első szakaszának parancsnokát) és 40 év börtönbüntetésre ítélte.[253]
- Zoran Goronját (a Boszniai Szerb Köztársaság hadserege 10. szabotázsegysége tagját) és 40 év börtönbüntetésre ítélte.[253]
- Vlastimir Golijant (a Boszniai Szerb Köztársaság hadserege 10. szabotázsegysége tagját)[240] és 19 év börtönbüntetésre ítélte.[253]
- Dragan Crnogoracot (rendőrtiszviselőt) és 13 év börtönbüntetésre ítélte.[254]

Felmentette
- Velibor Maksimovićot (a Šekovići különleges rendőri különítmény, 3. "Skelani" szakasz tagját)[235] [236][237]
- Milovan Matićot (a Boszniai Szerb Köztársaság hadseregének tagját)[235][236][237]
- Teodor Pavelvićet (a Boszniai Szerb Köztársaság hadseregének tagját)[236][237]
- Miladin Stevanovićot (a 3. "Skelani" szakasz tagját)[235][236][237]
- Dragiša Živanovićot (a 3. "Skelani" szakasz tagját)[235][236][237]
- Miloš Stupart (a 2. Šekovići különleges rendőri különítmény parancsnokát)[235] bűnösnek találta és 40 év börtönbüntetésre ítélte,[236][237] de később felmentette.[255]
- Neđo Ikonićot[256]
- Goran Markovićot[256]

Próbára bocsátotta
- Božidar Kuvelját[246]
- Dejan Radojkovićot[257]

#### Hollandia

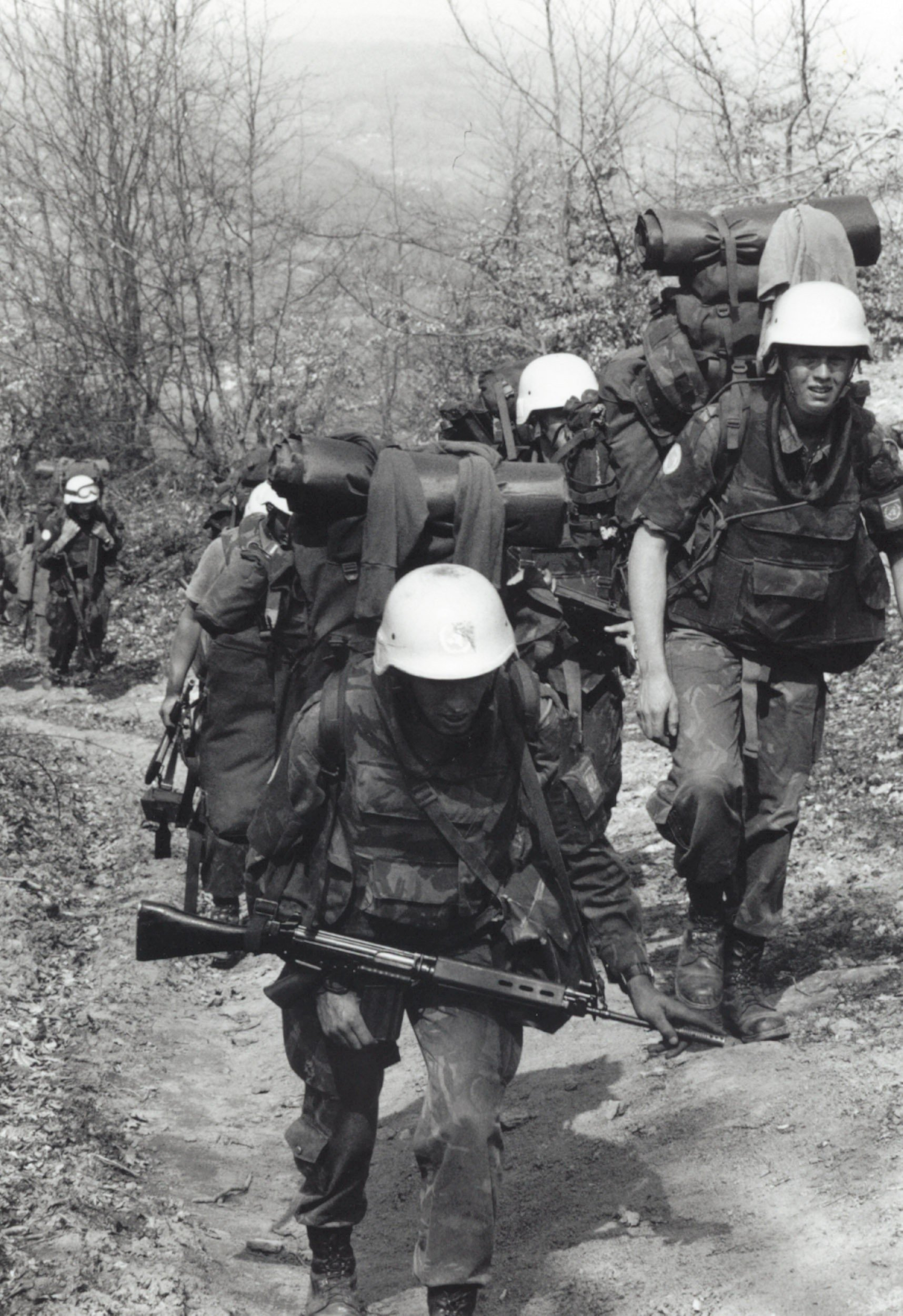
Holland békefenntartók útban a Quebec és Romeo megfigyelőállomásokhoz, Srebrenicában, 1994-ben.

A túlélők és az áldozatok hozzátartozói a Hágai Kerületi Bíróságnál indított polgári jogi perekben próbálták megállapíttatni Hollandia állam és az Egyesült Nemzetek Szervezetének felelősségét a Srebrenicában történtekért. Az ügyben 11 felperes volt (köztük a „Srebrenicai és Žepai enklávék anyái” nevű szervezet), akik kérték a bíróságot, hogy állapítsa meg, hogy az ENSZ és Hollandia állam megsértette a népirtásról szóló egyezményben meghatározott, a népirtás megelőzésére vonatkozó kötelezettségét, és egyetemlegesen kötelezze őket a felpereseknek fizetendő kártérítésére. 2008. július 10-én a bíróság kimondta, hogy nincs joghatósága az ENSZ-szel szemben, a felperesek azonban fellebbeztek az ENSZ-szel kapcsolatban kimondott ítélet ellen..
Újabb keresetet indított egy volt ENSZ-tolmács Hasan Nuhanović és Rizo Mustafić, az ENSZ srebrenicai villanyszerelőjének családja. Azt állították, hogy az ENSZ által védett övezet biztonságáért felelős békefenntartó kontingens holland csapatai lehetővé tették VRS csapatai számára, hogy megöljék hozzátartozóikat, Nuhanović testvérét, apját és anyját, valamint Mustafićot. Azzal érveltek, hogy a holland alkotmány 97. cikk (2) bekezdése alapján, amely a kormány felső parancsnokságát ('oppergezag') biztosítja a katonai erők felett, a holland kormány „de facto” hadműveleti irányítással rendelkezett a holland zászlóalj felett. 2008. szeptember 10-én a kerületi bíróság elutasította ezeket a követeléseket, és megállapította, hogy az állam nem tehető felelőssé, mert a Dutchbat békefenntartók az Egyesült Nemzetek Szervezetének felhatalmazása alapján tevékenykedtek Boszniában, és a hadműveleti parancsnokságot és a csapatok feletti ellenőrzést az ENSZ-parancsnokságra ruházták át. 2011. július 5-én a fellebbviteli bíróság megváltoztatta ezt a határozatot, és megállapította, hogy Srebrenica eleste után az állam volt a felelős a kiürítésért, és valóban aktívan koordinálta azt, és ezért felelős azért a döntésért, hogy Nuhanović testvérét és Mustafićot elbocsátották a Dutchbat-telepről. A bíróság továbbá úgy ítélte meg, hogy a korábbi döntés téves, mert a holland katonáknak tudniuk kellett: nagy a veszélye annak, hogy megkínozzák vagy megölik őket. Ezért mindkét igénylő jogosult a kártérítésre. 2013. szeptember 6-án a Holland Legfelsőbb Bíróság elutasította a kormány fellebbezését. Az ítéletet a kormány elfogadta.
2014. július 16-án egy holland bíróság felelősségre vonta Hollandiát több mint 300 bosnyák srebrenicai meggyilkolásáért, majd ugyanez a bíróság úgy döntött, hogy Hollandia nem felelős a többi srebrenicai halálesetért. A határozatot a Hágai Fellebbviteli Bíróság 2017. június 27-én helybenhagyta.
2019. július 19-én a holland legfelsőbb bíróság kimondta, hogy a holland állam 10%-os felelősséggel tartozik azért a 300 bosnyák férfiért, akit az épületből kiutasítottak.
Az Európai Parlament 2009. január 15-ei ülésén július 11-ét a srebrenicai mészárlás európai emléknapjává nyilvánította.

## Elemzések

### A bosnyák erők szerepe
Válaszul arra a felvetésre, hogy a srebrenicai bosnyák erők nem tettek megfelelő kísérletet a város védelmére, a Közgyűlés 53/35. számú, Srebrenica elestéről szóló határozata értelmében az Egyesült Nemzetek Közgyűlése 54. ülésszakára 1999. november 15-én eljuttatot főtitkári jelentés kimondja:
|  | „476. Azzal a váddal kapcsolatban, hogy a bosnyákok nem tettek eleget Srebrenica védelmében, a jelentés kapcsán megkérdezett katonai szakértők nagyrészt egyetértettek abban, hogy egy páncélos és tüzérség által támogatott összehangolt támadással szemben a bosnyákok nem tudták volna sokáig megvédeni Srebrenicát. (...) 478. Sokan azzal vádolták a bosnyák erőket, hogy az elesés napján, miközben a szerb erők előrenyomultak, ők kivonultak az enklávéból. Nem szabad azonban elfelejteni, hogy az utolsó szerb támadás előestéjén a holland parancsnok felszólította a bosnyákokat, hogy vonuljanak vissza Srebrenica városától délre lévő védelmi pozíciókból – abból az irányból, ahonnan a szerbek előrenyomulnak. Tette ezt olyan megfontolásból, mert úgy vélte, hogy a NATO repülőgépei hamarosan széles körű légicsapásokat indítanak az előrenyomuló szerbek ellen. 479. A Srebrenica bosnyák védőivel szemben felhozott harmadik vád az volt, hogy ők provokálták ki a szerb offenzívát azzal, hogy a biztonsági övezetből támadtak. Noha ezt a vádat gyakran ismétlik nemzetközi források, nincs olyan hiteles bizonyíték, amely alátámasztja. A Dutchbat akkoriban a helyszínen tartózkodó személyzete úgy értékelte, hogy a bosnyákok által Srebrenicából végrehajtott néhány támadás nem volt nagy jelentőségű, vagy csekély katonai jelentőséggel bírt. Ezeket a támadásokat gyakran élelmiszergyűjtés céljából szervezték, mivel a szerbek megtagadták a humanitárius konvojok belépését az enklávéba. Még a jelentés kapcsán megkeresett szerb források is elismerték, hogy a srebrenicai bosnyák erők nem jelentenek számukra jelentős katonai fenyegetést. Úgy tűnik, a legnagyobb támadás, amelyet a bosnyákok Srebrenicából indítottak az alatt a több mint két év alatt, amely alatt a várost és környezetét biztonsági övezetté nyilvánították, a Višnjica falu elleni 1995. június 26-i rajtaütés volt, amelyben több ház is leégett, legfeljebb négy szerbet öltek meg, és körülbelül 100 birkát loptak el. Ezzel szemben a szerbek két héttel később lerohanták az enklávét, tízezreket kergetve ki otthonaikból, és végül több ezer férfit és fiút végeztek ki. A szerbek háborús céljaik ürügyeként, hogy tudniillik egy földrajzilag összefüggő és etnikailag tiszta területet hozzanak létre a Drina mentén, miközben csapataikat felszabadítják az ország más részein dúló harcok érdekében, többször is eltúlozták a srebrenicai rajtaütések mértékét. Az, hogy a nemzetközi szereplők és megfigyelők milyen mértékben fogadták el ezt az ürügyet, az „erkölcsi egyenértékűség” csalóka képét tükrözte, amelyen keresztül túl sokan nézték túl sokáig a boszniai konfliktust.” |
|  | |

### Vitatott szerb áldozatok Srebrenica környékén
Abban minden fél egyetértett, hogy a Naser Orić által vezetett katonai betörések során a szerbek számos veszteséget szenvedtek. Az áldozatok természetével és számával kapcsolatos vita 2005-ben, a mészárlás 10. évfordulóján bontakozott ki. A Human Rights Watch szerint az ultranacionalista Szerb Radikális Párt „agresszív kampányt indított annak bizonyítására, hogy muszlimok követtek el bűncselekményeket szerbek ezrei ellen a térségben”, amelynek célja „az 1995. júliusi bűncselekmények jelentőségének csökkentése volt”. Az ICTY Ügyészi Hivatala (OTP) 2005. július 6-iki sajtótájékoztatóján megállapította, hogy a szerb hatóságok által állított a szerb halálesetek száma a régióban 1400-ról 3500-ra nőtt, ez az adat az OTP szerint „nem tükrözi a valóságot”. 
A tájékoztató korábbi beszámolókat idézett:
- A Boszniai Szerb Köztársaság háborús bűnökkel foglalkozó bizottsága Bratunac, Srebrenica és Skelani településeken 995-ben adta meg a szerb áldozatok számát (520 Bratunacban és 475 Srebrenicában).
- Milivoje Ivanišević, a szerbek ellen elkövetett bűncselekményeket vizsgáló belgrádi központ elnökének „Sírjaink krónikái” (Hronici naših grobova) című művében 1200 körülire becsüli a megölt emberek számát.
- A Boszniai Szerb Köztársaság Belügyminisztériuma által kiadott „A tiszteletreméltó keresztért és az arany szabadságért” (За крст часни и слободу златну / Za krst časni i slobodu zlatnu) című könyv a Bratunac-Srebrenica-Skelani vidékének 641 szerb áldozatára hivatkozott.

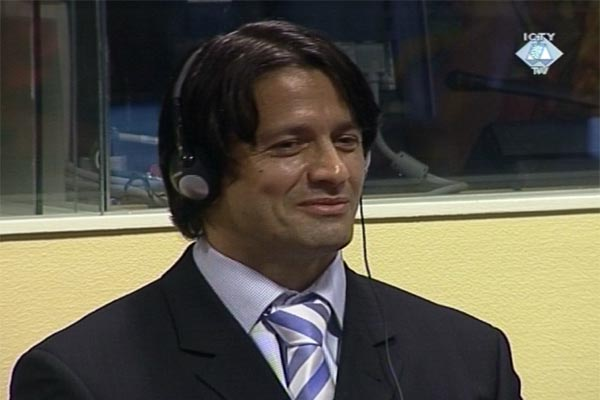
Naser Orić a bosnyák 28. hadosztály parancsnoka 2008-ban a Nemzetközi Törvényszék előtt

E számok pontossága megkérdőjelezhető: az OTP megjegyezte, hogy bár Ivanišević könyvének becslése szerint körülbelül 1200 szerbet öltek meg, személyi adatok csak 624 áldozatról voltak elérhetők. Az is megkérdőjeleződik, hogy néhány áldozatot „áldozatként” tüntettek fel: a tanulmányok a katonai áldozatok jelentős többségét találták a polgári áldozatokhoz képest. Ez összhangban van a konfliktus természetével – a Srebrenica elleni támadások katonai támaszpontjaiként használt közeli falvakban (amelyek közül sokat 1992-ben etnikailag megtisztítottak a bosnyák többségű lakosságtól) bosnyák erők által végrehajtott rajtaütések során szerb áldozatok haltak meg. Például Kravica falut az ortodox karácsony napján 1993. január 7-én, bosnyák erők támadták meg. Egyes szerb források, például Ivanišević azt állítják, hogy a falu 353 lakosát „gyakorlatilag teljesen elpusztították”. Valójában a VRS saját belső nyilvántartása szerint 46 szerb halt meg a kravicai támadásban: 35 katona és 11 civil, míg az ICTY ügyészsége által január 7-én és 8-án Kravicában és a környező falvakban történt áldozatok vizsgálata során azt állapította meg, hogy összesen 43 embert öltek meg, akik közül 13 nyilvánvalóan civil volt. Ennek ellenére szerb források az eseményt továbbra is a bosnyák erők által Srebrenica környékén elkövetett bűncselekmények jellemző példájaként említik. Ami a kravicai falvakban (Šiljkovići, Bjelovac, Fakovići és Sikirić) történt pusztítást és áldozatokat illeti, az ítélet szerint az ügyészségnek nem sikerült meggyőző bizonyítékkal szolgálnia arra vonatkozóan, hogy a boszniai erők felelősek értük, mert a szerb erők a harcok során ezekben a falvakban tüzérséget használtak, sőt Bjelovac falu esetében még harci repülőgépeket is bevetettek.
A régió szerb áldozatainak legfrissebb elemzéséhez az adatokat a szarajevói székhelyű Kutatási és Dokumentációs Központ (RDC), egy többnemzetiségű személyi állománnyal rendelkező, pártatlan intézmény nemzetközi szakértői csapata gyűjtötte össze, dolgozta fel, ellenőrizte, hasonlította össze és értékelte. Az RDC megállapította, hogy Bratunac településen a szerb áldozatok száma 119 civil és 424 katona volt. Azt is megállapították, hogy bár a bratunaci katonai temetőben eltemetett 383 szerb áldozatot a srebrenicai ARBiH egységek áldozataiként mutatják be, 139-en (az összesített szám több mint egyharmada) másutt harcoltak és haltak meg Bosznia-Hercegovinában.
Szerb források azt állítják, hogy a biztonsági övezet létrehozása előtti időszakban bekövetkezett áldozatok és veszteségek miatt a szerbek bosszút követeltek a srebrenicai bosnyákok ellen. Az ARBiH rajtaütéseit az 1995. júliusi népirtás kulcsfontosságú motiváló tényezőjeként mutatták be. Ezt a nézetet nemzetközi források, köztük a 2002-es jelentés, amelyet a szerbek megbízásából készítettek, valamint a holland kormánynak a Srebrenica elestéhez vezető eseményekről szóló jelentése (NIOD-jelentés) is megerősítik. A „Balkáni népirtások: Holokauszt és etnikai tisztogatás a huszadik században” (Balkan Genocides: Holocaust and Ethnic Cleansing in the Twentieth Century) című művében Paul Mojzes tudós megjegyzi, hogy a srebrenicai emberekkel szembeni nagy ellenségeskedés az 1992 májusától 1993 januárjáig tartó időszakból ered, amikor az Orić vezetése alatt álló erők rengeteg szerb falut megtámadtak és elpusztítottak. A bizonyítékok azt mutatják, hogy a szerbeket megkínozták és megcsonkították, másokat pedig élve elégettek, amikor felgyújtották a házukat.
A srebrenicai mészárlást bosszúként bemutató magyarázatokat, mint a népirtás igazolására irányuló rosszhiszemű kísérleteket elvetették. Az ICTY táhékoztatója megjegyzi, hogy az az állítás, miszerint a boszniai szerb erők a boszniai muszlim erők által a Srebrenica környéki falvakban a szerbek ellen elkövetett bűncselekmények miatt bosszúból ölték meg a srebrenicai foglyokat, a nemzetközi jog szerint nem nyújt védelmet, és a katonák, különösen a tapasztalt tisztek minden bizonnyal tisztában voltak ezzel. A bosszú felkínálása a bűncselekmények igazolásaként a jogállamiságnak és magának a civilizációnak a megtámadását jelenti, és a bosszú sem ad erkölcsi igazolást az emberek megölésére pusztán azért, mert ugyanazon etnikai csoporthoz tartoznak, mint mások, akik bűncselekményeket követtek el. A módszeres tervezés és a jelentős erőforrások mozgósítása magas szintű parancsnoki parancsadást igényelt. A VRS-nek, amint azt egy boszniai szerb háborús bűnös Dragan Obrenović bevallotta, terve volt a boszniai muszlim foglyok megölésére.
Az ENSZ-főtitkár Srebrenica eleséséről szóló jelentésében ez áll: „Bár ezt a vádat nemzetközi forrásokból gyakran ismétlik, nincs hiteles bizonyíték, amely alátámasztaná... A szerbek többször is eltúlozták a srebrenicai rajtaütések mértékét, mint ürügyet egy központi háborús cél elérésére: egy földrajzilag összefüggő és etnikailag tiszta terület létrehozása a Drina mentén.”
Radislav Krstić ICTY előtti perében az ügyészség katonai tanácsadója, Richard Butler rámutatott, hogy a szerb hadsereg a tömeges kivégzés végrehajtásával megfosztotta magát egy rendkívül értékes alkupozíciótól. Butler felvetette, hogy sokkal több keresnivalójuk lett volna, ha a Potočariban lévő férfiakat hadifogolyként viszik a Nemzetközi Vöröskereszt (ICRC) és a még mindig a területen tartózkodó ENSZ-csapatok felügyelete alá. Ebben az esetben lehetett volna valamiféle csereügyletet kötni, vagy ki tudtak volna kényszeríteni politikai engedményeket. Ezen érvelés alapján az ezt követő tömeggyilkosságnak nincs katonai magyarázata.

### A hollandok felelőssége
Július 13-án a holland békefenntartó zászlóalj („Dutchbat”) kiutasított öt bosnyák menekültet az Egyesült Nemzetek Szervezete által védett épületéből. A holland bíróságokon folytatott későbbi eljárások a kiutasítottak halálában megállapították a holland állam jogi felelősségét. 2013-ban a holland legfelsőbb bíróság Hollandiát tette felelőssé 3 bosnyák férfi haláláért, akiket 1995. július 13-án kiutasítottak a Dutchbat őrizetében lévő épületből. 2019. július 19-én. A holland legfelsőbb bíróság kimondta, hogy a Dutchbat nem felelős Srebrenica elestéért, és nem felelős a mészárlásért. A holland állam 10%-os felelősséget vállalt azért a 300 bosnyák férfiért, akiket kiutasítottak az épületből.

### Az UNPROFOR parancsnoki láncának problémái
Hagrup Haukland dandártábornok, aki az UNPROFOR parancsnoka volt abban a szektorban, amelyben a srebrenicai mészárlás gyilkosságai 1995. július 11-én kezdődtek, ebben az időben szabadságon volt. Beosztottja, Charles Brantz ezredes 1995. július 9-én kétszer is telefonált Hauklandnek, hogy tájékoztassa a srebrenicai válságról. A parancsnokságon belüli zavart részben Haukland lassúságának tulajdonították, hogy visszatérjen munkahelyére, és csak július 14-én érkezzen meg tuzlai főhadiszállására.
Harald Valved az UNPROFOR katonai tanácsadója szerint a Hauklandnak elárendelt személyi állományában egyéb problémák is voltak, mint például az együttműködés hiánya a hollandok és a pakisztáni békefenntartók között. A 2002-es „Srebrenica: „biztonsági övezet” című jelentés szerint „A káderek a norvég, pakisztáni és holland katonaság klánjaiból álltak, amelyek nem voltak képesek a megfelelő kölcsönös együttműködésre. 2005-ben Haukland 1995-ös tuzlai nemzetközi állományának egy meg nem nevezett tisztje vitatta Haukland és a norvég hadsereg vezérkari főnöke, Arne Solli állítását, miszerint a Srebrenica elleni támadás meglepetés volt. A tiszt azt mondta: „Előre tudtuk, hogy a szerbek Srebrenica környékén gyűjtik össze erőiket. Június végén Haukland újra és újra tájékoztatta a szarajevói főhadiszállást ezzel kapcsolatban.” 2006-ban arról számoltak be, hogy Haukland rendszeresen tájékoztatta Sollie-t a Haukland szektorán belüli állapotokról, és amikor Haukland Boszniából Norvégiába utazott, ugyanazon a repülőgépen utaztak. A 2002-es „Srebrenica: „biztonsági övezet” című jelentés nem hibáztatta Hauklandot a mészárlásért.

### Sheehan tábornok vádjai
2010 márciusában John J. Sheehan, a NATO Atlanti Szövetségi Erőinek 1994 és 1997 közötti főparancsnoka az Egyesült Államok szenátusi meghallgatásán azt mondta, hogy a hollandok „békeprogramot hirdettek, és tudatos erőfeszítéseket tettek, hogy szocializálják katonáikat – ami magában foglalta katonáik szakszervezetbe szervezését és a nyílt homoszexualitást is”, azt állítva, hogy a meleg katonák jelenléte olyan eseményeket eredményezhet, mint Srebrenica  Megemlítve a „Hankman Berman” nevet azt állította, hogy a holland fegyveres erők vezetése osztja véleményét, melyhez Sheehan még hozzátette, hogy a meleg katonák jelenléte Srebrenicában rontotta a morált, és hozzájárult a katasztrófához. Van den Breemen tábornok tagadta, hogy ilyesmit mondott volna, és Sheehan megjegyzéseit „teljes nonszensznek” nevezte, Sheehan kijelentéseit a holland hatóságok is elutasították, mint „szégyenletes” és „katonához méltatlan” szavakat. Sheehan 2010. március 29-én bocsánatot kért a holland katonai tisztviselőktől, és visszavonta megjegyzéseit, ehelyett „a hadviselés szabályait hibáztatta... amelyet egy olyan politikai rendszer dolgozott ki, amelynek prioritásai ellentétesek, és ambivalens felfogása van a hadsereg felhasználásának módjáról.”

### Az ENSZ-különmegbízott bírálata

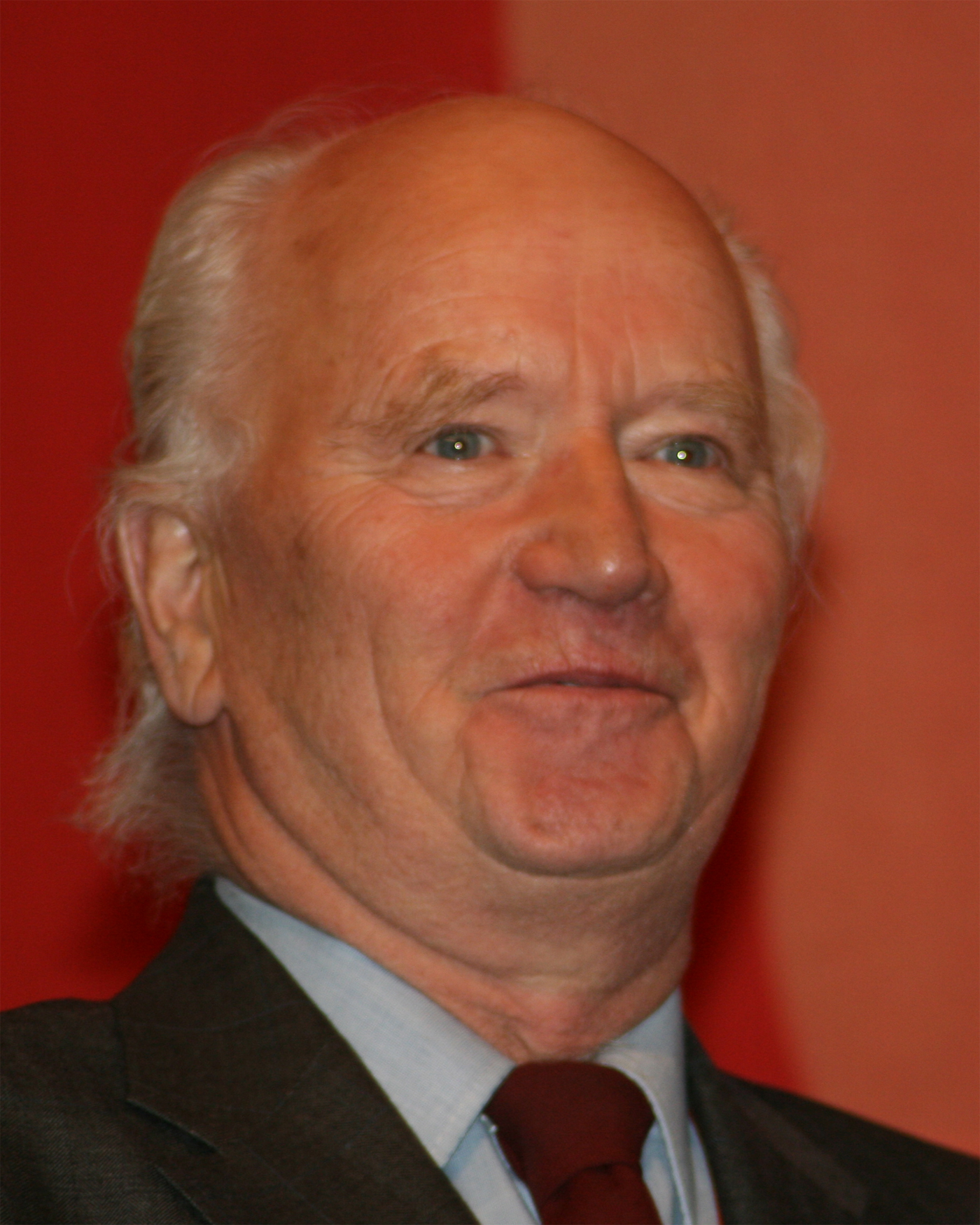
Thorvald Stoltenberg

2005-ben Arne Johan Vetlesen professzor azt mondta: „Thorvald Stoltenberg srebrenicai társfelelőssége abban rejlik, hogy három éven keresztül vezető ENSZ-tisztségviselőként diplomáciai, politikai és közvetve katonai vonalon is hozzájárult a mészárlásnak kedvező környezet megteremtéséhez. Mladić helyesen számolt, amikor arra jutott, hogy Srebrenica muszlim lakosságával pontosan azt tehet, amit akar”. A 2002-es holland kormányjelentés (Srebrenica: „biztonsági övezet”) ugyancsak bírálta Stoltenberg közvetítőként való megválasztását.

## A népirtás tagadása
A mészárlással kapcsolatos szkeptikus nézetek a gyilkosságok népirtásként való elismerésének megkérdőjelezésétől a mészárlás megtörténtének tagadásáig terjedtek. Az ICJ és az ICTY által a népirtásra vonatkozó megállapítást bizonyítási és elméleti alapon vitatták. Megkérdőjelezték a halottak számát és haláluk természetét is. Azt állították, hogy jóval kevesebben, mint 8000-en haltak meg, és/vagy az elesettek többsége harcban halt meg, nem pedig kivégzésben. Azt állították, hogy a „népirtás” értelmezést a nők és gyermekek túlélése is cáfolja.
A boszniai háború alatt a legtöbb szerb médiát Slobodan Milošević hatékonyan irányította. A háború befejezését követően továbbra is széles körben elterjedt volt a szerbek körében a srebrenicai gyilkosságokért való szerb felelősség tagadása. Kérdések hangzottak el Srebrenicával kapcsolatban a Népirtás Áldozatainak Múzeuma (Muzej žrtava genocida) és Stratégiai Kulturális Alapítvány (Fond strateške kulture) által Belgrádban 2017-ben rendezett „Srebrenica 1995–2015: činjenice nedoumice, propaganda” szimpóziumon is. Sonja Biserko, a Helsinki Emberi Jogok Szerbiai Bizottságának elnöke és Edina Bečirević, a Szarajevói Egyetem Kriminalisztikai, Kriminológiai és Biztonságtanulmányi Kara képviseletében srebrenicai népirtás tagadásának kultúrájára mutatott rá a szerb társadalomban, amely számos formát ölt, és különösen jelen van a politikai diskurzusban, a médiában, a jogban és az oktatási rendszerben.

### Példák
Milorad Dodik, a Boszniai Szerb Köztársaság elnöke a „Večernje novosti” belgrádi újságnak adott interjújában 2010 áprilisában kijelentette, hogy „nem tudjuk és soha nem is fogjuk elfogadni, hogy az eseményt népirtásnak minősítsék. Dodik visszautasította a Boszniai Szerb Köztársaság 2004-es jelentését, amelyben elismerte a gyilkosság mértékét, és bocsánatot kért az áldozatok hozzátartozóitól, azt állítva, hogy a jelentést a nemzetközi közösség nyomására fogadták el. A szám alátámasztása nélkül azt állította, hogy az áldozatok száma 3500 volt a jelentésben elfogadott 7000 helyett, azt állítva, hogy 500 felsorolt áldozat él, és több mint 250 olyan embert temettek el a Potočari emlékközpontban, akik máshol hunytak el.
2010 júliusában, a mészárlás 15. évfordulóján Dodik kijelentette, hogy nem tekinti népirtásnak a srebrenicai gyilkosságokat, és (Kelet-Boszniára utalva) kijelentette, hogy „ha népirtás történt, akkor azt a vidék szerbjei ellen követték el, ahol nőket, gyerekeket és időseket tömegesen öltek meg." 2010 decemberében Dodik elítélte a Béke-végrehajtási Tanácsot, egy 55 országból álló nemzetközi közösséget, amiért a srebrenicai vérengzést népirtásnak nevezte. 2021-ben Dodik továbbra is azt állította, hogy nem történt népirtás, Boszniai Szerb TV-ben pedig azt állította, hogy az emléktemetőben a koporsók üresek, csak nevek vannak rajtuk.
Tomislav Nikolić, Szerbia elnöke 2012. június 2-án kijelentette, hogy „Srebrenicában nem volt népirtás. Srebrenicában súlyos háborús bűnöket követtek el egyes szerbek, akiket meg kell találni, bíróság elé kell állítani és meg kell büntetni. ... Nagyon nehéz valakit vád alá helyezni és bíróság előtt bizonyítani, hogy egy esemény népirtásnak minősül.”
Vojislav Šešelj Ivica Dačić és Aleksandar Vulin  szerb politikusok mindannyian tagadták, hogy ami történt, az népirtás volt.
A „La Nation”, egy kéthavonta megjelenő svájci újság cikksorozatot közölt arról, hogy 2000 katona halt meg a srebrenicai „álmészárlásban”. A Társadalom a Fenyegetett Népekért és a Svájci Büntetlenség Elleni Egyesület közös keresetet nyújtott be a La Nation ellen népirtás tagadása miatt. A svájci törvények tiltják a népirtás tagadását. Donatello Poggi svájci politikust faji megkülönböztetés miatt ítélték el, miután 2012-ben megjelent cikkeiben hazugságnak nevezte a srebrenicai népirtás vádjait.
Phillip Corwin, az ENSZ korábbi polgári ügyek boszniai koordinátora, a Srebrenicai Kutatócsoport munkájának tanácsadója és közreműködője kijelentette, hogy „ami Srebrenicában történt, az nem a muzulmánok szerbek részéről történő egyetlen nagy mészárlása volt, hanem nagyon véres támadások és ellentámadások három éven keresztül tartó sorozata.”
Lewis MacKenzie, az Egyesült Nemzetek Védelmi Erőinek (UNPROFOR) egykori boszniai parancsnoka továbbra is vitatta a 2009-es népirtás megállapítását azzal az indokkal, hogy a meggyilkolt férfiak és fiúk számát eltúlozták, másodszor pedig azzal, hogy a nők és gyerekek busszal történő átszállítása ellentmond a népirtás fogalmának – mivel, ha szerbek szándéka a népcsoport megsemmisítése lett volna, akkor a nőket is megölték volna. A Journal of Military and Strategic Studies című folyóiratban (12. kötet, 1. szám, 2009. ősz) MacKenzie anélkül fejtette ki véleményét, hogy utalt volna az ICTY által a Krstic-ügyben több évvel korábban közzétett és megerősített ítéletekben közzétett részletes érvekre.
Carlos Martins Branco nyugalmazott portugál tábornok 1998-ban tette közzé „Srebrenica átverés volt? Szemtanúk beszámolója egy korábbi ENSZ katonai megfigyelőtől Boszniában” című, 2016 novemberében pedig „A Guerra nos Balcãs, jihadismo, geopolítica e desinformação” ("Háború, dzsihádizmus, Geopolitika és dezinformáció") című visszaemlékezéseit. Ezekben azt állította: „Srebrenicát ártatlan muszlim civilek előre megfontolt lemészárlásaként ábrázolták – és továbbra is az lesz. Népirtásként! De valóban így volt? Az eseményekkel kapcsolatban kétségbe vannak bennem.”
A Srebrenica Research Group, egy Edward S. Herman által vezetett csoport a „Srebrenica And the Politics of War Crimes” (2005) címmel megjelent következtetéseiben azt állította: „Az az állítás, hogy 8000 muszlimot megöltek, a rendelkezésre álló bizonyítékok alapján nem áll fenn, és alapvetően politikai konstrukció”.
William Schabas 2009-ben megjelent „Genocide in International Law: The Crime of Crimes” című könyvében összefoglalja a Srebrenicában és a boszniai háború során elkövetett atrocitások helyzetével kapcsolatos jogi véleményeket. Schabas nem hitte, hogy Srebrenica megfelelt a népirtás törvényi definíciójának, és azzal érvelt, hogy „az etnikai tisztogatás egyben figyelmeztető jele a közelgő népirtásnak. A népirtás a frusztrált etnikai tisztítogató utolsó mentsvára.” Schabas később azt mondta, hogy elfogadta a nemzetközi bíróságok által meghozott népirtási ítéleteket.
A Simon Wiesenthal Központ izraeli iroda igazgatója, Efraim Zuroff azt mondta: „Amennyire én tudom, ami [Srebrenicában] történt, az nem fér össze a népirtás leírásával, vagy definíciójával. Szerintem politikai okok miatt döntöttek úgy, hogy népirtásnak nevezzük. Nyilvánvalóan tragédia történt, ártatlan emberek vesztették életüket, emléküket meg kell őrizni.” Zuroff „borzalmasnak” és „abszurdnak” nevezte a Srebrenica és a holokauszt közötti egyenlőségjelet jelentő kísérleteket is, mondván: „Bárcsak a nácik félretették volna a zsidó nőket és gyerekeket véres tombolásuk előtt ahelyett, hogy meggyilkolták őket, de mint tudjuk, ez nem történt meg.”
2005 márciusában Miloš Milovanović, a szerb félkatonai egység a Szerb Gárda volt parancsnoka, aki a Szerb Demokrata Pártot képviselte a srebrenicai önkormányzati képviselő-testületben kijelentette, hogy „a mészárlás hazugság; propaganda rossz képet festeni a szerb népről. A muszlimok hazudnak; manipulálják a számokat; eltúlozzák a történteket. Srebrenicában sokkal több szerb halt meg, mint muszlim.” Ratko Škrbić, a VRS parancsnoka tagadja, hogy népirtás történt volna Srebrenicában. Ő a szerzője a „Srebrenička podvala” című könyvnek, amelyben az 1995. júliusi eseményeket elemzi.
2015-ben egy iszlám tudós, Imran N. Hosein tagadta, hogy a mészárlás népirtás volt.
2016 októberében Mladen Grujičić, Srebrenica első szerb etnikumú polgármestere megkérdőjelezte, hogy a mészárlás népirtás volt.

## Fordítás
- Ez a szócikk részben vagy egészben  a   Srebrenica massacre című angol Wikipédia-szócikk ezen változatának fordításán alapul.  Az eredeti cikk szerkesztőit annak laptörténete sorolja fel. Ez a jelzés csupán a megfogalmazás eredetét és a szerzői jogokat jelzi, nem szolgál a cikkben szereplő információk forrásmegjelöléseként.